# Lignes de bus RATP de 20 à 99
Les lignes de bus RATP de 20 à 99 constituent une série de lignes que la Régie autonome des transports parisiens exploite à Paris intra-muros, certaines lignes desservant également la proche banlieue.
Depuis 2013, toutes ces lignes sont équipées du système d'information en ligne destiné à la régulation et à l'information des voyageurs.
Les itinéraires de nombreuses lignes sont modifiés le 20 avril 2019 dans le cadre de la restructuration du réseau de bus parisien ; en outre, cinq lignes sont créées (25, 45, 59, 71 et 77) et trois sont supprimées (53, 65 et 81).

## Numérotation des lignes

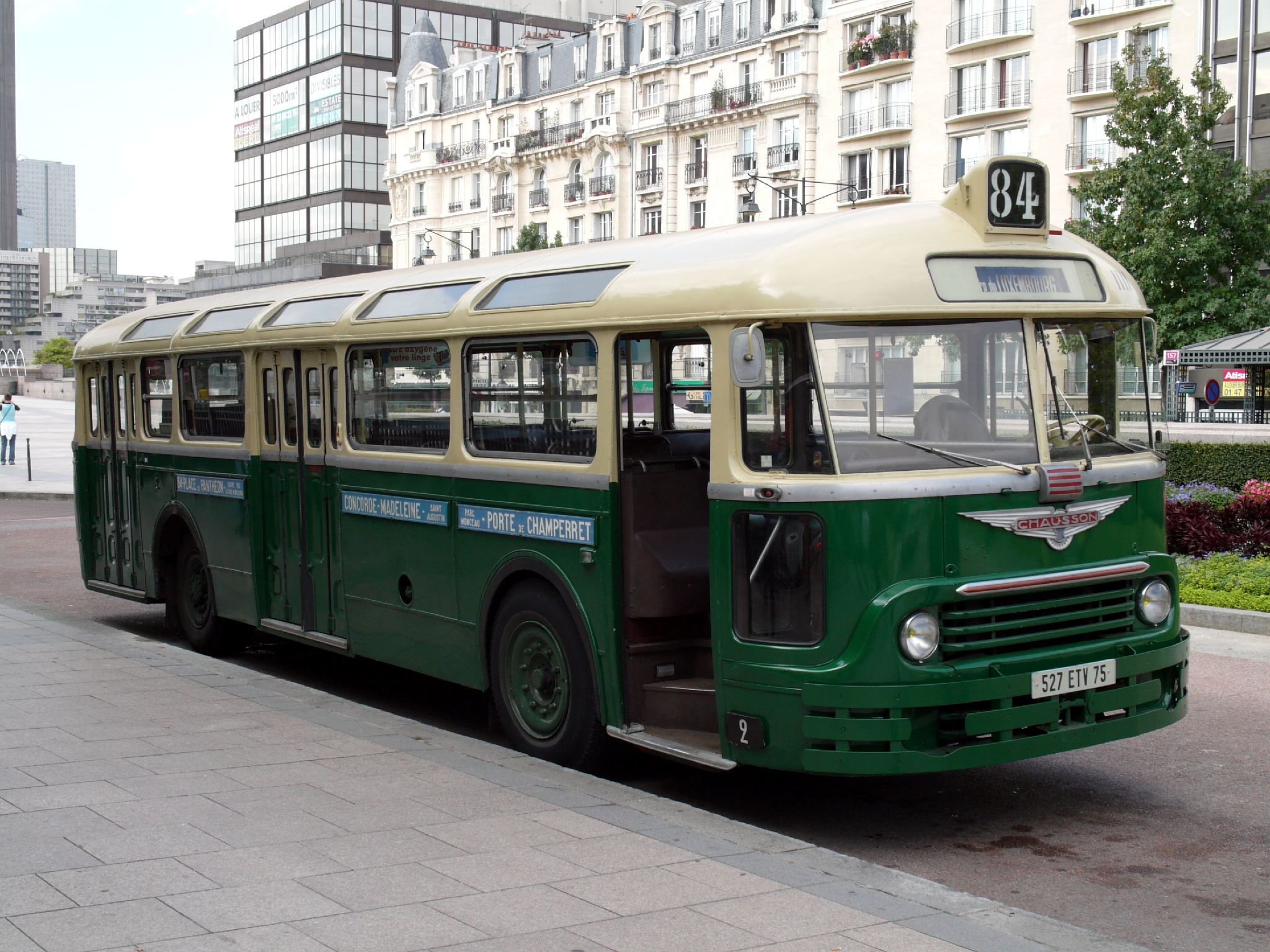
Un ancien bus de la ligne 84, construit par les Établissements Chausson.

La numérotation, instituée par Louis Lagarrigue (futur directeur de la RATP) et mise en place le 5 novembre 1945, répondait au départ à une certaine logique, bien que pas toujours respectée,.
Pour les lignes intra-muros, le premier numéro (dizaines) correspondait à un quartier « central » :
- 20 à 29 : secteur Gare Saint-Lazare / Opéra ;
- 30 à 39 : Gare de l'Est ;
- 40 à 49 : Gare du Nord ;
- 50 à 59 : secteur République, numérotation qui correspond plutôt de nos jours au secteur Rive droite ;
- 60 à 69 : secteur Gare de Lyon / Gare d'Austerlitz ;
- 70 à 79 : secteur Hôtel de Ville / Châtelet ;
- 80 à 89 : secteur Rive gauche en général, plus spécifiquement Luxembourg ;
- 90 à 99 : Gare Montparnasse.

Le deuxième numéro (unités) correspondait à un quartier « périphérique » :
- 0 : lignes traversant Paris sans forcément avoir un terminus en banlieue ou à une Porte précise ;
- 1 : pas de spécification connue ;
- 2 : Sud-Ouest (Rive droite - Porte d'Auteuil) ;
- 3 : Ouest (Porte d'Auteuil - Porte de Champerret) ;
- 4 : Nord-Ouest (Porte de Champerret - Porte de Montmartre) ;
- 5 : Nord et Nord-Est (Porte de Montmartre - Porte de Pantin) ;
- 6 : Est (Porte de Pantin - Rive droite) ;
- 7 : Sud-Est (Rive gauche - Porte de Gentilly) ;
- 8 : Sud (Porte de Gentilly - Porte de Versailles) ;
- 9 : Sud-Ouest (Porte de Versailles - Rive gauche).

Les indices à lettres ont tous été supprimés, à l'exception de la ligne PC (Petite Ceinture) et plus récemment du Trans-Val-de-Marne qui circule quant à lui en banlieue. Depuis décembre 2006, les lignes de tramways T3a et T3b remplacent progressivement les bus (anciennement PC1, PC2 et PC3).
De nombreuses entorses à ce système existent. Ainsi :
- la ligne 29, malgré son dernier chiffre, le 9, ciblant le sud-ouest de Paris, côté rive gauche, se dirige vers l'est. Mais le 29 part de Saint-Lazare et les chiffres 6 ou 7 étant déjà pris, le 9 restait disponible ;
- la ligne 93 avait été créée pour remplacer le tronçon de la ligne 83 entre Friedland-Haussmann et Levallois Libération, quand cette dernière a été prolongée de la place d'Italie à la porte d'Ivry. Bien que numérotée en 9x, cette ligne n'a pas son terminus à la gare Montparnasse mais aux Invalides ;
- des vestiges de l'ancienne numérotation subsistent, faussant l'exactitude du système : le 2 qui devient le 72 ou encore les lignes 91 et 92 ont conservé leur indices[2]. La ligne 92 est une entorse à la règle car elle dessert la porte de Champerret au départ de la Porte d’Orléans ; logiquement, elle aurait dû porter l'indice 93.

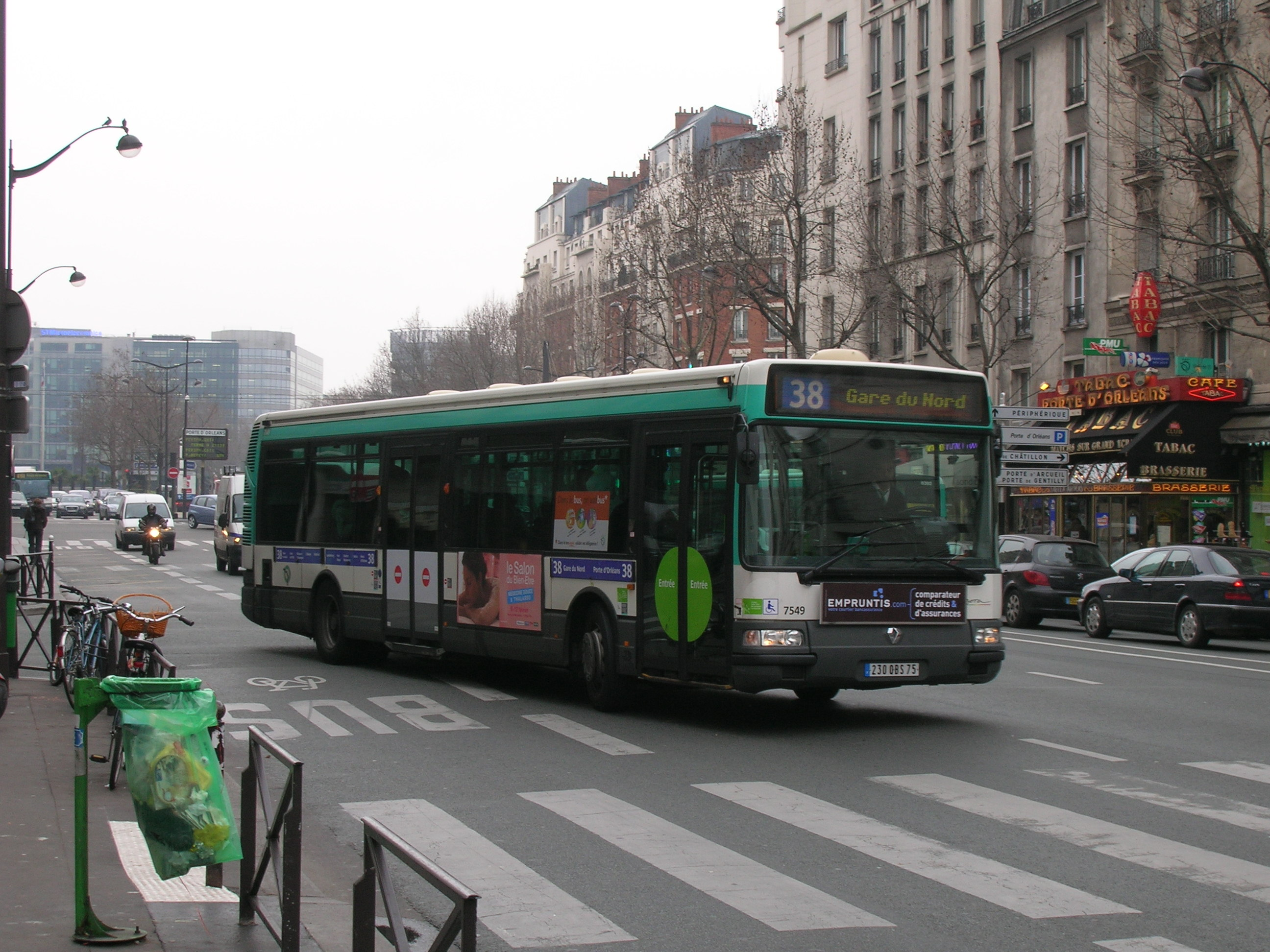
Un bus 38 indiqué « gare du Nord » à la porte d'Orléans.

Par la suite, le parcours des lignes a évolué, prenant souvent cette numérotation en défaut :
- les lignes 38 et 39, qui avaient à l'origine leur terminus situé à la gare de l'Est, ont été prolongées jusqu'à la gare du Nord voire Porte de La Chapelle ;
- le terminus de la ligne 47, primitivement à la gare du Nord, a été déplacés à Châtelet ;
- la ligne 73 desservait autrefois le secteur Hôtel de Ville / Châtelet, en 7x, et a conservé sa numérotation malgré sa limitation au Musée d'Orsay ;
- la ligne 95, autrefois en terminus à Montparnasse, a été prolongée à la porte de Vanves.

Certaines lignes circulant intra-muros ont par la suite été renumérotées car desservant la banlieue ; c'est le cas de l'ancienne ligne 71 qui est devenue la ligne 171.
Depuis la refonte du réseau de bus parisien, mise en place le 20 avril 2019, cette logique de numérotation est encore moins respectée, notamment avec la création des nouvelles lignes 25, 45, 59, 71 et 77.

## Présentation

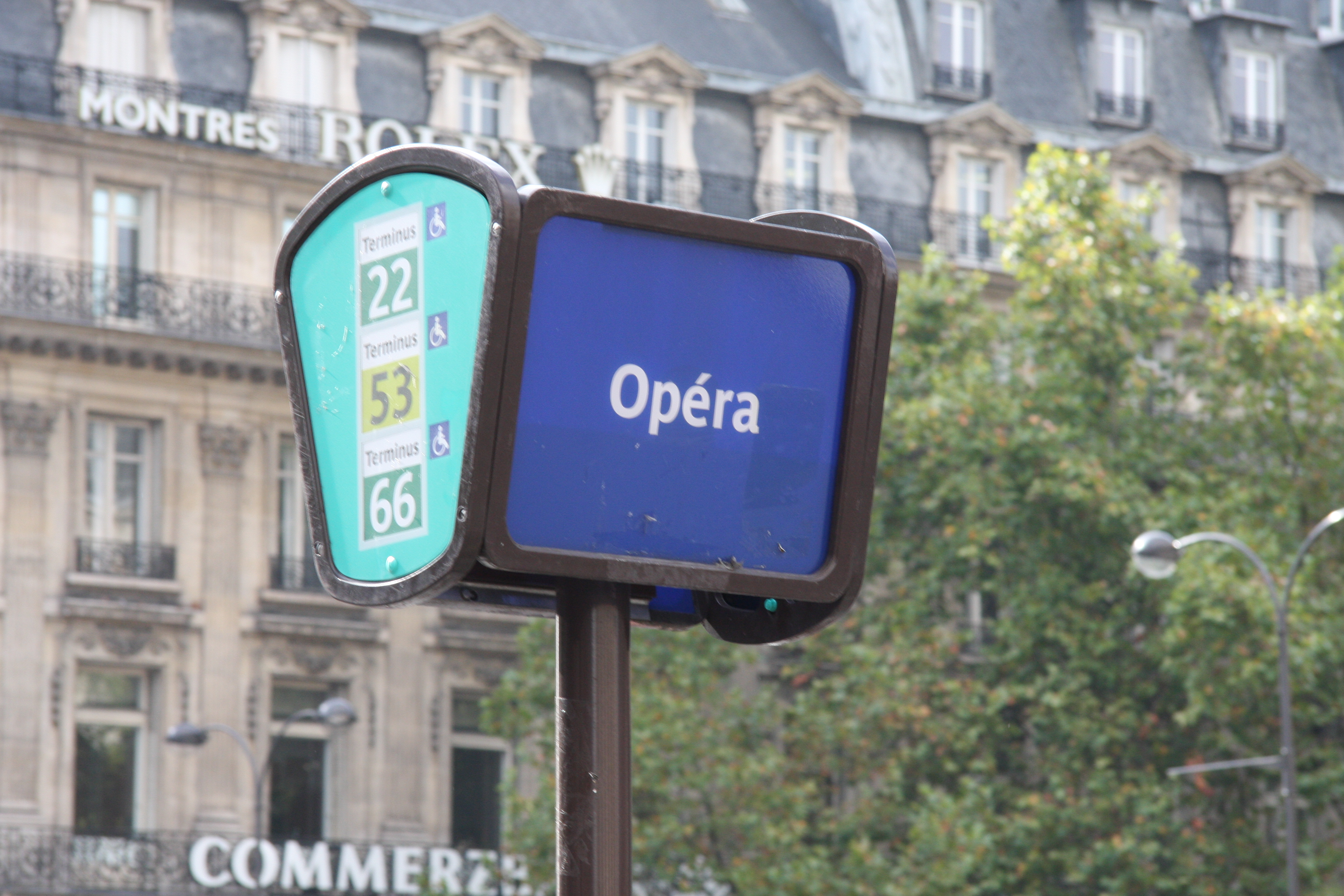
Un potelet d'arrêt sur la place de l'Opéra, en 2009, terminus à l'époque des lignes 22, 53 et 66.

En 2009, Paris disposait de 103,6 kilomètres de voies aménagées, 68,1 kilomètres de voies sécurisées et 18,5 kilomètres de couloirs bus en contre-sens. La vitesse commerciale des lignes labellisées Mobilien est de 12 km/h, contre 17 km/h en banlieue.
La longueur moyenne des lignes parisiennes est de 9,6 km. Les lignes les plus longues sont les lignes 72 (Parc de Saint-Cloud - Gare de Lyon) et 93 (Suresnes - De Gaulle - Invalides) avec 14,14 km ; elle détient ce titre à la suite de la suppression du Balabus (07) et ses 16,9 km, ligne dont l'exploitation a été abandonnée en raison de la création d'un service dominical sur la ligne 73. La ligne la plus courte est le 40, avec 4 km, suivi du 66 (Saint-Ouen - Les Docks - Opéra), avec 5,6 km.
Toutes les lignes de bus sont accessibles aux personnes handicapées ; cependant, certains arrêts ne sont pas accessibles aux utilisateurs en fauteuil roulant (UFR).
Les lignes 26, 27, 31, 38, 62, 80, 91 et 95 sont équipées de bus articulés en raison de leur forte fréquentation.
La RATP exploite également la ligne PC. Elle circule, entre la porte d'Asnières et le pont du Garigliano, sur les secteurs ouest des boulevards des Maréchaux, non desservis par les lignes de tramway T3a et T3b. Les anciennes lignes PC2 et PC3 (98 et 99) circulaient sur la partie est de ces boulevards, avant d'être complètement remplacée par les lignes T3a (partie sud-est) et T3b (partie est et nord).
Enfin, la ville de Paris et Île-de-France Mobilités ont financé des lignes de proximité, dites « Traverses ». Elles ont été créées, la première dans le 20e (Traverse Charonne, 501), la deuxième dans les 13e et 14e (Traverse Bièvre Montsouris, 513), la troisième dans les 18e et 19e (Traverse Ney-Flandre, 519) et la quatrième dans les 17e et 18e (Traverse Batignolles-Bichat, 518).
Les données de fréquentation dans les tableaux ci-dessous sont valables pour l'année 2021.

## Lignes 20 à 29
| Ligne | Caractéristiques | Caractéristiques | Caractéristiques | Caractéristiques | Caractéristiques | Caractéristiques | Caractéristiques | Caractéristiques | Caractéristiques |
| 20    | Levallois - Louison Bobet ⥋ Porte des Lilas | Levallois - Louison Bobet ⥋ Porte des Lilas                                                                                                   | Levallois - Louison Bobet ⥋ Porte des Lilas                                                                                                   | Levallois - Louison Bobet ⥋ Porte des Lilas                                                                                                   | Levallois - Louison Bobet ⥋ Porte des Lilas                                                                                                   | Levallois - Louison Bobet ⥋ Porte des Lilas                                                                                                   | Levallois - Louison Bobet ⥋ Porte des Lilas                                                                                                   | Levallois - Louison Bobet ⥋ Porte des Lilas                                                                                                   | Levallois - Louison Bobet ⥋ Porte des Lilas                                                                                                   |
| ----- | --- | --- | --- | --- | --- | --- | --- | --- | --- |
| 20    | Ouverture / Fermeture 29 juillet 1946 / — | Longueur 12,2 km | Durée 75-90 min | Nb. d’arrêts 41 | Matériel Bluebus SE Bluebus 12 Facelift | Jours de fonctionnement L, Ma, Me, J, V, S, D                                                                                                 | Jour / Soir / Nuit / Fêtes O / O / N / O | Voy. / an 3,29 millions (2021) | Centre-bus Lagny |
| 20    | Desserte : - Villes et lieux desservis : Levallois-Perret (Centre commercial So Ouest) et Paris (Porte d'Asnières, Boulevard Malesherbes, Parc Monceau, Mairie du 8e arrondissement, Église Saint-Augustin, Gare Saint-Lazare, Grands Magasins du boulevard Haussmann, Opéra Garnier, Hôtel des ventes aux enchères Drouot, Bourse de Paris, Mairie du IXe arrondissement, Le Grand Rex, Conservatoire national des arts et métiers, Square du Temple - Elie-Wiesel, Place de la République, Hôpital Saint-Louis, Quartier de Belleville, Parc des Buttes-Chaumont, Cimetière de Belleville, Piscine des Tourelles, Porte des Lilas). - Stations et gares desservies : Marguerite Long (T3b), Malesherbes, Villiers, Saint-Augustin, Paris-Saint-Lazare, Haussmann - Saint-Lazare, Opéra, Quatre-Septembre, Richelieu - Drouot, Bourse, Grands Boulevards, Sentier, Réaumur - Sébastopol, Bonne-Nouvelle, Strasbourg - Saint-Denis, Arts et Métiers, Temple, République, Couronnes, Pyrénées, Jourdain, Place des Fêtes par la rue des Fêtes, Pelleport, Télégraphe et Porte des Lilas. | | | | | | | | |
| 20    | Autre : - Zones traversées : 1 et 2. - Arrêt non accessible aux UFR : Curnonsky, Jouffroy-d'Abbans Malesherbes, Place du Général Catroux et Lisbonne - Mairie du 8è vers Levallois, Richelieu Drouot, Poissonnière-Bonne Nouvelle, Sentier, Porte Saint-Denis, République vers Porte des Lilas, Jules Ferry, Ferry-Lenoir, Couronnes, Ramponneau, Belleville vers Porte des Lilas, Julien Lacroix, Pyrénées-Belleville vers Levallois, Rue des Fêtes vers Porte des Lilas, Pelleport-Belleville vers Levallois, Porte des Lilas Métro vers Porte des Lilas. - Amplitudes horaires : La ligne fonctionne du lundi au samedi de 6 h 30 à 0 h 30 et les dimanches et fêtes à partir de 7 h 30 environ. - Date de dernière mise à jour : 3 mars 2025. | | | | | | | | |
| 20    | Dernière actualisation : — | | | | | | | | |
| 21    | Porte de Saint-Ouen - Hôpital Bichat ⥋ Stade Charléty - Porte de Gentilly | Porte de Saint-Ouen - Hôpital Bichat ⥋ Stade Charléty - Porte de Gentilly                                                                     | Porte de Saint-Ouen - Hôpital Bichat ⥋ Stade Charléty - Porte de Gentilly                                                                     | Porte de Saint-Ouen - Hôpital Bichat ⥋ Stade Charléty - Porte de Gentilly                                                                     | Porte de Saint-Ouen - Hôpital Bichat ⥋ Stade Charléty - Porte de Gentilly                                                                     | Porte de Saint-Ouen - Hôpital Bichat ⥋ Stade Charléty - Porte de Gentilly                                                                     | Porte de Saint-Ouen - Hôpital Bichat ⥋ Stade Charléty - Porte de Gentilly                                                                     | Porte de Saint-Ouen - Hôpital Bichat ⥋ Stade Charléty - Porte de Gentilly                                                                     | Porte de Saint-Ouen - Hôpital Bichat ⥋ Stade Charléty - Porte de Gentilly                                                                     |
| 21    | Ouverture / Fermeture 13 mai 1946 / — | Longueur 12 km | Durée 45-70 min | Nb. d’arrêts 38 | Matériel Urbanway 12 Hybride GX 337 SE Bluebus 12 Facelift                                                                                    | Jours de fonctionnement L, Ma, Me, J, V, S, D                                                                                                 | Jour / Soir / Nuit / Fêtes O / O / N / O | Voy. / an 4,75 millions (2021) | Centre-bus Corentin |
| 21    | Desserte : - Ville et lieux desservis : Paris (Porte de Saint-Ouen, Hôpital Bichat-Claude-Bernard, Stade M.-Rousie, Hôpital Bretonneau, Cimetière de Montmartre, Lycée Renoir, Lycée Jules-Ferry, Place de Clichy, Église de la Sainte-Trinité, Gare Saint-Lazare, Lycée Condorcet, Place de l'Opéra, Opéra Garnier, Bibliothèque nationale de France (site de Richelieu), Palais-Royal, Comédie-Française, Musée du Louvre, Jardin du Carrousel, Pont Neuf, Place du Châtelet, Île de la Cité (Palais de Justice, Sainte-Chapelle), Place Saint-Michel, Université Paris V, Université Paris VI, Sorbonne, Jardin du Luxembourg, Palais du Luxembourg, Sénat, Mairie du 5e arrondissement, Panthéon, École normale supérieure (rue d'Ulm), Hôpital d'instruction des armées du Val-de-Grâce, Hôpital Cochin, Hôpital Broca, Maison d'arrêt de la Santé, Centre hospitalier Sainte-Anne, Parc Montsouris, Cité internationale universitaire, Stade Charléty, Porte de Gentilly). - Stations et gares desservies : Porte de Saint-Ouen, Guy Môquet, La Fourche, Place de Clichy, Liège, Europe, Paris-Saint-Lazare, Haussmann - Saint-Lazare, Auber, Opéra, Pyramides, Palais-Royal - Musée du Louvre, Louvre - Rivoli, Châtelet, Saint-Michel, Saint-Michel - Notre-Dame, Cluny - La Sorbonne, Luxembourg, Glacière, Stade Charléty (T3a), Cité universitaire (à proximité). | | | | | | | | |
| 21    | Autre : - Zone traversée : 1. - Arrêts non accessibles aux UFR : Porte de Saint Ouen-Hopital Bichat, Porte de Saint-Ouen vers Stade Charléty, Davy vers Stade Charléty, La Fourche vers Stade Charléty, Liège, Europe, Gare Saint Lazare-Budapest, Gare Saint Lazare-Havre, Haussmann-Mogador, Pyramides vers Porte de Saint Ouen, Palais Royal - Comédie Française, Palais Royal - Musée du Louvre, Saint-Honoré Valois, Louvre-Rivoli vers Stade Charléty, Berthollet-Vauquelin, Port-Royal-Berthollet vers Stade Charléty, Parc Montsouris vers Stade Charléty, Cité Universitaire. - Amplitudes horaires : La ligne fonctionne du lundi au samedi de 5 h 50 à 0 h 30 et les dimanches et fêtes à partir de 6 h 55. - Date de dernière mise à jour : 4 août 2024. | | | | | | | | |
| 21    | Dernière actualisation : — | | | | | | | | |
| 22    | Porte de Saint-Cloud ⥋ Gare Saint-Lazare | Porte de Saint-Cloud ⥋ Gare Saint-Lazare | Porte de Saint-Cloud ⥋ Gare Saint-Lazare | Porte de Saint-Cloud ⥋ Gare Saint-Lazare | Porte de Saint-Cloud ⥋ Gare Saint-Lazare | Porte de Saint-Cloud ⥋ Gare Saint-Lazare | Porte de Saint-Cloud ⥋ Gare Saint-Lazare | Porte de Saint-Cloud ⥋ Gare Saint-Lazare | Porte de Saint-Cloud ⥋ Gare Saint-Lazare |
| 22    | Ouverture / Fermeture 9 avril 1951 / — | Longueur 8,61 km | Durée 30-45 min | Nb. d’arrêts 28 | Matériel Citelis 12 GX 337 ELEC | Jours de fonctionnement L, Ma, Me, J, V, S, D                                                                                                 | Jour / Soir / Nuit / Fêtes O / O / N / O | Voy. / an 2,68 millions (2021) | Centre-bus Point-du-Jour |
| 22    | Desserte : - Ville et lieux desservis : Paris (Porte de Saint-Cloud, Église Sainte-Jeanne-de-Chantal, Parc des Princes, Hôpital Henry-Dunant, Cimetière d'Auteuil, Institut universitaire de technologie de l'université de Paris, Hôpital Sainte-Périne, Institut universitaire de formation des maîtres, Église Notre-Dame-d'Auteuil, Église Sainte-Marie, Église Saint-Georges, Fondation des orphelins apprentis d'Auteuil, Maison de la Radio et de la Musique, Lycée Molière, Cimetière de Passy, Musée d'Ethnographie du Trocadéro, Jardins du Trocadéro, Palais de Chaillot, Musée national des Arts asiatiques - Guimet, Place Charles-de-Gaulle, Arc de triomphe, Avenue des Champs-Élysées, Musée Jacquemart-André, Église Saint-Philippe-du-Roule, Parc Monceau, Église Saint-Augustin, Square Louis-XVI, Gare Saint-Lazare). - Stations et gares desservies : Porte de Saint-Cloud, Chardon-Lagache, Église d'Auteuil, Mirabeau, Jasmin, Ranelagh, La Muette, Boulainvilliers, Trocadéro, Boissière, Kléber, Charles-de-Gaulle - Étoile, Miromesnil, Saint-Augustin, Paris-Saint-Lazare. | | | | | | | | |
| 22    | Autre : - Zone traversée : 1. - Arrêts non accessibles aux UFR : Porte de Saint-Cloud, Victorien Sardou, Théophile Gautier-Rue Gros, La Muette-Boulainvilliers, Balzac, Friedland-Haussmann, Haussmann-Miromesnil, Saint-Augustin, Pasquier-Anjou. - Amplitudes horaires : La ligne fonctionne du lundi au samedi de 6 h 45 à 22 h 30 et les dimanches et fêtes à partir de 7 h 30. - Date de dernière mise à jour : 22 avril 2025. | | | | | | | | |
| 22    | Dernière actualisation : — | | | | | | | | |
| 24    | Panthéon ⥋ École vétérinaire de Maisons-Alfort | Panthéon ⥋ École vétérinaire de Maisons-Alfort                                                                                                | Panthéon ⥋ École vétérinaire de Maisons-Alfort                                                                                                | Panthéon ⥋ École vétérinaire de Maisons-Alfort                                                                                                | Panthéon ⥋ École vétérinaire de Maisons-Alfort                                                                                                | Panthéon ⥋ École vétérinaire de Maisons-Alfort                                                                                                | Panthéon ⥋ École vétérinaire de Maisons-Alfort                                                                                                | Panthéon ⥋ École vétérinaire de Maisons-Alfort                                                                                                | Panthéon ⥋ École vétérinaire de Maisons-Alfort                                                                                                |
| 24    | Ouverture / Fermeture 17 avril 1950 / — | Longueur 13,5 km | Durée 46 min | Nb. d’arrêts 34 | Matériel Lion's City GNV | Jours de fonctionnement L, Ma, Me, J, V, S, D                                                                                                 | Jour / Soir / Nuit / Fêtes O / O / N / O | Voy. / an 2,45 millions (2024) | Centre-bus Créteil |
| 24    | Desserte : - Villes et lieux desservis : Paris (Panthéon, Jardin des Plantes, Gare d'Austerlitz, Gare de Lyon, Ministère de l'Économie et des Finances, Gare de Bercy, Palais omnisports de Paris-Bercy, Parc de Bercy), Charenton-le-Pont (Centre commercial Bercy 2), Maisons-Alfort (École nationale vétérinaire d'Alfort). - Stations et gares desservies : Luxembourg (depuis l'arrêt Panthéon), Les Gobelins, Censier - Daubenton, Saint-Marcel, Paris-Austerlitz, Quai de la Rapée, Paris-Gare-de-Lyon, Paris-Bercy-Bourgogne-Pays d'Auvergne, Cour Saint-Émilion (depuis l'arrêt Terroirs de France), Charenton - Écoles, École vétérinaire de Maisons-Alfort. | | | | | | | | |
| 24    | Autre : - Zones traversées : 1 à 3. - Arrêts non accessibles aux UFR : - Vers Panthéon : Musée et Institut Curie, Ecole Normal Supérieur, Berthollet-Vauquelin, Gare d'Austerlitz, Pont National-Quai de Bercy. - Vers École vétérinaire de Maisons-Alfort : Saint Marcel-La Pitié, Gare d'Austerlitz-Cour Seine, Van Gogh, Gare de Lyon-Maison de la RATP, . - Amplitudes horaires : La ligne fonctionne du lundi au samedi de 5 h 50 à 1 h 5 et les dimanches et fêtes à partir de 7 h. - Date de dernière mise à jour : 4 août 2024. | | | | | | | | |
| 24    | Dernière actualisation : — | | | | | | | | |
| 25    | Bibliothèque François-Mitterrand ⥋ Vaillant-Couturier - Lénine (terminus partiel aux heures de pointe et le samedi) / Vitry-sur-Seine - Duras | Bibliothèque François-Mitterrand ⥋ Vaillant-Couturier - Lénine (terminus partiel aux heures de pointe et le samedi) / Vitry-sur-Seine - Duras | Bibliothèque François-Mitterrand ⥋ Vaillant-Couturier - Lénine (terminus partiel aux heures de pointe et le samedi) / Vitry-sur-Seine - Duras | Bibliothèque François-Mitterrand ⥋ Vaillant-Couturier - Lénine (terminus partiel aux heures de pointe et le samedi) / Vitry-sur-Seine - Duras | Bibliothèque François-Mitterrand ⥋ Vaillant-Couturier - Lénine (terminus partiel aux heures de pointe et le samedi) / Vitry-sur-Seine - Duras | Bibliothèque François-Mitterrand ⥋ Vaillant-Couturier - Lénine (terminus partiel aux heures de pointe et le samedi) / Vitry-sur-Seine - Duras | Bibliothèque François-Mitterrand ⥋ Vaillant-Couturier - Lénine (terminus partiel aux heures de pointe et le samedi) / Vitry-sur-Seine - Duras | Bibliothèque François-Mitterrand ⥋ Vaillant-Couturier - Lénine (terminus partiel aux heures de pointe et le samedi) / Vitry-sur-Seine - Duras | Bibliothèque François-Mitterrand ⥋ Vaillant-Couturier - Lénine (terminus partiel aux heures de pointe et le samedi) / Vitry-sur-Seine - Duras |
| 25    | Ouverture / Fermeture 20 avril 2019 / — | Longueur 5 km | Durée 15-25 min | Nb. d’arrêts 9 12 | Matériel Citelis 12 | Jours de fonctionnement L, Ma, Me, J, V, S | Jour / Soir / Nuit / Fêtes O / N / N / O | Voy. / an 0,81 millions (2021) | Centre-bus Vitry |
| 25    | Desserte : - Villes et lieux desservis : Paris (Bibliothèque nationale de France, Pont de Tolbiac, Université Paris-VII - Paris-Diderot), Ivry-sur-Seine (Centre commercial Quais d'Ivry, Place Gambetta, Pont d'Ivry) et Vitry-sur-Seine (Quartier du Port-à-l'Anglais, Quais de Seine). - Stations et gares desservies : Bibliothèque François-Mitterrand. | | | | | | | | |
| 25    | Autre : - Zones traversées : 1 et 2. - Arrêts non accessibles aux UFR : - Vers Bibliothèque François Mitterrand : Vaillant-Couturier - Westermeyer, Gambetta. - Vers Vitry-sur-Seine - Duras : Rue de la Baignade. - Particularité : La ligne a été créée temporairement en attendant la mise en service du TZen 5. En effet, la ligne emprunte quasiment le même itinéraire que le TZen 5 entre Bruneseau et Vitry-sur-Seine. - Amplitudes horaires : La ligne fonctionne du lundi au vendredi de 6 h à 22 h 50 à travers de nombreux services limités entre Bibliothèque François Mitterrand et Vaillant-Couturier - Lénine aux heures de pointe. Le samedi, elle fonctionne de 7 h à 22 h 50, uniquement sur ce tronçon. - Date de dernière mise à jour : 4 octobre 2024. | | | | | | | | |
| 25    | Dernière actualisation : — | | | | | | | | |
| 26    | Gare Saint-Lazare ⥋ Nation - Trône | Gare Saint-Lazare ⥋ Nation - Trône | Gare Saint-Lazare ⥋ Nation - Trône | Gare Saint-Lazare ⥋ Nation - Trône | Gare Saint-Lazare ⥋ Nation - Trône | Gare Saint-Lazare ⥋ Nation - Trône | Gare Saint-Lazare ⥋ Nation - Trône | Gare Saint-Lazare ⥋ Nation - Trône | Gare Saint-Lazare ⥋ Nation - Trône |
| 26    | Ouverture / Fermeture 5 novembre 1945 / — | Longueur 10,20 km | Durée 45-55 min | Nb. d’arrêts 36 | Matériel GX 437 Hybride | Jours de fonctionnement L, Ma, Me, J, V, S, D                                                                                                 | Jour / Soir / Nuit / Fêtes O / O / N / O | Voy. / an 7,55 millions (2021) | Centre-bus Belliard |
| 26    | Desserte : - Ville et lieux desservis : Paris (Gare Saint-Lazare, Lycée Condorcet, Église de la Sainte-Trinité, Carrefour de Châteaudun, Église Notre-Dame-de-Lorette, Square Montholon, Lycée Lamartine, Église Saint-Vincent-de-Paul, Hôpital Lariboisière, Gare du Nord, Hôpital Fernand-Widal, Gare de l'Est depuis l'arrêt La Fayette - Dunkerque, Place de la Bataille-de-Stalingrad, Bassin de la Villette, Parc des Buttes-Chaumont, Église Saint-Jean-Baptiste de Belleville, Parc de Belleville, Mairie du 20e arrondissement, Hôpital Tenon, Cimetière du Père-Lachaise, Hôpital de la Croix Saint-Simon, Lycée Hélène-Boucher, Lycée Maurice-Ravel, Cours de Vincennes, Porte de Vincennes depuis l'arrêt Cours de Vincennes, Place de la Nation). - Stations et gares desservies : Paris-Saint-Lazare, Saint-Lazare, Haussmann - Saint-Lazare, Trinité - d'Estienne d'Orves, Notre-Dame-de-Lorette, Cadet, Poissonnière, Paris-Nord, Magenta, Gare du Nord, La Chapelle , Paris-Est, Gare de l'Est, Château-Landon, Louis Blanc, Jaurès, Bolivar, Buttes Chaumont (depuis l'arrêt Botzaris - Buttes Chaumont), Pyrénées, Jourdain, Gambetta, Maraîchers, Porte de Vincennes (depuis l'arrêt Cours de Vincennes), Nation, Nation (métro). | | | | | | | | |
| 26    | Autre : - Zone traversée : 1. - Arrêts non accessibles aux UFR : Gare Saint-Lazare arrêt de descente, Saint-Georges - Châteaudun vers Gare Saint-Lazare, Place Franz Liszt, La Fayette - Saint-Quentin -Gare du Nord, Louis Blanc vers Nation - Trône, Marché Secrétan vers Gare Saint-Lazare, Mathurin Moreau - Simon-Bolivar vers Gare Saint-Lazare, Atlas, Botzaris - Buttes Chaumont, Pyrénées - Belleville vers Gare Saint-Lazare, Gambetta - Pyrénées vers Gare Saint-Lazare, Ramus vers Gare Saint-Lazare. - Amplitudes horaires : La ligne fonctionne du lundi au samedi de 5 h 45 à 0 h 30 et les dimanches et fêtes à partir de 6 h 30. - Date de dernière mise à jour : 4 août 2024. | | | | | | | | |
| 26    | Dernière actualisation : — | | | | | | | | |
| 27    | Gare Saint-Lazare ⥋ Porte d'Ivry | Gare Saint-Lazare ⥋ Porte d'Ivry | Gare Saint-Lazare ⥋ Porte d'Ivry | Gare Saint-Lazare ⥋ Porte d'Ivry | Gare Saint-Lazare ⥋ Porte d'Ivry | Gare Saint-Lazare ⥋ Porte d'Ivry | Gare Saint-Lazare ⥋ Porte d'Ivry | Gare Saint-Lazare ⥋ Porte d'Ivry | Gare Saint-Lazare ⥋ Porte d'Ivry |
| 27    | Ouverture / Fermeture 3 décembre 1945 / — | Longueur 9,11 km | Durée 40-50 min | Nb. d’arrêts 40 | Matériel Urbanway 18 Hybride Citelis 18 | Jours de fonctionnement L, Ma, Me, J, V, S, D                                                                                                 | Jour / Soir / Nuit / Fêtes O / O / N / O | Voy. / an 4,94 millions (2021) | Centre-bus Ivry |
| 27    | Desserte : - Ville et lieux desservis : Paris (Gare Saint-Lazare, Lycée Condorcet, Place de l'Opéra, Opéra Garnier, Comédie-Française, Bibliothèque nationale de France (site Richelieu), Jardin des Tuileries, Musée du Louvre, École des beaux-arts, Institut de France, Hôtel de la Monnaie, Pont Neuf, Île de la Cité (Conciergerie, Préfecture de police), Place Saint-Michel, Musée national du Moyen Âge, Université Paris V, Sorbonne, Panthéon, Théâtre de l'Odéon, Jardin du Luxembourg, Hôpital d'instruction des armées du Val-de-Grâce, Université Sorbonne Nouvelle - Paris III, Manufacture des Gobelins, Mairie du 13e arrondissement, Place d'Italie, École nationale supérieure d'arts et métiers, Église de Notre-Dame de la Gare, Porte de Vitry, Stade Georges-Carpentier, Porte d'Ivry). - Stations et gares desservies : Paris-Saint-Lazare, Haussmann - Saint-Lazare, Havre-Caumartin, Auber, Opéra, Pyramides, Pont-Neuf, Saint-Michel - Notre-Dame, Saint-Michel, Cluny - La Sorbonne, Luxembourg, Les Gobelins, Place d'Italie, Nationale, Maryse Bastié (T3a), Porte d'Ivry. | | | | | | | | |
| 27    | Autre : - Zone traversée : 1. - Arrêts non accessibles aux UFR : Musée du Louvre, Quai François Mitterrand, Pont des Arts, Pont Neuf - Quai des Orfèvres, Pont Saint-Michel-Quai des Orfèvres, Saint Michel-Saint Germain vers Gare Saint Lazare, Les Gobelins vers Porte d'Ivry, Place d'Italie-Auriol, Les Alpes vers Porte d'Ivry, Nationale et Clisson vers Gare Saint Lazare, Regnault vers Porte d'Ivry. - Amplitudes horaires : La ligne fonctionne du lundi au samedi de 5 h 50 à 0 h 35 et les dimanches et fêtes à partir de 6 h 55. - Date de dernière mise à jour : 4 août 2024. | | | | | | | | |
| 27    | Dernière actualisation : — | | | | | | | | |
| 28    | Porte de Clichy ⥋ Gare Montparnasse | Porte de Clichy ⥋ Gare Montparnasse | Porte de Clichy ⥋ Gare Montparnasse | Porte de Clichy ⥋ Gare Montparnasse | Porte de Clichy ⥋ Gare Montparnasse | Porte de Clichy ⥋ Gare Montparnasse | Porte de Clichy ⥋ Gare Montparnasse | Porte de Clichy ⥋ Gare Montparnasse | Porte de Clichy ⥋ Gare Montparnasse |
| 28    | Ouverture / Fermeture 8 juillet 1946 / — | Longueur 9,07 km | Durée 35-50 min | Nb. d’arrêts 31 | Matériel GX 337 SE Urbanway 12 Hybride | Jours de fonctionnement L, Ma, Me, J, V, S, D                                                                                                 | Jour / Soir / Nuit / Fêtes O / O / N / O | Voy. / an 1,19 million (2021) | Centre-bus Corentin |
| 28    | Desserte : - Ville et lieux desservis : Paris (Porte de Clichy, Square des Batignolles, Lycée Racine, Gare Saint-Lazare, Mairie du 8e arrondissement, Église Saint-Augustin, Église Saint-Philippe-du-Roule, Avenue des Champs-Élysées, théâtre du Rond-Point, Palais de la découverte, Pont des Invalides, Esplanade des Invalides, Église Saint-Pierre-du-Gros-Caillou, Hôtel des Invalides, Champ-de-Mars, École militaire, UNESCO, Institut national des jeunes aveugles, Hôpital Necker-Enfants malades, Collège Stanislas, Église Notre-Dame-des-Champs, Gare Montparnasse, Centre commercial Montparnasse, Tour Montparnasse). - Stations et gares desservies : Porte de Clichy, Pont Cardinet, Paris-Saint-Lazare, Saint-Augustin, Miromesnil, Saint-Philippe du Roule, Franklin D. Roosevelt, Invalides, La Tour-Maubourg, École Militaire, Sèvres - Lecourbe, Duroc, Falguière, Paris-Montparnasse, Montparnasse - Bienvenüe. | | | | | | | | |
| 28    | Autre : - Zone traversée : 1. - Arrêts non accessibles aux UFR : Pont Cardinet vers Porte de Clichy, Rome - Batignolles, Europe vers Gare Montparnasse, La Boétie-Miromesnil, Haussmann Miromesnil, Saint Philippe du Roule, Pont des Invalides Place de Finlande vers Gare Montparnasse, Latour Maubourg Saint Dominique vers Porte de Clichy, Invalides Latour Maubourg vers Gare Montparnasse, El Salvador vers Porte de Clichy, Breteuil,Hôpital des Enfants Malades vers Porte de Clichy Montparnasse Rue de l'Arrivée et Gare Montparnasse. - Amplitudes horaires : La ligne fonctionne du lundi au dimanche de 6 h à 1 h. - Date de dernière mise à jour : 4 août 2024. | | | | | | | | |
| 28    | Dernière actualisation : — | | | | | | | | |
| 29    | Gare Saint-Lazare / Place des Vosges ⥋ Porte de Montempoivre | Gare Saint-Lazare / Place des Vosges ⥋ Porte de Montempoivre                                                                                  | Gare Saint-Lazare / Place des Vosges ⥋ Porte de Montempoivre                                                                                  | Gare Saint-Lazare / Place des Vosges ⥋ Porte de Montempoivre                                                                                  | Gare Saint-Lazare / Place des Vosges ⥋ Porte de Montempoivre                                                                                  | Gare Saint-Lazare / Place des Vosges ⥋ Porte de Montempoivre                                                                                  | Gare Saint-Lazare / Place des Vosges ⥋ Porte de Montempoivre                                                                                  | Gare Saint-Lazare / Place des Vosges ⥋ Porte de Montempoivre                                                                                  | Gare Saint-Lazare / Place des Vosges ⥋ Porte de Montempoivre                                                                                  |
| 29    | Ouverture / Fermeture 6 novembre 1961 / — | Longueur 10,30 km | Durée 40-65 min | Nb. d’arrêts 34-37 19-20 | Matériel Bluebus 12 Bluebus 12 Facelift | Jours de fonctionnement L, Ma, Me, J, V, S, D                                                                                                 | Jour / Soir / Nuit / Fêtes O / O / N / O | Voy. / an 2,04 millions (2021) | Centre-bus Lagny |
| 29    | Desserte : - Ville et lieux desservis : Paris (Gare Saint-Lazare, Lycée Condorcet, Boulevard Haussmann, Place de l'Opéra, Opéra Garnier, Bibliothèque nationale de France (site Richelieu), Bourse, Jardin du Palais-Royal, Banque de France, Mairie du 2e arrondissement, Bourse de commerce, Forum des Halles, Centre national d'art et de culture Georges-Pompidou, Archives nationales, Musée Carnavalet, Place des Vosges, Place de la Bastille, Opéra Bastille, Hôpital des Quinze-Vingts, Hôpital Saint-Antoine, Gare de Lyon, Mairie du 12e arrondissement, Hôpital des Diaconesses, Hôpital Rothschild, Hôpital Armand-Trousseau, Porte de Saint-Mandé, Lycée Paul-Valéry, Porte de Montempoivre). - Stations et gares desservies : Paris-Saint-Lazare, Haussmann - Saint-Lazare, Havre - Caumartin, Auber, Opéra, Quatre-Septembre, Bourse, Étienne Marcel, Rambuteau, Chemin Vert, Bastille, Paris-Gare-de-Lyon, Daumesnil, Bel-Air, Picpus, Alexandra David-Néel et Montempoivre (T3a). | | | | | | | | |
| 29    | Autre : - Zone traversée : 1. - Arrêt non accessible aux UFR : Bibliothèque Nationale, Mairie du 2e, Victoires vers Gare Saint Lazare, Centre Georges Pompidou, Archives - Haudriettes, Turenne - St Gilles, Tournelles - St Gilles, Bastille vers Gare Saint Lazare, Daumesnil - Ledru Rollin, Gare de Lyon - Diderot, Daumesnil - Diderot (Gare de Lyon), Mairie du 12e vers Gare Saint Lazare, Dubrunfaut vers Porte de Montempoivre, Docteur Goujon - Reuilly vers Porte de Montempoivre Porte de Montempoivre. - Amplitudes horaires : La ligne fonctionne du lundi au vendredi de 5 h 45 à 23 h 30 environ, les samedis à partir de 5 h 50 et les dimanches et fêtes à partir de 6 h 45 environ. - Particularités : Les dimanches & fêtes, le tronçon Gare Saint-Lazare ↔ Place des Vosges n'est pas desservi du début de service jusqu'à 18 h (entre les mois d'octobre et avril) ou 19 h 30 (de mai à septembre) en raison de l'opération Paris Respire et de la piétonnisation de certaines rues situées dans cette portion de l'itinéraire de la ligne. De fait, le premier départ depuis la gare Saint-Lazare est fixé à 17 h 57 (entre les mois d'octobre et avril) ou à 19 h 15 (de mai à septembre). - Date de dernière mise à jour : 17 décembre 2024. | | | | | | | | |
| 29    | Dernière actualisation : — | | | | | | | | |

## Lignes 30 à 39
| Ligne | Caractéristiques | Caractéristiques                            | Caractéristiques                            | Caractéristiques                            | Caractéristiques                                              | Caractéristiques                              | Caractéristiques                            | Caractéristiques                            | Caractéristiques                            |
| 30    | Hôpital Européen Georges Pompidou ⥋ Pigalle | Hôpital Européen Georges Pompidou ⥋ Pigalle | Hôpital Européen Georges Pompidou ⥋ Pigalle | Hôpital Européen Georges Pompidou ⥋ Pigalle | Hôpital Européen Georges Pompidou ⥋ Pigalle                   | Hôpital Européen Georges Pompidou ⥋ Pigalle   | Hôpital Européen Georges Pompidou ⥋ Pigalle | Hôpital Européen Georges Pompidou ⥋ Pigalle | Hôpital Européen Georges Pompidou ⥋ Pigalle |
| ----- | --- | ------------------------------------------- | ------------------------------------------- | ------------------------------------------- | ------------------------------------------------------------- | --------------------------------------------- | ------------------------------------------- | ------------------------------------------- | ------------------------------------------- |
| 30    | Ouverture / Fermeture 22 juillet 1946 / — | Longueur 10 km                              | Durée 50 min                                | Nb. d’arrêts 31                             | Matériel Citelis 12 Urbanway 12 Hybride                       | Jours de fonctionnement L, Ma, Me, J, V, S, D | Jour / Soir / Nuit / Fêtes O / O / N / O    | Voy. / an 2,54 millions (2021)              | Centre-bus Croix-Nivert                     |
| 30    | Desserte : - Ville et lieux desservis : Paris (Hôpital européen Georges-Pompidou, Parc André-Citroën, Champ-de-Mars, Tour Eiffel, Cimetière de Passy, Musée d'Ethnographie du Trocadéro, Jardins du Trocadéro, Palais de Chaillot, Musée national des Arts asiatiques - Guimet, Place Charles-de-Gaulle, Arc de triomphe, Avenue des Champs-Élysées, Parc de Monceau, Place de Clichy, Place Pigalle). - Stations et gares desservies : Gare du Pont du Garigliano - Hôpital européen Georges-Pompidou (RER et T3a, depuis l’arrêt Hôpital Européen Georges Pompidou), Balard, Gare de Javel, Javel - André Citroën, Bir-Hakeim, Gare du Champ de Mars - Tour Eiffel, Trocadéro, Boissière, Kléber, Gare de Charles-de-Gaulle - Étoile (RER), Charles de Gaulle - Étoile (Métro), Ternes, Courcelles, Monceau, Villiers, Rome, Place de Clichy, Blanche, Pigalle. |                                             |                                             |                                             |                                                               |                                               |                                             |                                             |                                             |
| 30    | Autre : - Zone traversée : 1. - Arrêts non accessibles aux UFR :Parc André Citroën, Pont de Grenelle-Place Fernand Forest, Bir-Hakeim et Place de Clichy - Vers Hôpital Européen Georges Pompidou :Javel, Tour Eiffel, Varsovie, Albert de Mun, Courcelles et Turin - Batignolles. - Vers Pigalle : Place Balard. Bibliothèque A. Chédid, Monceau et Rome-Batignolles - Amplitudes horaires : La ligne fonctionne du lundi au samedi de 6 h 30 à 22 h 30 et les dimanches et fêtes à partir de 7 h 30. - Date de dernière mise à jour : 7 février 2025. |                                             |                                             |                                             |                                                               |                                               |                                             |                                             |                                             |
| 30    | Dernière actualisation : — |                                             |                                             |                                             |                                                               |                                               |                                             |                                             |                                             |
| 31    | Charles de Gaulle - Étoile ⥋ Gare de l'Est | Charles de Gaulle - Étoile ⥋ Gare de l'Est  | Charles de Gaulle - Étoile ⥋ Gare de l'Est  | Charles de Gaulle - Étoile ⥋ Gare de l'Est  | Charles de Gaulle - Étoile ⥋ Gare de l'Est                    | Charles de Gaulle - Étoile ⥋ Gare de l'Est    | Charles de Gaulle - Étoile ⥋ Gare de l'Est  | Charles de Gaulle - Étoile ⥋ Gare de l'Est  | Charles de Gaulle - Étoile ⥋ Gare de l'Est  |
| 31    | Ouverture / Fermeture 3 décembre 1945 / — | Longueur 7,30 km                            | Durée 40 min                                | Nb. d’arrêts 25                             | Matériel Lion's City 18G Efficient Hybrid GNV                 | Jours de fonctionnement L, Ma, Me, J, V, S, D | Jour / Soir / Nuit / Fêtes O / O / N / O    | Voy. / an 6,35 millions (2021)              | Centre-bus Aubervilliers                    |
| 31    | Desserte : - Ville et lieux desservis : Paris (Arc de triomphe, Place Charles-de-Gaulle, Salle Pleyel, Salle Wagram, Musée national Jean-Jacques-Henner, Université Paris-Sorbonne, Square des Batignolles, Lycée Mallarmé, Cimetière de Montmartre, Mairie du 18e arrondissement, Sacré-Cœur, Hôpital Lariboisière, Gare du Nord, Gare de l'Est). - Stations et gares desservies : Gare de Charles-de-Gaulle - Étoile (RER), Charles de Gaulle - Étoile (Métro), Ternes, Wagram, Gare de Pont-Cardinet, Pont Cardinet (Métro), Brochant, Guy Môquet, Jules Joffrin, Marcadet - Poissonniers, Château Rouge, Barbès - Rochechouart, Paris-Est, Gare de l'Est (Métro), Paris-Nord, Gare du Nord (Métro). |                                             |                                             |                                             |                                                               |                                               |                                             |                                             |                                             |
| 31    | Autre : - Zone traversée : 1. - Arrêts non accessibles aux UFR: Ternes vers Etoile, Wagram Courcelles, Parc Martin Luther King vers Gare de l'Est, Moines-Davy, Barbès-Rochechouart vers Etoile, Magenta-Maubeuge-Gare du Nord vers Gare de l'Est. - Amplitudes horaires : La ligne fonctionne du lundi au samedi de 6 h à 0 h 40 et les dimanches et fêtes à partir de 7 h. - Date de dernière mise à jour : 4 janvier 2025. |                                             |                                             |                                             |                                                               |                                               |                                             |                                             |                                             |
| 31    | Dernière actualisation : — |                                             |                                             |                                             |                                                               |                                               |                                             |                                             |                                             |
| 32    | Porte d'Auteuil ⥋ Gare de l'Est | Porte d'Auteuil ⥋ Gare de l'Est             | Porte d'Auteuil ⥋ Gare de l'Est             | Porte d'Auteuil ⥋ Gare de l'Est             | Porte d'Auteuil ⥋ Gare de l'Est                               | Porte d'Auteuil ⥋ Gare de l'Est               | Porte d'Auteuil ⥋ Gare de l'Est             | Porte d'Auteuil ⥋ Gare de l'Est             | Porte d'Auteuil ⥋ Gare de l'Est             |
| 32    | Ouverture / Fermeture 24 décembre 1945 / — | Longueur 10,60 km                           | Durée 50 min                                | Nb. d’arrêts 49                             | Matériel Lion's City Hybride                                  | Jours de fonctionnement L, Ma, Me, J, V, S, D | Jour / Soir / Nuit / Fêtes O / O / N / O    | Voy. / an 1,74 million (2021)               | Centre-bus Belliard                         |
| 32    | Desserte : - Ville et lieux desservis : Paris (Porte d'Auteuil, Hippodrome d'Auteuil, Porte de Passy, Jardin du Ranelagh, Musée Marmottan Monet, Place de Passy, Palais de Chaillot, Jardins du Trocadéro, Musée national des Arts asiatiques - Guimet, Avenue des Champs-Élysées, Théâtre du Rond-Point, Théâtre Marigny, Église Saint-Philippe-du-Roule, Mairie du 18e arrondissement, Église Saint-Augustin, Gare Saint-Lazare, Lycée Condorcet, Opéra Garnier depuis l'arrêt Rome - Haussmann, Église de la Sainte-Trinité, Église Notre-Dame-de-Lorette, Carrefour de Châteaudun, Gare de l'Est). - Stations et gares desservies : Porte d'Auteuil, La Muette, Gare de Boulainvilliers, Passy depuis l’arrêt Passy-La Tour, Trocadéro, Iéna, Franklin D. Roosevelt, Saint-Philippe du Roule, Miromesnil, Saint-Augustin, Paris-Saint-Lazare, Saint-Lazare (Métro), Gare d'Haussmann - Saint-Lazare, Havre - Caumartin, Gare d'Auber, Opéra, Chaussée d'Antin - La Fayette, Richelieu - Drouot, Cadet, Grands Boulevards, Bonne Nouvelle, Strasbourg - Saint-Denis, Château d'Eau, Paris-Est, Gare de l'Est (Métro). |                                             |                                             |                                             |                                                               |                                               |                                             |                                             |                                             |
| 32    | Autre : - Zone traversée : 1. - Arrêts non accessibles aux UFR : Gare d'Auteuil, Passy-Boulainvilliers, Iéna vers Gare de l'Est, La Boétie-Champs Elysées vers Gare de l'Est, Square Montholon vers Porte d'Auteuil, Hauteville, Faubourg Saint-Denis. - Amplitudes horaires : La ligne fonctionne du lundi au samedi de 6 h 15 à 0 h 30 et les dimanches et fêtes à partir de 7 h. - Date de dernière mise à jour : 26 juin 2024. |                                             |                                             |                                             |                                                               |                                               |                                             |                                             |                                             |
| 32    | Dernière actualisation : — |                                             |                                             |                                             |                                                               |                                               |                                             |                                             |                                             |
| 35    | Gare du Nord ⥋ Aubervilliers André Karman | Gare du Nord ⥋ Aubervilliers André Karman   | Gare du Nord ⥋ Aubervilliers André Karman   | Gare du Nord ⥋ Aubervilliers André Karman   | Gare du Nord ⥋ Aubervilliers André Karman                     | Gare du Nord ⥋ Aubervilliers André Karman     | Gare du Nord ⥋ Aubervilliers André Karman   | Gare du Nord ⥋ Aubervilliers André Karman   | Gare du Nord ⥋ Aubervilliers André Karman   |
| 35    | Ouverture / Fermeture 16 décembre 2012 / — | Longueur 5,35 km                            | Durée 15-35 min                             | Nb. d’arrêts 23                             | Matériel Lion's City 12G Efficient Hybrid GNV Urbanway 12 GNV | Jours de fonctionnement L, Ma, Me, J, V, S, D | Jour / Soir / Nuit / Fêtes O / O / N / O    | Voy. / an 3,14 million (2021)               | Centre-bus Aubervilliers                    |
| 35    | Desserte : - Villes et lieux desservis : Paris (Gare du Nord, Place de la Chapelle, Place de Torcy, Église Jeanne-d'Arc, Quartier Évangile, Place Hébert, Porte d'Aubervilliers), Aubervilliers (Le Millénaire, Place Henri-Rol-Tanguy, Mairie). - Stations et gares desservies : Paris-Nord, Gare du Nord (Métro), La Chapelle, Marx Dormoy, Rosa-Parks (à distance), Porte d'Aubervilliers (T3b), Aimé Césaire. |                                             |                                             |                                             |                                                               |                                               |                                             |                                             |                                             |
| 35    | Autre : - Zones traversées : 1 et 2. - Arrêts non accessibles aux UFR : Gare du Nord, Aimé Césaire. - Vers Gare du Nord : Skanderberg. - Vers Aubervilliers André Karman :Cail-Demarquay, Evangile-Aubervilliers. - Amplitudes horaires : La ligne fonctionne du lundi au samedi de 5 h 30 à 0 h 55 environ et les dimanches et fêtes à partir de 6 h 45 environ. - Histoire : Cette ligne est le résultat de la scission de l'ancien trajet de la ligne 65 (Gare de Lyon ↔ Mairie d'Aubervilliers), jugé trop long. Elle reprend l'itinéraire Gare de l'Est ↔ Mairie d'Aubervilliers du 65, excepté le tronçon Ordener-Marx Dormoy ↔ Porte d'Aubervilliers. Depuis cette porte, elle emprunte la rue d'Aubervilliers puis la rue de l’Évangile pour déboucher sur la station Marx Dormoy. - Date de dernière mise à jour : 2 aout 2025. |                                             |                                             |                                             |                                                               |                                               |                                             |                                             |                                             |
| 35    | Dernière actualisation : — |                                             |                                             |                                             |                                                               |                                               |                                             |                                             |                                             |
| 38    | Porte d'Orléans ⥋ Porte de la Chapelle | Porte d'Orléans ⥋ Porte de la Chapelle      | Porte d'Orléans ⥋ Porte de la Chapelle      | Porte d'Orléans ⥋ Porte de la Chapelle      | Porte d'Orléans ⥋ Porte de la Chapelle                        | Porte d'Orléans ⥋ Porte de la Chapelle        | Porte d'Orléans ⥋ Porte de la Chapelle      | Porte d'Orléans ⥋ Porte de la Chapelle      | Porte d'Orléans ⥋ Porte de la Chapelle      |
| 38    | Ouverture / Fermeture 10 décembre 1945 / — | Longueur 9,232 km                           | Durée 60 à 85 min                           | Nb. d’arrêts 38                             | Matériel Urbanway 18 Hybride                                  | Jours de fonctionnement L, Ma, Me, J, V, S, D | Jour / Soir / Nuit / Fêtes O / O / N / O    | Voy. / an 7,55 millions (2021)              | Centre-bus Aubervilliers                    |
| 38    | Desserte : - Ville et lieux desservis : Paris (Porte d'Orléans, Place Denfert-Rochereau, Observatoire, Hôpital Cochin, Hôpital Saint-Vincent-de-Paul, Jardin du Luxembourg, Palais du Luxembourg, Collège de France, La Sorbonne, Place Saint-Michel, Sainte-Chapelle, Palais de Justice, Île de la Cité, Place du Châtelet, Forum des Halles, Hôtel de ville, Centre national d'art et de culture Georges-Pompidou, Conservatoire national des arts et métiers, Mairie du 10e arrondissement, Gare de l'Est, Gare du Nord, Porte de la Chapelle). - Stations et gares desservies : Porte d'Orléans, Alésia, Mouton-Duvernet, Denfert-Rochereau, Port-Royal, Luxembourg, Cluny - La Sorbonne, Saint-Michel - Notre-Dame, Cité, Hôtel de Ville, Châtelet, Gare de Châtelet - Les Halles, Rambuteau, Étienne Marcel, Réaumur - Sébastopol, Arts et Métiers, Strasbourg - Saint-Denis, Château d'Eau, Paris-Est, Gare de l'Est (Métro), Paris-Nord, Gare du Nord (Métro), La Chapelle, Marx Dormoy, Porte de la Chapelle.                                                                                                   |                                             |                                             |                                             |                                                               |                                               |                                             |                                             |                                             |
| 38    | Autre : - Zone traversée : 1. - Arrêts non accessibles aux UFR : Porte d'Orléans (départ vers Porte de la Chapelle), Denfert-Rochereau-Arago, Châtelet, Porte Saint-Martin (vers Porte d'Orléans) et Cail - Demarquayvers Porte d'Orléans. - Amplitudes horaires : La ligne fonctionne du lundi au samedi de 6 h à 0 h 30 et les dimanches et fêtes à partir de 6 h 30. - Histoire : - En 2006 et 2007, la ligne a été équipée à titre d'essai du système Dilidam, composé de deux écrans plasma où s'affichaient en temps réel des informations sur le parcours et la ligne. - Date de dernière mise à jour : 15 juin 2025. |                                             |                                             |                                             |                                                               |                                               |                                             |                                             |                                             |
| 38    | Dernière actualisation : — |                                             |                                             |                                             |                                                               |                                               |                                             |                                             |                                             |
| 39    | Issy - Frères Voisin ⥋ Gare du Nord | Issy - Frères Voisin ⥋ Gare du Nord         | Issy - Frères Voisin ⥋ Gare du Nord         | Issy - Frères Voisin ⥋ Gare du Nord         | Issy - Frères Voisin ⥋ Gare du Nord                           | Issy - Frères Voisin ⥋ Gare du Nord           | Issy - Frères Voisin ⥋ Gare du Nord         | Issy - Frères Voisin ⥋ Gare du Nord         | Issy - Frères Voisin ⥋ Gare du Nord         |
| 39    | Ouverture / Fermeture 23 avril 1951 / — | Longueur 12,20 km                           | Durée 60 min                                | Nb. d’arrêts 59                             | Matériel Urbanway 12 Hybride                                  | Jours de fonctionnement L, Ma, Me, J, V, S, D | Jour / Soir / Nuit / Fêtes O / O / N / O    | Voy. / an 1,94 millions (2021)              | Centre-bus Croix-Nivert                     |
| 39    | Desserte : - Villes et lieux desservis : Issy-les-Moulineaux (Hôpital Corentin-Celton), Paris (Aquaboulevard, Héliport de Paris, Paris Expo Porte de Versailles, Hôpital Vaugirard, Square Saint-Lambert, Mairie du 15e arrondissement, Hôpital Saint-Jacques, Institut Pasteur, Hôpital Necker-Enfants malades, Saint-Germain-des-Prés, Musée du Louvre, Palais-Royal, Bourse de commerce de Paris, Jardin des Tuileries, La Bourse, Jardin Villemin, Gare de l'Est, Gare du Nord, Hôpital Fernand-Widal). - Stations et gares desservies : Balard, Convention, Vaugirard, Volontaires, Pasteur, Sèvres - Lecourbe, Gare Montparnasse, Montparnasse - Bienvenüe, Saint-Sulpice, Saint-Germain-des-Prés, Palais-Royal - Musée du Louvre, Quatre-Septembre, Bourse, Richelieu - Drouot, Grands Boulevards, Bonne-Nouvelle, Poissonnière, Sentier, Réaumur - Sébastopol, Strasbourg - Saint-Denis, Château d'Eau, Paris-Est, Gare de l'Est (Métro), Paris-Nord, Gare du Nord (Métro). |                                             |                                             |                                             |                                                               |                                               |                                             |                                             |                                             |
| 39    | Autre : - Zones traversées : 1 et 2. - Arrêts non accessibles aux UFR : Desnouettes - Vasco de Gama, Lycée Louis Armand, Hameau, Abbé Groult vers Gare du Nord, Vaugirard - Favorites, Armorique - Musée Postale vers Issy, Jacob vers Gare du Nord, Musée du Louvre, Palais-Royal - Comédie Française vers Issy, Bibliothèque Nationale, Richelieu Drouot, Réaumur - Montmartre, Sentier, Petites Ecuries, Paradis et La Fayette - Poissonnière. - Amplitudes horaires : La ligne fonctionne du lundi au samedi de 6 h 10 à 1 h 20 du matin environ et les dimanches et fêtes à partir de 7 h 30. - Particularités : - Tous les soirs, les trois derniers départs sont des services partiels. Ainsi, depuis Gare du Nord, ils sont à destination de Mairie du XV et depuis Issy - Frères Voisin, ils sont à destination de Desnouettes. - Bien qu'il porte le nom de la ville voisine, le terminus Issy - Frères Voisin se situe sur le territoire de la ville de Paris. - Date de dernière mise à jour : 15 juin 2025.                                                                                                 |                                             |                                             |                                             |                                                               |                                               |                                             |                                             |                                             |
| 39    | Dernière actualisation : — |                                             |                                             |                                             |                                                               |                                               |                                             |                                             |                                             |

## Lignes 40 à 49
| Ligne | Caractéristiques | Caractéristiques                                             | Caractéristiques                                             | Caractéristiques                                             | Caractéristiques                                                                   | Caractéristiques                                             | Caractéristiques                                             | Caractéristiques                                             | Caractéristiques                                             |
| 40    | Mairie du 18e - Jules Joffrin ⥋ Le Peletier | Mairie du 18e - Jules Joffrin ⥋ Le Peletier                  | Mairie du 18e - Jules Joffrin ⥋ Le Peletier                  | Mairie du 18e - Jules Joffrin ⥋ Le Peletier                  | Mairie du 18e - Jules Joffrin ⥋ Le Peletier                                        | Mairie du 18e - Jules Joffrin ⥋ Le Peletier                  | Mairie du 18e - Jules Joffrin ⥋ Le Peletier                  | Mairie du 18e - Jules Joffrin ⥋ Le Peletier                  | Mairie du 18e - Jules Joffrin ⥋ Le Peletier                  |
| ----- | --- | ------------------------------------------------------------ | ------------------------------------------------------------ | ------------------------------------------------------------ | ---------------------------------------------------------------------------------- | ------------------------------------------------------------ | ------------------------------------------------------------ | ------------------------------------------------------------ | ------------------------------------------------------------ |
| 40    | Ouverture / Fermeture 10 février 1983, / — | Longueur 4 km                                                | Durée 25-35 min                                              | Nb. d’arrêts 35                                              | Matériel Gépébus Oréos 4X Gépébus Oréos 2X Urbino 8.9 électrique Bluebus 22 GX 137 | Jours de fonctionnement L, Ma, Me, J, V, S, D                | Jour / Soir / Nuit / Fêtes O / O / N / O                     | Voy. / an 0,74 millions (2021)                               | Centre-bus Belliard                                          |
| 40    | Desserte : - Ville et lieux desservis : Paris (Mairie du XVIIIe arrondissement, Square de Clignancourt, Cimetière Saint-Vincent, Sacré-Cœur, Place du Tertre, Théâtre de la Ville, Place Pigalle, Théâtre Saint-Georges, Église Notre-Dame-de-Lorette...). - Stations et gares desservies : Jules Joffrin, Lamarck - Caulaincourt, Station supérieure (Funiculaire de Montmartre), Abbesses, Pigalle, Saint-Georges, Notre-Dame-de-Lorette (depuis l'arrêt Saint-Georges - Châteaudun), Le Peletier. |                                                              |                                                              |                                                              |                                                                                    |                                                              |                                                              |                                                              |                                                              |
| 40    | Autre : - Zone traversée : 1 - Arrêts non accessibles aux UFR : Tous - Amplitudes horaires : La ligne fonctionne du lundi au samedi de 7 h 30 à 1 h 10 environ et les dimanches et fêtes à partir de 7 h 20. - Histoire : Née sous le nom de « Montmartrobus », la ligne est créée le 10 février 1983, sous l'indice interne 64, et exploitée tous les jours. L'indice interne devient 018 le 1er janvier 1996 puis 08 le 1er janvier 2006. Avec la mise en place de l'opération Grand Paris des bus, le Montmartrobus perd son caractère de ligne spéciale pour devenir une ligne régulière numérotée 40. - Date de dernière mise à jour : 10 mai 2023. |                                                              |                                                              |                                                              |                                                                                    |                                                              |                                                              |                                                              |                                                              |
| 40    | Dernière actualisation : — |                                                              |                                                              |                                                              |                                                                                    |                                                              |                                                              |                                                              |                                                              |
| 42    | Boulogne - Cours de l'Île Seguin ⥋ Gare Saint-Lazare | Boulogne - Cours de l'Île Seguin ⥋ Gare Saint-Lazare         | Boulogne - Cours de l'Île Seguin ⥋ Gare Saint-Lazare         | Boulogne - Cours de l'Île Seguin ⥋ Gare Saint-Lazare         | Boulogne - Cours de l'Île Seguin ⥋ Gare Saint-Lazare                               | Boulogne - Cours de l'Île Seguin ⥋ Gare Saint-Lazare         | Boulogne - Cours de l'Île Seguin ⥋ Gare Saint-Lazare         | Boulogne - Cours de l'Île Seguin ⥋ Gare Saint-Lazare         | Boulogne - Cours de l'Île Seguin ⥋ Gare Saint-Lazare         |
| 42    | Ouverture / Fermeture 16 avril 1951 / — | Longueur 12,90 km                                            | Durée 55-65 min                                              | Nb. d’arrêts 47                                              | Matériel Urbanway 12 Hybride                                                       | Jours de fonctionnement L, Ma, Me, J, V, S, D                | Jour / Soir / Nuit / Fêtes O / O / N / O                     | Voy. / an 2,29 millions (2021)                               | Centre-bus Croix-Nivert                                      |
| 42    | Desserte : - Villes et lieux desservis : Boulogne-Billancourt (La Seine musicale, Parc de Billancourt, Parc des Glacières, Patinoire, Piscine, Marché, Place Marcel Sembat) et Paris (Porte de Saint-Cloud, Parc des Princes, Hôpital européen Georges-Pompidou, Parc André-Citroën, Champ-de-Mars, Tour Eiffel, Pont de l'Alma, Les Champs-Élysées, Grand Palais, Petit Palais, Concorde, Jardin des Tuileries, Église de la Madeleine, Gare Saint-Lazare. - Stations et gares desservies : Pont de Sèvres (depuis l'arrêt Cours de l'Île Seguin), Marcel Sembat, Porte de Saint-Cloud, Pont du Garigliano, Balard, Lourmel, Charles Michels, Dupleix, Pont de l'Alma, Alma - Marceau, Franklin D. Roosevelt, Champs-Élysées - Clemenceau, Concorde, Madeleine, Gare Saint-Lazare. |                                                              |                                                              |                                                              |                                                                                    |                                                              |                                                              |                                                              |                                                              |
| 42    | Autre : - Zones traversées : 1 et 2. - Arrêts non accessibles aux UFR : Place Jules-Guesde, Marché de Billancout vers Boulogne, Marcel Sembat, Porte de Saint Cloud vers Boulogne Pont du Garigliano, Place Balard vers Saint-Lazare, Lourmel-Félix Faure, Convention - Lourmel, Théâtre vers Saint-Lazare, Dupleix vers Saint-Lazare, Rond-Point des Champs-Elysées, Concorde-Cours La Reine vers Boulogne, Havre Haussmann vers Saint-Lazare, Gare Saint-Lazare (arrêt descente). - Amplitudes horaires : La ligne fonctionne du lundi au samedi de 6 h 30 à 1 h 20 et les dimanches et fêtes à partir de 7 h 30. - Date de dernière mise à jour : 22 juin 2024. |                                                              |                                                              |                                                              |                                                                                    |                                                              |                                                              |                                                              |                                                              |
| 42    | Dernière actualisation : — |                                                              |                                                              |                                                              |                                                                                    |                                                              |                                                              |                                                              |                                                              |
| 43    | Neuilly - Bagatelle / Hippodrome de Longchamp ⥋ Gare du Nord | Neuilly - Bagatelle / Hippodrome de Longchamp ⥋ Gare du Nord | Neuilly - Bagatelle / Hippodrome de Longchamp ⥋ Gare du Nord | Neuilly - Bagatelle / Hippodrome de Longchamp ⥋ Gare du Nord | Neuilly - Bagatelle / Hippodrome de Longchamp ⥋ Gare du Nord                       | Neuilly - Bagatelle / Hippodrome de Longchamp ⥋ Gare du Nord | Neuilly - Bagatelle / Hippodrome de Longchamp ⥋ Gare du Nord | Neuilly - Bagatelle / Hippodrome de Longchamp ⥋ Gare du Nord | Neuilly - Bagatelle / Hippodrome de Longchamp ⥋ Gare du Nord |
| 43    | Ouverture / Fermeture 25 février 1946 / — | Longueur 9,5 à 10 km                                         | Durée 50-60 min                                              | Nb. d’arrêts 40 44                                           | Matériel Lion's City Lion's City Hybride                                           | Jours de fonctionnement L, Ma, Me, J, V, S, D                | Jour / Soir / Nuit / Fêtes O / O / N / O                     | Voy. / an 4,20 millions (2021)                               | Centre-bus Belliard                                          |
| 43    | Desserte : - Villes et lieux desservis : Paris (Bois de Boulogne, Palais des congrès de Paris, Hôpital Marmottan, Salle Pleyel, Musée Jacquemart-André, Église Saint-Augustin, Opéra Garnier, Gare Saint-Lazare, Église de la Sainte-Trinité de Paris, Hôpital Lariboisière, Hôpital Fernand-Widal, Gare du Nord et le week-end : Hippodrome de Longchamp, Fondation GoodPlanet), Neuilly-sur-Seine (Parc de Bagatelle, Folie Saint-James). - Stations et gares desservies : Pont de Neuilly, Les Sablons, Anny Flore (T3b), Neuilly - Porte Maillot, Porte Maillot, Ternes, Saint-Augustin, Paris-Saint-Lazare, Saint-Lazare, Trinité - d'Estienne d'Orves, Cadet, Poissonnière, Paris-Nord, Gare du Nord, La Chapelle. |                                                              |                                                              |                                                              |                                                                                    |                                                              |                                                              |                                                              |                                                              |
| 43    | Autre : - Zones traversées : 1 et 2. - Arrêts non accessibles aux UFR : Hippodrome de Longchamp, Les Moulins - Champing, Route des Moulins, Neuilly Bagatelle, Place de Bagatelle vers Gare du Nord, Eglise Saint-Pierre vers Gare du Nord, Montrosier-Parmentier vers Gare du Nord, Anny Flore, Eglise Saint Ferdinand vers Neuilly/Lonchamp, Hoche-Saint Honoré vers Neuilly/Longchamp, Haussmann Courcelles vers Gare du Nord, Haussmann-Miromesnil, Pasquier Anjou, Saint-Georges-Châteaudun vers Neuilly/Longchamp, Place Frantz List, Gare du Nord. - Amplitudes horaires : La ligne fonctionne du lundi au samedi de 6 h 30 à 1 h 15 environ et les dimanches et fêtes à partir de 7 h 30. - Particularités : Les samedis et dimanches entre 10 h et 19 h uniquement, elle est prolongée jusqu'à l'hippodrome de Longchamp et ne dessert plus le terminus régulier de Neuilly - Bagatelle. - Date de dernière mise à jour : 4 janvier 2025. |                                                              |                                                              |                                                              |                                                                                    |                                                              |                                                              |                                                              |                                                              |
| 43    | Dernière actualisation : — |                                                              |                                                              |                                                              |                                                                                    |                                                              |                                                              |                                                              |                                                              |
| 45    | Concorde ⥋ Aubervilliers - France-Asie | Concorde ⥋ Aubervilliers - France-Asie                       | Concorde ⥋ Aubervilliers - France-Asie                       | Concorde ⥋ Aubervilliers - France-Asie                       | Concorde ⥋ Aubervilliers - France-Asie                                             | Concorde ⥋ Aubervilliers - France-Asie                       | Concorde ⥋ Aubervilliers - France-Asie                       | Concorde ⥋ Aubervilliers - France-Asie                       | Concorde ⥋ Aubervilliers - France-Asie                       |
| 45    | Ouverture / Fermeture 20 avril 2019 / — | Longueur 7,64 km                                             | Durée 40-50 min                                              | Nb. d’arrêts 44                                              | Matériel Urbanway 12 GNV                                                           | Jours de fonctionnement L, Ma, Me, J, V, S, D                | Jour / Soir / Nuit / Fêtes O / O / N / O                     | Voy. / an 1,65 millions (2021)                               | Centre-bus Aubervilliers                                     |
| 45    | Desserte : - Villes et lieux desservis : Paris (Place de la Concorde, Église de la Madeleine, Opéra Garnier, Boulevard Haussmann, Square Montholon, Gare du Nord, Hôpital Lariboisière, Place de la Chapelle, Place du Maroc, Le Centquatre, Quartier de l’Évangile - Rosa Parks, Porte d'Aubervilliers, Boulevards Périphériques nords) et Aubervilliers (Centre commercial Le Millénaire, Canal Saint-Denis, Centre commercial grossiste France-Asie, Square Aimé Césaire, Centre bus RATP d'Aubervilliers). - Stations et gares desservies : Concorde, Madeleine, Gare d'Auber (depuis l’arrêt Opéra - Scribe), Opéra, Chaussée d'Antin - La Fayette, Cadet, Poissonnière, Gare de Paris-Nord, Gare du Nord (Métro), La Chapelle, Gare Rosa-Parks (depuis les arrêts Évangile-Aubervilliers ou Porte d'Aubervilliers - Macdonald), Porte d'Aubervilliers (T3b), Aimé Césaire (depuis l’arrêt Quai Lucien-Lefranc).                              |                                                              |                                                              |                                                              |                                                                                    |                                                              |                                                              |                                                              |                                                              |
| 45    | Autre : - Zones traversées : 1 et 2. - Arrêts non accessibles aux UFR : Parc du Millénaire. - Vers Concorde : Le Pelletier-Haussmann, Cail-Demarquay, Radiguet, Skanderberg, Rue de La Haie Coq. - Vers Aubervilliers - France-Asie : Capucines Caumartin, Place Frantz List, Château Landon, Mathis, Curial-Crimée, Evangile-Aubervilliers. - Amplitudes horaires : La ligne fonctionne du lundi au vendredi de 5 h 25 à 1 h 20 environ, les samedis de 6 h 45 à 1 h 10 et les dimanches et fêtes à partir de 7 h 10. - Date de dernière mise à jour : 4 août 2024. |                                                              |                                                              |                                                              |                                                                                    |                                                              |                                                              |                                                              |                                                              |
| 45    | Dernière actualisation : — |                                                              |                                                              |                                                              |                                                                                    |                                                              |                                                              |                                                              |                                                              |
| 46    | Gare de l'Est ⥋ Château de Vincennes | Gare de l'Est ⥋ Château de Vincennes                         | Gare de l'Est ⥋ Château de Vincennes                         | Gare de l'Est ⥋ Château de Vincennes                         | Gare de l'Est ⥋ Château de Vincennes                                               | Gare de l'Est ⥋ Château de Vincennes                         | Gare de l'Est ⥋ Château de Vincennes                         | Gare de l'Est ⥋ Château de Vincennes                         | Gare de l'Est ⥋ Château de Vincennes                         |
| 46    | Ouverture / Fermeture 28 mai 1951 / — | Longueur 10,20 km                                            | Durée 46 min                                                 | Nb. d’arrêts 36                                              | Matériel Bluebus 12                                                                | Jours de fonctionnement L, Ma, Me, J, V, S, D                | Jour / Soir / Nuit / Fêtes O / O / N / O                     | Voy. / an 4,30 millions (2021)                               | Centre-bus Lagny                                             |
| 46    | Desserte : - Villes et lieux desservis : Paris (Gare de l'Est, Hôpital Saint-Louis, Mairie du 11e arrondissement, Hôpital Saint-Antoine, Lac Daumesnil, Parc zoologique de Vincennes, Palais de la Porte-Dorée (Musée de l'Histoire de l'immigration et Aquarium), Bois de Vincennes, Hôpital d'instruction des armées Bégin, Château de Vincennes, Fort Neuf). - Stations et gares desservies : Paris-Est, Château-Landon, Louis Blanc, Colonel Fabien, Goncourt, Parmentier, Saint-Ambroise, Voltaire, Faidherbe - Chaligny, Reuilly - Diderot, Montgallet, Daumesnil, Michel Bizot, Porte Dorée, Château de Vincennes. |                                                              |                                                              |                                                              |                                                                                    |                                                              |                                                              |                                                              |                                                              |
| 46    | Autre : - Zones traversées : 1 et 2. - Arrêts non accessibles aux UFR : Verdun vers Gare de l'Est, Canal Saint Martin vers Vincennes, Alibert, Goncourt vers Vincennes, Parmentier - République vers Vincennes, Saint-Ambroise, Godefroy Cavaignac, Charonne Chanzy vers Vincennes, Reuilly - Diderot, Daumesnil Félix-Eboué, Parc Zoologique vers Vincennes Parc Floral vers Gare de l'Est. - Amplitudes horaires : La ligne fonctionne du lundi au vendredi de 5 h 45 à 1 h et les samedis, dimanches et fêtes à partir de 6 h 40. Tous les soirs après 23 h 05 environ (heure du dernier passage à Château de Vincennes en fonction du jour de la semaine), la ligne est limitée au tronçon Gare de l'Est ↔ Porte Dorée. - Date de dernière mise à jour : 4 janvier 2025. |                                                              |                                                              |                                                              |                                                                                    |                                                              |                                                              |                                                              |                                                              |
| 46    | Dernière actualisation : — |                                                              |                                                              |                                                              |                                                                                    |                                                              |                                                              |                                                              |                                                              |
| 47    | Châtelet ⥋ Fort du Kremlin-Bicêtre | Châtelet ⥋ Fort du Kremlin-Bicêtre                           | Châtelet ⥋ Fort du Kremlin-Bicêtre                           | Châtelet ⥋ Fort du Kremlin-Bicêtre                           | Châtelet ⥋ Fort du Kremlin-Bicêtre                                                 | Châtelet ⥋ Fort du Kremlin-Bicêtre                           | Châtelet ⥋ Fort du Kremlin-Bicêtre                           | Châtelet ⥋ Fort du Kremlin-Bicêtre                           | Châtelet ⥋ Fort du Kremlin-Bicêtre                           |
| 47    | Ouverture / Fermeture 25 avril 1949 / — | Longueur 7,57 km                                             | Durée 40 min                                                 | Nb. d’arrêts 29                                              | Matériel GX 337 ELEC Citelis 12                                                    | Jours de fonctionnement L, Ma, Me, J, V, S, D                | Jour / Soir / Nuit / Fêtes O / O / N / O                     | Voy. / an 4,85 millions (2021)                               | Centre-bus Vitry                                             |
| 47    | Desserte : - Villes et lieux desservis : Paris (hôtel de ville, Place du Châtelet, Hôtel-Dieu, cathédrale Notre-Dame de Paris, La Conciergerie, Sainte-Chapelle, arènes de Lutèce, mairie du 13e arrondissement, manufacture des Gobelins, Centre commercial Italie 2, Porte d'Italie), Le Kremlin-Bicêtre (Cimetière parisien d'Ivry, Centre commercial Okabé, Centre hospitalier universitaire du Kremlin-Bicêtre, Fort de Bicêtre, Lycée Darius-Milhaud). - Stations et gares desservies : Gare de Châtelet - Les Halles (RER), Châtelet (métro), Hôtel de Ville, Cité, Gare de Saint-Michel - Notre-Dame, Saint-Michel, Cluny - La Sorbonne (depuis l’arrêt Dante), Maubert - Mutualité, Cardinal Lemoine, Place Monge, Censier - Daubenton, Les Gobelins, Place d'Italie, Tolbiac, Maison Blanche, Porte d'Italie, Le Kremlin-Bicêtre. |                                                              |                                                              |                                                              |                                                                                    |                                                              |                                                              |                                                              |                                                              |
| 47    | Autre : - Zones traversées : 1 et 2. - Arrêts non accessibles aux UFR : Chatelet, Auguste Perret - Vers Châtelet : Censier-Daubenton, Hôpital du Kremlin-Bicêtre. - Vers Fort du Kremlin-Bicêtre : Cité-Parvis Notre Dame, Petit Pont, Cardinal Lemoine, Monge, , Les Gobelins, Place d'Italie-Italie 2, Le Kremlin-Bicêtre - Métro. - Amplitudes horaires : La ligne fonctionne du lundi au samedi de 5 h 40 à 1 h 25 environ et les dimanches et fêtes à partir de 6 h 55 environ. De nombreux services sont limités entre Le Kremlin-Bicêtre - Métro et Fort du Kremlin Bicêtre en début et fin de service quotidiennement. - Date de dernière mise à jour : 4 août 2024. |                                                              |                                                              |                                                              |                                                                                    |                                                              |                                                              |                                                              |                                                              |
| 47    | Dernière actualisation : — |                                                              |                                                              |                                                              |                                                                                    |                                                              |                                                              |                                                              |                                                              |
| 48    | Gare du Nord ⥋ Romainville - Vassou | Gare du Nord ⥋ Romainville - Vassou                          | Gare du Nord ⥋ Romainville - Vassou                          | Gare du Nord ⥋ Romainville - Vassou                          | Gare du Nord ⥋ Romainville - Vassou                                                | Gare du Nord ⥋ Romainville - Vassou                          | Gare du Nord ⥋ Romainville - Vassou                          | Gare du Nord ⥋ Romainville - Vassou                          | Gare du Nord ⥋ Romainville - Vassou                          |
| 48    | Ouverture / Fermeture 18 mars 1946 / — | Longueur —                                                   | Durée 50-55 min                                              | Nb. d’arrêts 31                                              | Matériel Urbanway 12 Hybride GX 337 ELEC                                           | Jours de fonctionnement L, Ma, Me, J, V, S, D                | Jour / Soir / Nuit / Fêtes O / O / N / O                     | Voy. / an 2,11 millions (2021)                               | Centre-bus Les Lilas                                         |
| 48    | Desserte : - Ville et lieux desservis : Paris (Gare du Nord, Hôpital Lariboisière, Place de la Chapelle, Place de la Bataille-de-Stalingrad, Canal Saint-Martin, Bassin de la Villette, Canal de l'Ourcq, Mairie du 19e arrondissement, Parc des Buttes-Chaumont, Cimetière de la Villette, Place des Fêtes, Porte du Pré-Saint-Gervais, Hôpital Robert-Debré, Porte des Lilas), Le Pré-Saint-Gervais, Les Lilas et Romainville. - Stations et gares desservies : Paris-Nord, Gare du Nord, La Chapelle, Stalingrad, Jaurès, Botzaris, Place des Fêtes, Pré-Saint-Gervais, Hôpital Robert-Debré (T3b), Porte des Lilas, Mairie des Lilas. |                                                              |                                                              |                                                              |                                                                                    |                                                              |                                                              |                                                              |                                                              |
| 48    | Autre : - Zones traversées : 1 à 3. - Arrêts non accessibles aux UFR : Tous. - Amplitudes horaires : La ligne fonctionne du lundi au samedi de 6 h 30 à 1 h environ et les dimanches et fêtes de 7 h à 0 h 50 environ. - Date de dernière mise à jour : 22 juin 2024. |                                                              |                                                              |                                                              |                                                                                    |                                                              |                                                              |                                                              |                                                              |
| 48    | Dernière actualisation : — |                                                              |                                                              |                                                              |                                                                                    |                                                              |                                                              |                                                              |                                                              |

## Lignes 50 à 59
| Ligne | Caractéristiques | Caractéristiques                                                | Caractéristiques                                                | Caractéristiques                                                | Caractéristiques                                                      | Caractéristiques                                                | Caractéristiques                                                | Caractéristiques                                                | Caractéristiques                                                |
| 52    | Parc de Saint-Cloud ⥋ Opéra - Rue Halévy | Parc de Saint-Cloud ⥋ Opéra - Rue Halévy                        | Parc de Saint-Cloud ⥋ Opéra - Rue Halévy                        | Parc de Saint-Cloud ⥋ Opéra - Rue Halévy                        | Parc de Saint-Cloud ⥋ Opéra - Rue Halévy                              | Parc de Saint-Cloud ⥋ Opéra - Rue Halévy                        | Parc de Saint-Cloud ⥋ Opéra - Rue Halévy                        | Parc de Saint-Cloud ⥋ Opéra - Rue Halévy                        | Parc de Saint-Cloud ⥋ Opéra - Rue Halévy                        |
| ----- | --- | --------------------------------------------------------------- | --------------------------------------------------------------- | --------------------------------------------------------------- | --------------------------------------------------------------------- | --------------------------------------------------------------- | --------------------------------------------------------------- | --------------------------------------------------------------- | --------------------------------------------------------------- |
| 52    | Ouverture / Fermeture 18 août 1947 / — | Longueur 12,75 km                                               | Durée —                                                         | Nb. d’arrêts 48                                                 | Matériel Citelis 12 GX 337 ELEC                                       | Jours de fonctionnement L, Ma, Me, J, V, S, D                   | Jour / Soir / Nuit / Fêtes O / O / N / O                        | Voy. / an 2,91 millions (2021)                                  | Centre-bus Point-du-Jour                                        |
| 52    | Desserte : - Villes et lieux desservis : Saint-Cloud (Parc de Saint-Cloud, Pont de Saint-Cloud), Boulogne-Billancourt (Musée Albert-Kahn, Rond-point Rhin-et-Danube, Musée Marmottan Monet), Paris (Porte Molitor, Porte d'Auteuil, Place de la Porte d'Auteuil, Hippodrome d'Auteuil, Église Notre-Dame-d'Auteuil, Hôpital Sainte-Périne, Hôpital et Église Chardon-Lagache, Maison de la Radio et de la Musique, Lycée Molière, Lycée Janson-de-Sailly, Place Victor-Hugo, Place Charles-de-Gaulle, Avenue des Champs-Élysées, Place de la Madeleine, Église de la Madeleine, Opéra Garnier). - Stations et gares desservies : Parc de Saint-Cloud (T2), Boulogne - Pont de Saint-Cloud, Boulogne - Jean Jaurès, Porte d'Auteuil, Michel-Ange - Auteuil, Église d'Auteuil vers Boulogne, Ranelagh, La Muette, Boulainvilliers, Rue de la Pompe, Victor Hugo, Gare de Charles-de-Gaulle - Étoile, Charles de Gaulle - Étoile, Saint-Philippe du Roule, Miromesnil, Saint-Augustin, Madeleine, Opéra, Auber. |                                                                 |                                                                 |                                                                 |                                                                       |                                                                 |                                                                 |                                                                 |                                                                 |
| 52    | Autre : - Zones traversées : 1 à 3 - Arrêts non accessibles aux UFR : Parc de Saint-Cloud arrêt terminus, Rhin et Danube vers Parc de Saint-Cloud, Porte d'Auteuil vers Parc de Saint-Cloud, Gare d'Auteuil vers Parc de Saint-Cloud, La Muette - Boulainvilliers, Lycée Janson de Sailly, Victor Hugo -Poincaré vers Parc de Saint-Cloud, Charles de Gaulle-Étoile - Friedland, Balzac, Matignon - Saint-Honoré, Haussmann - Miromesnil, Anjou - Chauveau Lagarde vers Opéra, Capucines - Caumartin vers Opéra, et Opéra - Rue de la Paix. - Amplitudes horaires : La ligne fonctionne du lundi au samedi de 6 h 45 à 23 h environ et les dimanches et fêtes à partir de 7 h 15. Tous les soirs, à partir de 22 h, la ligne est limitée au parcours Porte d'Auteuil ↔ Charles de Gaulle-Étoile - Friedland. - Date de dernière mise à jour : 4 août 2024. |                                                                 |                                                                 |                                                                 |                                                                       |                                                                 |                                                                 |                                                                 |                                                                 |
| 52    | Dernière actualisation : — |                                                                 |                                                                 |                                                                 |                                                                       |                                                                 |                                                                 |                                                                 |                                                                 |
| 54    | Asnières - Gennevilliers - Gabriel Péri ⥋ Porte d'Aubervilliers | Asnières - Gennevilliers - Gabriel Péri ⥋ Porte d'Aubervilliers | Asnières - Gennevilliers - Gabriel Péri ⥋ Porte d'Aubervilliers | Asnières - Gennevilliers - Gabriel Péri ⥋ Porte d'Aubervilliers | Asnières - Gennevilliers - Gabriel Péri ⥋ Porte d'Aubervilliers       | Asnières - Gennevilliers - Gabriel Péri ⥋ Porte d'Aubervilliers | Asnières - Gennevilliers - Gabriel Péri ⥋ Porte d'Aubervilliers | Asnières - Gennevilliers - Gabriel Péri ⥋ Porte d'Aubervilliers | Asnières - Gennevilliers - Gabriel Péri ⥋ Porte d'Aubervilliers |
| 54    | Ouverture / Fermeture 21 mai 1951 / — | Longueur 11,20 km                                               | Durée 64 à 85 min                                               | Nb. d’arrêts 46                                                 | Matériel Citelis 12 Lion's City 12G Efficient Hybrid GNV              | Jours de fonctionnement L, Ma, Me, J, V, S, D                   | Jour / Soir / Nuit / Fêtes O / O / N / O                        | Voy. / an 6,39 millions (2021)                                  | Centre-bus Aubervilliers                                        |
| 54    | Desserte : - Villes et lieux desservis : Asnières-sur-Seine, Clichy (Mairie), Paris (Porte de Clichy, Place de Clichy, Cimetière de Montmartre, Place Pigalle, Sacré-Cœur, Hôpital Lariboisière, Gare du Nord, Hôpital Fernand-Widal, Gare de Magenta, Gare de l'Est, Bassin de la Villette, Porte d'Aubervilliers). - Stations et gares desservies : Gabriel Péri, Mairie de Clichy, Porte de Clichy, Brochant, La Fourche, Place de Clichy, Blanche, Pigalle, Anvers, Barbès - Rochechouart, Gare du Nord, Gare de l'Est, Louis Blanc, Stalingrad, Riquet, Crimée, Rosa-Parks, Porte d'Aubervilliers (T3b). |                                                                 |                                                                 |                                                                 |                                                                       |                                                                 |                                                                 |                                                                 |                                                                 |
| 54    | Autre : - Zones traversées : 1 à 3. - Arrêts non accessibles aux UFR : Porte de Clichy vers Gabriel Péri, La Fourche vers Porte d'Aubervilliers, Place de Clichy, Rochechouart-Martyrs vers Asnières, Magenta-Maubeuge-Gare du Nord vers Porte d'Aubervilliers, Verdun vers Gabriel Péri, Crimée-Rosa Parks, Cambrai, Porte d'Aubervilliers MacDonald vers Gabriel Péri. - Amplitudes horaires : La ligne fonctionne du lundi au samedi de 5 h 15 à 0 h 35 et les dimanches et fêtes à partir de 6 h 30. - Particularités : Des services partiels entre Porte d'Aubervilliers et Pigalle circulent sur ligne. - Date de dernière mise à jour : 4 août 2024. |                                                                 |                                                                 |                                                                 |                                                                       |                                                                 |                                                                 |                                                                 |                                                                 |
| 54    | Dernière actualisation : — |                                                                 |                                                                 |                                                                 |                                                                       |                                                                 |                                                                 |                                                                 |                                                                 |
| 56    | Porte de Clignancourt ⥋ Château de Vincennes | Porte de Clignancourt ⥋ Château de Vincennes                    | Porte de Clignancourt ⥋ Château de Vincennes                    | Porte de Clignancourt ⥋ Château de Vincennes                    | Porte de Clignancourt ⥋ Château de Vincennes                          | Porte de Clignancourt ⥋ Château de Vincennes                    | Porte de Clignancourt ⥋ Château de Vincennes                    | Porte de Clignancourt ⥋ Château de Vincennes                    | Porte de Clignancourt ⥋ Château de Vincennes                    |
| 56    | Ouverture / Fermeture 4 juin 1951 / — | Longueur 11,90 km                                               | Durée —                                                         | Nb. d’arrêts 36                                                 | Matériel Aptis                                                        | Jours de fonctionnement L, Ma, Me, J, V, S, D                   | Jour / Soir / Nuit / Fêtes O / O / N / O                        | Voy. / an 3,32 millions (2021)                                  | Centre-bus Lagny                                                |
| 56    | Desserte : - Villes et lieux desservis : Paris (Église Notre-Dame de Clignancourt, Mairie du 18e arrondissement, Boulevard de Magenta, Hôpital Lariboisière, Gare du Nord, Gare de l'Est, Place de la République, Mairie du 11e arrondissement, Place de la Nation, Porte de Saint-Mandé, Fort Neuf, Bois de Vincennes), Saint-Mandé (Mairie), Vincennes (Château). - Stations et gares desservies : Porte de Clignancourt, Simplon, Marcadet - Poissonniers, Château Rouge, Barbès - Rochechouart, Paris-Nord, Paris-Est, Jacques Bonsergent, République, Oberkampf, Richard-Lenoir, Saint-Ambroise, Voltaire, Charonne, Rue des Boulets, Nation, Picpus, Alexandra David-Néel (T3a), Bérault, Château de Vincennes. |                                                                 |                                                                 |                                                                 |                                                                       |                                                                 |                                                                 |                                                                 |                                                                 |
| 56    | Autre : - Zones traversées : 1 et 2. - Arrêts non accessibles aux UFR : Porte de Clignancourt terminus, Mont-Cenis, Albert Khan vers Chateau de Vincennes, Simplon vers Porte de Clignancourt, Barbès Rochechouart vers Porte de Clignancourt, Magenta-Maubeuge-Gare du Nord, Lafayette-Magenta-Gare du Nord vers Chateau de Vincennes, Magenta-Gare de l'Est vers Chateau de Vincennes, République Magenta, République vers Chateau de Vincennes, Nation-Voltaire vers Chateau de Vincennes, Picpus (Hôpital Rothschild), Mairie de Saint Mandé vers Chateau de Vincennes, Aubert vers Château de Vincennes, Bérault - Métro. - Amplitudes horaires : La ligne fonctionne du lundi au dimanche de 6 h à 0 h 30. Depuis le 2 juin 2014, la ligne fonctionne le soir, le dimanche et les jours fériés - Date de dernière mise à jour : 15 juin 2025. |                                                                 |                                                                 |                                                                 |                                                                       |                                                                 |                                                                 |                                                                 |                                                                 |
| 56    | Dernière actualisation : — |                                                                 |                                                                 |                                                                 |                                                                       |                                                                 |                                                                 |                                                                 |                                                                 |
| 57    | Arcueil - Laplace RER ⥋ Porte de Bagnolet - Louis Ganne | Arcueil - Laplace RER ⥋ Porte de Bagnolet - Louis Ganne         | Arcueil - Laplace RER ⥋ Porte de Bagnolet - Louis Ganne         | Arcueil - Laplace RER ⥋ Porte de Bagnolet - Louis Ganne         | Arcueil - Laplace RER ⥋ Porte de Bagnolet - Louis Ganne               | Arcueil - Laplace RER ⥋ Porte de Bagnolet - Louis Ganne         | Arcueil - Laplace RER ⥋ Porte de Bagnolet - Louis Ganne         | Arcueil - Laplace RER ⥋ Porte de Bagnolet - Louis Ganne         | Arcueil - Laplace RER ⥋ Porte de Bagnolet - Louis Ganne         |
| 57    | Ouverture / Fermeture 16 septembre 1965 / — | Longueur 11,40 km                                               | Durée 50-60 min                                                 | Nb. d’arrêts 42                                                 | Matériel Citelis 12                                                   | Jours de fonctionnement L, Ma, Me, J, V, S, D                   | Jour / Soir / Nuit / Fêtes O / O / N / O                        | Voy. / an 2,85 millions (2021)                                  | Centre-bus Ivry                                                 |
| 57    | Desserte : - Villes et lieux desservis : Arcueil (Maison des Examens), Gentilly (Stade Marcel-Cerdan, Hôpital Fondation Vallée, Mairie), Paris (Parc Kellermann, Poterne des Peupliers, Hôpital privé des Peupliers, Centre commercial Italie Deux, Mairie du 13e arrondissement, École nationale supérieure d'arts et métiers (ENSAM), Hôpital de la Salpêtrière, Gare d'Austerlitz, Jardin des Plantes, Gare de Lyon, Hôpital Saint-Antoine, Place de la Nation, Hôpital de la Croix Saint-Simon, Porte de Montreuil, Porte de Bagnolet). - Stations et gares desservies : Gare de Laplace, Poterne des Peupliers (T3a), Place d'Italie , Campo-Formio (depuis l’arrêt Jenner - Jeanne d’Arc), Saint-Marcel, Paris-Austerlitz , Gare d'Austerlitz , Quai de la Rapée, Paris-Gare-de-Lyon, Gare de Lyon, Reuilly - Diderot, Gare de Nation, Nation, Avron, Buzenval, Maraîchers, Porte de Montreuil, Porte de Bagnolet. |                                                                 |                                                                 |                                                                 |                                                                       |                                                                 |                                                                 |                                                                 |                                                                 |
| 57    | Autre : - Zones traversées : 1 et 2. - Arrêts non accessibles aux UFR : Rubens-Ecole des Arts et Métiers, Jenner-Jeanne d'Arc, Daumesnil Diderot. - vers Laplace RER : Maison des Examens RER, Fraysse, Division Leclerc - Médiathèque, Mairie de Gentilly, Bobillot - Tolbiac, Moulin des Prés, Gare d'Austerlitz, - vers Porte de Bagnolet - Louis Ganne : Arcueil-Laplace RER, Chaperon Vert, Benoît Malon, Raspail - Jean Jaurès, Verlaine, Saint-Marcel La Pitié, Gare d'Austerlitz-Cour Seine, Van Gogh, Gare de Lyon-Diderot, Reuilly-Diderot, Nation-Diderot. - Amplitudes horaires : La ligne fonctionne tous les jours : - vers Laplace RER : avec un premier départ à 5 h 55 du lundi au samedi et 6 h 45 le dimanche et les jours fériés, le dernier départ étant fixé à 0 h 35 tous les jours ; - vers Porte de Bagnolet - Louis Ganne : avec un premier départ à 5 h 55 du lundi au samedi de septembre à juin, 5 h 58 du lundi au samedi en juillet et août et 6 h 30 le dimanche et les jours fériés, le dernier départ étant fixé à 0 h 30 tous les jours. - Date de dernière mise à jour : 9 juin 2024. |                                                                 |                                                                 |                                                                 |                                                                       |                                                                 |                                                                 |                                                                 |                                                                 |
| 57    | Dernière actualisation : — |                                                                 |                                                                 |                                                                 |                                                                       |                                                                 |                                                                 |                                                                 |                                                                 |
| 58    | Vanves - Lycée Michelet ⥋ Châtelet | Vanves - Lycée Michelet ⥋ Châtelet                              | Vanves - Lycée Michelet ⥋ Châtelet                              | Vanves - Lycée Michelet ⥋ Châtelet                              | Vanves - Lycée Michelet ⥋ Châtelet                                    | Vanves - Lycée Michelet ⥋ Châtelet                              | Vanves - Lycée Michelet ⥋ Châtelet                              | Vanves - Lycée Michelet ⥋ Châtelet                              | Vanves - Lycée Michelet ⥋ Châtelet                              |
| 58    | Ouverture / Fermeture 28 juin 1948 / — | Longueur 9,4 km                                                 | Durée 34-58 min                                                 | Nb. d’arrêts 38                                                 | Matériel Citelis 12 GX 337 SE                                         | Jours de fonctionnement L, Ma, Me, J, V, S, D                   | Jour / Soir / Nuit / Fêtes O / O / N / O                        | Voy. / an 2,35 millions (2021)                                  | Centre-bus Malakoff                                             |
| 58    | Desserte : - Villes et lieux desservis : Vanves (Lycée Michelet), Malakoff, Paris (Porte de Vanves, Stades Didot et Jean-Noël, Hôpital Saint-Joseph, Hôpital Notre-Dame-de-Bon-Secours, Mairie du 14e arrondissement, Cimetière du Montparnasse, Jardin Atlantique, Gare Montparnasse, Collège Stanislas, Palais du Luxembourg, Jardin du Luxembourg, Sénat, Mairie du 6e arrondissement, Église Saint-Sulpice, Université Paris-Descartes, Théâtre de l'Odéon, Lycée Fénelon, Pont Neuf, Palais de Justice, Préfecture de Police, Théâtre du Châtelet, Théâtre de la Ville, Tour Saint-Jacques, Place du Châtelet, Forum des Halles). - Stations et gares desservies : Malakoff - Plateau de Vanves depuis l'arrêt Jean Jaurès-Jean Bleuzen, Porte de Vanves, Gaîté, Paris-Montparnasse, Montparnasse - Bienvenüe, Vavin, Notre-Dame-des-Champs, Odéon, Saint-Michel - Notre-Dame, Saint-Michel, Pont-Neuf, Châtelet, Châtelet - Les Halles. |                                                                 |                                                                 |                                                                 |                                                                       |                                                                 |                                                                 |                                                                 |                                                                 |
| 58    | Autre : - Zones traversées : 1 et 2. - Arrêts non accessibles aux UFR : Carrefour Albert-Legris vers Châtelet, Pont de la Vallée vers Châtelet, Gare Montparnasse vers Châtelet, Vavin vers Châtelet, Sénat vers Châtelet, Théâtre de l'Odéon, Mazarine vers Châtelet, Pont Neuf-Quai des Grands Augustins vers Vanves Saint Michel, Cité-Palais de Justice, Châtelet-Quai de Gesvres, Châtelet. - Amplitudes horaires : La ligne fonctionne du lundi au samedi de 6 h 15 à 23 h 10 et les dimanches et fêtes à partir de 7 h. - Date de dernière mise à jour : 4 janvier 2025. |                                                                 |                                                                 |                                                                 |                                                                       |                                                                 |                                                                 |                                                                 |                                                                 |
| 58    | Dernière actualisation : — |                                                                 |                                                                 |                                                                 |                                                                       |                                                                 |                                                                 |                                                                 |                                                                 |
| 59    | Gare de Clamart ⥋ Place d'Italie | Gare de Clamart ⥋ Place d'Italie                                | Gare de Clamart ⥋ Place d'Italie                                | Gare de Clamart ⥋ Place d'Italie                                | Gare de Clamart ⥋ Place d'Italie                                      | Gare de Clamart ⥋ Place d'Italie                                | Gare de Clamart ⥋ Place d'Italie                                | Gare de Clamart ⥋ Place d'Italie                                | Gare de Clamart ⥋ Place d'Italie                                |
| 59    | Ouverture / Fermeture 20 avril 2019 / — | Longueur 8,05 km                                                | Durée 35 min                                                    | Nb. d’arrêts 31                                                 | Matériel Urbanway 12 Hybride Bluebus SE GX 337 SE Bluebus 12 Facelift | Jours de fonctionnement L, Ma, Me, J, V, S, D                   | Jour / Soir / Nuit / Fêtes O / O / N / O                        | Voy. / an 2,22 millions (2021)                                  | Centre-bus Corentin                                             |
| 59    | Desserte : - Villes et lieux desservis : Clamart (Gare SNCF), Vanves (Parc Municipal des Sports Alain Roche, Parc Municipal Frédéric Pic et Carrefour de l'Insurrection) et Paris (Porte de Vanves, Hôpital Saint-Joseph, Gare Montparnasse, Cimetière du Montparnasse, Place Denfert-Rochereau, Catacombes de Paris, Institut d'astrophysique de Paris, Observatoire de Paris, Jardin de l'Observatoire de Paris, Prison de la Santé, Hôpital Broca, Manufacture des Gobelins, Centre commercial Italie Deux, Mairie du 13e arrondissement, Place d'Italie). - Stations et gares desservies : Gare de Clamart, Gare de Vanves - Malakoff, Porte de Vanves, Plaisance, Pernety, Montparnasse-Bienvenüe à distance, Gaîté, Denfert-Rochereau, Les Gobelins, Place d'Italie. |                                                                 |                                                                 |                                                                 |                                                                       |                                                                 |                                                                 |                                                                 |                                                                 |
| 59    | Autre : - Zones traversées : 1 et 2. - Arrêts non accessibles aux UFR : Gare de Clamart, Rue de Châtillon vers Clamart et Denfert-Rochereau-Froidevaux vers Place d'Italie - Amplitudes horaires : La ligne fonctionne du lundi au samedi de 5 h 40 à 0 h 30 et les dimanches et fêtes à partir de 6 h. - Date de dernière mise à jour : 4 août 2024. |                                                                 |                                                                 |                                                                 |                                                                       |                                                                 |                                                                 |                                                                 |                                                                 |
| 59    | Dernière actualisation : — |                                                                 |                                                                 |                                                                 |                                                                       |                                                                 |                                                                 |                                                                 |                                                                 |

## Lignes 60 à 69
| Ligne | Caractéristiques | Caractéristiques                                                    | Caractéristiques                                                    | Caractéristiques                                                    | Caractéristiques                                                    | Caractéristiques                                                    | Caractéristiques                                                    | Caractéristiques                                                    | Caractéristiques                                                    |
| 60    | Porte de Montmartre ⥋ Gambetta - Japon | Porte de Montmartre ⥋ Gambetta - Japon                              | Porte de Montmartre ⥋ Gambetta - Japon                              | Porte de Montmartre ⥋ Gambetta - Japon                              | Porte de Montmartre ⥋ Gambetta - Japon                              | Porte de Montmartre ⥋ Gambetta - Japon                              | Porte de Montmartre ⥋ Gambetta - Japon                              | Porte de Montmartre ⥋ Gambetta - Japon                              | Porte de Montmartre ⥋ Gambetta - Japon                              |
| ----- | --- | ------------------------------------------------------------------- | ------------------------------------------------------------------- | ------------------------------------------------------------------- | ------------------------------------------------------------------- | ------------------------------------------------------------------- | ------------------------------------------------------------------- | ------------------------------------------------------------------- | ------------------------------------------------------------------- |
| 60    | Ouverture / Fermeture 12 mars 1951 / — | Longueur 9 km                                                       | Durée 60 à 75 min                                                   | Nb. d’arrêts 39                                                     | Matériel Lion's City Lion's City Hybride                            | Jours de fonctionnement L, Ma, Me, J, V, S, D                       | Jour / Soir / Nuit / Fêtes O / O / N / O                            | Voy. / an 8,7 millions (2022);                                      | Centre-bus Belliard                                                 |
| 60    | Desserte : - Ville et lieux desservis : Paris (Porte de Montmartre, Hôpital Bichat-Claude-Bernard, Mairie du 18e arrondissement, Place de Torcy, Quartier Évangile, Porte de la Chapelle, Canal de l'Ourcq, Bassin de la Villette, Mairie du 19e arrondissement, Cimetière de la Villette, Parc des Buttes-Chaumont, Place des Fêtes, Cimetière de Belleville, Hôpital Tenon, Mairie du 20e arrondissement, Cimetière du Père-Lachaise). - Stations et gares desservies : Angélique Compoint (T3b), Jules Joffrin, Marcadet - Poissonniers, Marx Dormoy, Porte de la Chapelle, Rosa-Parks, Corentin Cariou, Crimée, Ourcq, Laumière, Botzaris, Place des Fêtes, Télégraphe, Pelleport, Gambetta. |                                                                     |                                                                     |                                                                     |                                                                     |                                                                     |                                                                     |                                                                     |                                                                     |
| 60    | Autre : - Zone traversée : 1. - Arrêts non accessibles aux UFR : Damrémont - Championnet, Canal de l'Ourcq, Laumière, Armand-Carel Mairie du 19è, . - Vers Porte de Montmartre : Damrémont-Orderner, Pelleport-Belleville, Borrégo. - Vers Gambetta : Évangile - Aubervilliers, Rosa Parks-Curial, Corentin Cariou, Manin, Place des Fêtes. - Amplitudes horaires : La ligne fonctionne du lundi au samedi de 5 h 55 à 0 h 35 et les dimanches et fêtes à partir de 6 h 20 environ. - Date de dernière mise à jour : 4 janvier 2025. |                                                                     |                                                                     |                                                                     |                                                                     |                                                                     |                                                                     |                                                                     |                                                                     |
| 60    | Dernière actualisation : — |                                                                     |                                                                     |                                                                     |                                                                     |                                                                     |                                                                     |                                                                     |                                                                     |
| 61    | Place d'Italie ⥋ Église de Pantin | Place d'Italie ⥋ Église de Pantin                                   | Place d'Italie ⥋ Église de Pantin                                   | Place d'Italie ⥋ Église de Pantin                                   | Place d'Italie ⥋ Église de Pantin                                   | Place d'Italie ⥋ Église de Pantin                                   | Place d'Italie ⥋ Église de Pantin                                   | Place d'Italie ⥋ Église de Pantin                                   | Place d'Italie ⥋ Église de Pantin                                   |
| 61    | Ouverture / Fermeture 20 novembre 1950 / — | Longueur 11,80 km                                                   | Durée —                                                             | Nb. d’arrêts 47                                                     | Matériel Citelis 12 Urbanway 12 GNV                                 | Jours de fonctionnement L, Ma, Me, J, V, S, D                       | Jour / Soir / Nuit / Fêtes O / O / N / O                            | Voy. / an 3,26 millions (2021)                                      | Centre-bus Flandre                                                  |
| 61    | Desserte : - Villes et lieux desservis : Paris (Place d'Italie, Mairie du XIIIe arrondissement, Boulevard Vincent-Auriol, Cité de la mode et du design, Gare d'Austerlitz, Jardin des Plantes, Hôpital de la Salpêtrière, Maison de la RATP, Gare de Lyon, Église Saint-Antoine-des-Quinze-Vingts, Hôpital des Quinze-Vingts, Mairie du 11e arrondissement, Square de la Roquette, Hôpital Mont-Louis, Place Léon-Blum, Cimetière du Père-Lachaise, Mairie du 20e arrondissement, Hôpital Tenon, Avenue Gambetta, Porte de Ménilmontant, Porte des Lilas), Le Pré-Saint-Gervais (Centre commercial Babylone, Stade Léo-Lagrange, Cimetière), Pantin (La Seigneurie, Stade Charles-Auray, Parc Henri-Barbusse, Marché, Église Saint-Germain). - Stations et gares desservies : Place d'Italie, Nationale, Chevaleret, Quai de la Gare, Paris-Austerlitz, Quai de la Rapée, Paris-Gare-de-Lyon, Ledru-Rollin, Voltaire, Père Lachaise, Gambetta, Pelleport, Saint-Fargeau, Adrienne Bolland (T3b), Porte des Lilas, Église de Pantin. |                                                                     |                                                                     |                                                                     |                                                                     |                                                                     |                                                                     |                                                                     |                                                                     |
| 61    | Autre : - Zones traversées : 1 et 2. - Arrêts non accessibles aux UFR : Place d'Italie - Auriol, Nationale vers Place d'Italie, Quai de la Gare vers Place d'Italie, Quai d'Austerlitz vers Place d'Italie, Gare d'Austerlitz - Cour Seine, Gare de Lyon - Diderot vers Place d'Italie, Daumesnil - Diderot vers Pantin, Roquette - Père Lachaise vers Pantin, Muriers vers Pantin, Porte des Lilas Gambetta, Jean Jaurès - Belvédère vers Place d'Italie, Place Séverine, Jean Jaurès. - Amplitudes horaires : La ligne fonctionne du lundi au samedi de 5 h 30 à 0 h 40 et les dimanches et fêtes à partir de 6 h 30. - Date de dernière mise à jour : 15 juin 2025. |                                                                     |                                                                     |                                                                     |                                                                     |                                                                     |                                                                     |                                                                     |                                                                     |
| 61    | Dernière actualisation : — |                                                                     |                                                                     |                                                                     |                                                                     |                                                                     |                                                                     |                                                                     |                                                                     |
| 62    | Porte de Saint-Cloud ⥋ Porte de France | Porte de Saint-Cloud ⥋ Porte de France                              | Porte de Saint-Cloud ⥋ Porte de France                              | Porte de Saint-Cloud ⥋ Porte de France                              | Porte de Saint-Cloud ⥋ Porte de France                              | Porte de Saint-Cloud ⥋ Porte de France                              | Porte de Saint-Cloud ⥋ Porte de France                              | Porte de Saint-Cloud ⥋ Porte de France                              | Porte de Saint-Cloud ⥋ Porte de France                              |
| 62    | Ouverture / Fermeture 8 avril 1946 / — | Longueur 11,90 km                                                   | Durée 64 min                                                        | Nb. d’arrêts 43                                                     | Matériel Urbanway 18 Hybride                                        | Jours de fonctionnement L, Ma, Me, J, V, S, D                       | Jour / Soir / Nuit / Fêtes O / O / N / O                            | Voy. / an 10,9 millions (2021)                                      | Centre-bus Ivry                                                     |
| 62    | Desserte : - Ville et lieux desservis : Paris (Porte de Saint-Cloud, Parc des Princes, Parc André-Citroën, Quartier de Javel, Hôpital Broussais, Hôpital Saint-Joseph, Hôpital Sainte-Anne, Quartier Olympiades, Université Paris I Tolbiac Mendès-France, Clinique Jeanne-d'Arc, Bibliothèque François-Mitterrand). - Stations et gares desservies : Porte de Saint-Cloud, Exelmans, Michel-Ange - Molitor, Michel-Ange - Auteuil, Église d'Auteuil, Mirabeau, Javel, Javel - André Citroën, Boucicaut, Convention, Plaisance, Alésia, Tolbiac, Olympiades, Bibliothèque François-Mitterrand, Avenue de France (T3a, depuis l'arrêt Porte de France). |                                                                     |                                                                     |                                                                     |                                                                     |                                                                     |                                                                     |                                                                     |                                                                     |
| 62    | Autre : - Zone traversée : 1. - Arrêts non accessibles aux UFR : Porte de Saint-Cloud, La Tombe Issoire, Bobillot - Tolbiac. - Vers Porte de Saint-Cloud : Alésia - Général Leclerc. - Vers Porte de France : Convention-Saint-Charles, Convention-Lecourbe, Brancion-Vouillé, Italie Tolbiac, Patay-Tolbiac, Bibliothèque-Chevaleret, Bibliothèque-Rue Mann. - Amplitudes horaires : La ligne fonctionne du lundi au samedi de 5 h 50 à 0 h 30 du matin environ et les dimanches et fêtes à partir de 7 h. - Date de dernière mise à jour : 9 juin 2024. |                                                                     |                                                                     |                                                                     |                                                                     |                                                                     |                                                                     |                                                                     |                                                                     |
| 62    | Dernière actualisation : — |                                                                     |                                                                     |                                                                     |                                                                     |                                                                     |                                                                     |                                                                     |                                                                     |
| 63    | Jardin d'Acclimatation / Porte de la Muette ⥋ Gare de Lyon | Jardin d'Acclimatation / Porte de la Muette ⥋ Gare de Lyon          | Jardin d'Acclimatation / Porte de la Muette ⥋ Gare de Lyon          | Jardin d'Acclimatation / Porte de la Muette ⥋ Gare de Lyon          | Jardin d'Acclimatation / Porte de la Muette ⥋ Gare de Lyon          | Jardin d'Acclimatation / Porte de la Muette ⥋ Gare de Lyon          | Jardin d'Acclimatation / Porte de la Muette ⥋ Gare de Lyon          | Jardin d'Acclimatation / Porte de la Muette ⥋ Gare de Lyon          | Jardin d'Acclimatation / Porte de la Muette ⥋ Gare de Lyon          |
| 63    | Ouverture / Fermeture 31 mai 1948 / — | Longueur 11,40 km                                                   | Durée 55 min                                                        | Nb. d’arrêts 41 45                                                  | Matériel GX 337 ELEC                                                | Jours de fonctionnement L, Ma, Me, J, V, S, D                       | Jour / Soir / Nuit / Fêtes O / O / N / O                            | Voy. / an 2,83 millions (2021)                                      | Centre-bus Lebrun                                                   |
| 63    | Desserte : - Ville et lieux desservis : Paris (Jardin d'acclimatation, Fondation Louis Vuitton, Porte de la Muette, Mairie du 16e arrondissement, Cimetière de Passy, Palais de Chaillot, Musée d'Art moderne de Paris, Palais de Tokyo, Pont de l'Alma, Pont des Invalides, Pont Alexandre-III, Esplanade des Invalides, Ministère de l'Europe et des Affaires étrangères, Assemblée Nationale, Mairie du 7e arrondissement, Ministère des Armées, Le Bon Marché, Mairie du 6e arrondissement, Église Saint-Germain-des-Prés, Église Saint-Sulpice, Faculté de médecine de Paris, Ministère de la recherche, Boulevard Saint-Germain, Université Paris-Sorbonne, Collège de France, Campus Pierre-et-Marie-Curie, Institut du monde arabe, Jardin des Plantes, Gare d'Austerlitz, Hôpital de la Salpêtrière, Maison de la RATP, Gare de Lyon). - Stations et gares desservies : Avenue Henri-Martin, Rue de la Pompe, Trocadéro, Iéna, Alma - Marceau, Pont de l'Alma, Invalides, Invalides, Assemblée nationale, Solférino, Rue du Bac, Sèvres - Babylone, Saint-Sulpice, Saint-Germain-des-Prés, Mabillon, Odéon, Cluny - La Sorbonne, Maubert - Mutualité, Gare d'Austerlitz, Paris-Austerlitz, Quai de la Rapée depuis l'arrêt Pont d'Austerlitz - Quai de la Rapée, Gare de Lyon, Paris-Gare-de-Lyon. |                                                                     |                                                                     |                                                                     |                                                                     |                                                                     |                                                                     |                                                                     |                                                                     |
| 63    | Autre : - Zones traversées : 1 et 2. - Arrêts non accessibles aux UFR : Jardin d'Acclimatation, Porte Dauphine, Porte de la Muette - Octave Feuillet vers Porte de la Muette, Iéna vers Gare de Lyon, Jean Nicot - Eglise Américaine vers Gare de Lyon, Pont de la Concorde, Assemblée Nationale, Lille-Université vers Porte de la Muette, Sèvres Babylone, Seine Buci, Cuvier vers Porte de la Muette, Gare d'Austerlitz - Cour Seine et Van Gogh - Amplitudes horaires : La ligne fonctionne du lundi au samedi de 6 h 30 à 0 h 45 du matin environ et les dimanches et fêtes à partir de 7 h 30. - Particularités : - En semaine, aux heures de pointe, des navettes renforcent la desserte entre Gare de Lyon et Université Paris 6. - Le week-end, les jours fériés et pendant les vacances scolaires uniquement, l'itinéraire est prolongé au-delà de Porte de la Muette jusqu'à Jardin d'acclimatation. - L'itinéraire de cette ligne suit à peu près le tracé de l'ancienne ligne 19 du tramway de Paris. - Date de dernière mise à jour : 15 juin 2025. |                                                                     |                                                                     |                                                                     |                                                                     |                                                                     |                                                                     |                                                                     |                                                                     |
| 63    | Dernière actualisation : — |                                                                     |                                                                     |                                                                     |                                                                     |                                                                     |                                                                     |                                                                     |                                                                     |
| 64    | Porte des Lilas ⥋ Denfert-Rochereau | Porte des Lilas ⥋ Denfert-Rochereau                                 | Porte des Lilas ⥋ Denfert-Rochereau                                 | Porte des Lilas ⥋ Denfert-Rochereau                                 | Porte des Lilas ⥋ Denfert-Rochereau                                 | Porte des Lilas ⥋ Denfert-Rochereau                                 | Porte des Lilas ⥋ Denfert-Rochereau                                 | Porte des Lilas ⥋ Denfert-Rochereau                                 | Porte des Lilas ⥋ Denfert-Rochereau                                 |
| 64    | Ouverture / Fermeture 23 avril 2007 / — | Longueur 11,40 km                                                   | Durée 54-74 min                                                     | Nb. d’arrêts 36                                                     | Matériel Aptis                                                      | Jours de fonctionnement L, Ma, Me, J, V, S, D                       | Jour / Soir / Nuit / Fêtes O / O / N / O                            | Voy. / an 5,77 millions (2021)                                      | Dépôt Lagny                                                         |
| 64    | Desserte : - Ville et lieux desservis : Paris (Porte des Lilas, Piscine des Tourelles, Place Gambetta, Mairie du 20e arrondissement, Hôpital Tenon, Square Édouard-Vaillant, Cimetière du Père-Lachaise, Cimetière de Charonne, Hôpital de la Croix Saint-Simon, Centre-bus RATP de Lagny, Cours de Vincennes, Hôpital Armand-Trousseau, Coulée verte René-Dumont, Place Félix-Éboué, Square Georges-Contenot, Église Notre-Dame-de-la-Nativité de Bercy, Parc de Bercy, Jardin Yitzhak-Rabin, Pont de Tolbiac, Jardin Georges-Duhamel, Bibliothèque François-Mitterrand, Lycée Jean-Lurçat, Stade Ch.-Moureu, Lycée Claude-Monet, Lycée Gabriel-Fauré, Parc de Choisy, Institut dentaire George-Eastman, Centre commercial Italie Deux, Place d'Italie, Mairie du 13e arrondissement, Centre hospitalier Sainte-Anne, Place Denfert-Rochereau, Catacombes de Paris). - Stations et gares desservies : Porte des Lilas, Saint-Fargeau, Pelleport, Gambetta, Maraîchers, Porte de Vincennes (depuis l’arrêt Cours de Vincennes), Bel-Air à proximité, Daumesnil, Cour Saint-Émilion à distance, Bibliothèque François-Mitterrand, Olympiades, Place d'Italie, Corvisart, Glacière, Saint-Jacques, Denfert-Rochereau (RER), Denfert-Rochereau.                                                                |                                                                     |                                                                     |                                                                     |                                                                     |                                                                     |                                                                     |                                                                     |                                                                     |
| 64    | Autre : - Zone traversée : 1. - Arrêt non accessible aux UFR : Piscine des Tourelles, Corvisart, Glacière - Auguste Blanqui, Ramus, Parc de Bercy, Place d'Italie - Choisy, Place d'Italie - Blanqui vers Porte des Lilas, Hopital Trousseau, Louis Braille, Daumesnil - Félix Eboué et Dareau - Saint Jacques vers Denfert Rochereau, Parc de Bercy, vers Porte des Lilas. - Amplitudes horaires : La ligne fonctionne du lundi au vendredi de 5 h 45 à 1 h 10 du matin, le samedi à partir de 6 h 30 et les dimanches et fêtes à partir de 7 h 20. - Date de dernière mise à jour : 17 décembre 2024. |                                                                     |                                                                     |                                                                     |                                                                     |                                                                     |                                                                     |                                                                     |                                                                     |
| 64    | Dernière actualisation : — |                                                                     |                                                                     |                                                                     |                                                                     |                                                                     |                                                                     |                                                                     |                                                                     |
| 66    | Saint-Ouen - Les Docks ⥋ Opéra | Saint-Ouen - Les Docks ⥋ Opéra                                      | Saint-Ouen - Les Docks ⥋ Opéra                                      | Saint-Ouen - Les Docks ⥋ Opéra                                      | Saint-Ouen - Les Docks ⥋ Opéra                                      | Saint-Ouen - Les Docks ⥋ Opéra                                      | Saint-Ouen - Les Docks ⥋ Opéra                                      | Saint-Ouen - Les Docks ⥋ Opéra                                      | Saint-Ouen - Les Docks ⥋ Opéra                                      |
| 66    | Ouverture / Fermeture 20 mai 1946 / — | Longueur —                                                          | Durée 30 à 45 min                                                   | Nb. d’arrêts 31                                                     | Matériel GX 137 L ELEC                                              | Jours de fonctionnement L, Ma, Me, J, V, S, D                       | Jour / Soir / Nuit / Fêtes O / O / N / O                            | Voy. / an 1,83 millions (2021)                                      | Centre-bus Pleyel                                                   |
| 66    | Desserte : - Villes et lieux desservis : Saint-Ouen-sur-Seine (Conseil régional d'Île-de-France, Grand Parc des Docks), Clichy, Paris (Cimetière des Batignolles, Square Émile-Borel, Stade Max-Rousié, Porte Pouchet, Lycée Honoré-de-Balzac, École nationale de commerce, Square des Batignolles, Mairie du 17e arrondissement, Institut universitaire de formation des maîtres, Place de l'Europe, Lycée Racine, Gare Saint-Lazare, Lycée Condorcet, Place de l'Opéra, Opéra Garnier). - Stations et gares desservies : Saint-Ouen, Épinettes-Pouchet (T3b) Pont-Cardinet, Rome, Europe, Paris-Saint-Lazare, Haussmann - Saint-Lazare, Havre - Caumartin, Auber, Opéra. |                                                                     |                                                                     |                                                                     |                                                                     |                                                                     |                                                                     |                                                                     |                                                                     |
| 66    | Autre : - Zones traversées : 1 et 2. - Arrêts non accessibles aux UFR : Saint-Ouen Les Docks, Parvis des Bateliers, Capitaine Glarner vers Opéra, Saint-Ouen RER, Victor Hugo - Sanzillon vers Saint-Ouen, Général Leclerc - Victor Hugo vers Opéra, Épinettes - Pouchet vers Opéra, Parc Martin Luther King vers Saint-Ouen, Pont Cardinet - Batignolles, lobligeois, La Condamine - Mairie du 17è, Rome Batignolles, Mairie du 17è, Boulevard des Batignolles, Bucarest, Europe vers Saint Ouen, Gluck Haussmann. - Amplitudes horaires : La ligne fonctionne du lundi au samedi de 5 h 35 à 0 h et les dimanches et fêtes à partir de 7 h 10. - Date de dernière mise à jour : 22 juillet 2025. |                                                                     |                                                                     |                                                                     |                                                                     |                                                                     |                                                                     |                                                                     |                                                                     |
| 66    | Dernière actualisation : — |                                                                     |                                                                     |                                                                     |                                                                     |                                                                     |                                                                     |                                                                     |                                                                     |
| 67    | Palais-Royal - Musée du Louvre ⥋ Stade Charléty - Porte de Gentilly | Palais-Royal - Musée du Louvre ⥋ Stade Charléty - Porte de Gentilly | Palais-Royal - Musée du Louvre ⥋ Stade Charléty - Porte de Gentilly | Palais-Royal - Musée du Louvre ⥋ Stade Charléty - Porte de Gentilly | Palais-Royal - Musée du Louvre ⥋ Stade Charléty - Porte de Gentilly | Palais-Royal - Musée du Louvre ⥋ Stade Charléty - Porte de Gentilly | Palais-Royal - Musée du Louvre ⥋ Stade Charléty - Porte de Gentilly | Palais-Royal - Musée du Louvre ⥋ Stade Charléty - Porte de Gentilly | Palais-Royal - Musée du Louvre ⥋ Stade Charléty - Porte de Gentilly |
| 67    | Ouverture / Fermeture 11 juin 1946 / — | Longueur 6,87 km                                                    | Durée 30 à 45 min                                                   | Nb. d’arrêts 29                                                     | Matériel GX 337 SE Urbanway 12 Hybride                              | Jours de fonctionnement L, Ma, Me, J, V, S, D                       | Jour / Soir / Nuit / Fêtes O / O / N / O                            | Voy. / an 1,38 millions (2021)                                      | Centre-bus Corentin                                                 |
| 67    | Desserte : - Ville et lieux desservis : Paris (Jardin du Carrousel, Musée du Louvre, Forum des Halles, Pont Neuf, Place du Châtelet, Rue de Rivoli, Hôtel de ville, Mairie du 4e arrondissement, Pont Marie, Île Saint-Louis, Quai de la Tournelle, Institut du monde arabe, Campus Pierre-et-Marie-Curie, Arènes de Lutèce, Jardin des Plantes, Université Sorbonne-Nouvelle, Gare d'Austerlitz, Hôpital de la Pitié-Salpêtrière, Mairie du 13e arrondissement, Place d'Italie, Hôpital privé des Peupliers, Place de Rungis, Cité Universitaire, Stade Charléty, Porte de Gentilly). - Stations et gares desservies : Palais-Royal - Musée du Louvre, Louvre - Rivoli, Châtelet - Les Halles à distance, Les Halles à distance, Pont-Neuf, Châtelet, Hôtel de Ville, Pont Marie, Sully - Morland, Jussieu, Campo-Formio, Place d'Italie, Stade Charléty (T3a), Cité universitaire (à proximité). |                                                                     |                                                                     |                                                                     |                                                                     |                                                                     |                                                                     |                                                                     |                                                                     |
| 67    | Autre : - Zone traversée : 1. - Arrêts non accessibles aux UFR : Palais Royal - Musée du Louvre, Louvre Rivoli vers Stade Charléty, Jussieu vers Stade Charléty, Cuvier - Jardin des Plantes vers Stade Charléty et Moulin des Prés. - Amplitudes horaires : La ligne fonctionne du lundi au samedi de 6 h 15 à 1 h du matin environ et les dimanches et fêtes à partir de 6 h 45. - Date de dernière mise à jour : 17 décembre 2024. |                                                                     |                                                                     |                                                                     |                                                                     |                                                                     |                                                                     |                                                                     |                                                                     |
| 67    | Dernière actualisation : — |                                                                     |                                                                     |                                                                     |                                                                     |                                                                     |                                                                     |                                                                     |                                                                     |
| 68    | Place de Clichy ⥋ Châtillon - Montrouge | Place de Clichy ⥋ Châtillon - Montrouge                             | Place de Clichy ⥋ Châtillon - Montrouge                             | Place de Clichy ⥋ Châtillon - Montrouge                             | Place de Clichy ⥋ Châtillon - Montrouge                             | Place de Clichy ⥋ Châtillon - Montrouge                             | Place de Clichy ⥋ Châtillon - Montrouge                             | Place de Clichy ⥋ Châtillon - Montrouge                             | Place de Clichy ⥋ Châtillon - Montrouge                             |
| 68    | Ouverture / Fermeture 11 mars 1946 / — | Longueur —                                                          | Durée 50 à 60 min                                                   | Nb. d’arrêts 44                                                     | Matériel Citelis 12 GX 337 ELEC ie bus 12                           | Jours de fonctionnement L, Ma, Me, J, V, S, D                       | Jour / Soir / Nuit / Fêtes O / O / N / O                            | Voy. / an 3,65 millions (2021)                                      | Centre-bus Malakoff                                                 |
| 68    | Desserte : - Villes et lieux desservis : Paris (Place de Clichy, Église de la Sainte-Trinité, Place de l'Opéra, Opéra Garnier, Église Saint-Roch, Palais-Royal, Jardin du Palais-Royal, Musée du Louvre, Jardin des Tuileries, Pont Royal, Musée d'Orsay, Rue du Bac, Le Bon Marché, Rue de Rennes, Cimetière du Montparnasse, Place Denfert-Rochereau, Porte d'Orléans, Cimetière de Montrouge), Montrouge (Mairie), Bagneux (Cimetière parisien de Bagneux). - Stations et gares desservies : Place de Clichy, Liège, Blanche, Trinité - d'Estienne d'Orves, Chaussée d'Antin - La Fayette, Auber, Opéra, Pyramides, Palais-Royal - Musée du Louvre, Musée d'Orsay, Solférino, Rue du Bac, Sèvres - Babylone, Rennes, Notre-Dame-des-Champs, Vavin, Raspail, Denfert-Rochereau, Denfert-Rochereau (RER), Mouton-Duvernet, Alésia, Porte d'Orléans, Mairie de Montrouge, Châtillon - Montrouge. |                                                                     |                                                                     |                                                                     |                                                                     |                                                                     |                                                                     |                                                                     |                                                                     |
| 68    | Autre : - Zones traversées : 1 et 2. - Arrêts non accessibles aux UFR : Blanche, Blanche - Calais, Liège, Trinité, Haussmann-Mogador, Pyramide-Saint Honoré, Sèvres Babylone vers Chatillon-Montrouge, Rennes-Raspail vers Place de Clichy, Vavin vers Place de Clichy, Alésia-Général Leclerc, Porte d'Orléans et Porte d'Orléans-Ernest Reyer vers Place de Clichy, Mairie de Montrouge vers Place de Clichy, Verdier - République. - Amplitudes horaires : La ligne fonctionne du lundi au samedi de 5 h 30 à 1 h 15 du matin et les dimanches et fêtes à partir de 6 h 30. - Date de dernière mise à jour : 4 janvier 2025. |                                                                     |                                                                     |                                                                     |                                                                     |                                                                     |                                                                     |                                                                     |                                                                     |
| 68    | Dernière actualisation : — |                                                                     |                                                                     |                                                                     |                                                                     |                                                                     |                                                                     |                                                                     |                                                                     |
| 69    | Champ-de-Mars ⥋ Gambetta - Japon | Champ-de-Mars ⥋ Gambetta - Japon                                    | Champ-de-Mars ⥋ Gambetta - Japon                                    | Champ-de-Mars ⥋ Gambetta - Japon                                    | Champ-de-Mars ⥋ Gambetta - Japon                                    | Champ-de-Mars ⥋ Gambetta - Japon                                    | Champ-de-Mars ⥋ Gambetta - Japon                                    | Champ-de-Mars ⥋ Gambetta - Japon                                    | Champ-de-Mars ⥋ Gambetta - Japon                                    |
| 69    | Ouverture / Fermeture 7 octobre 1946 / — | Longueur —                                                          | Durée —                                                             | Nb. d’arrêts 48                                                     | Matériel Bluebus 12m Bluebus 12 Facelift                            | Jours de fonctionnement L, Ma, Me, J, V, S, D                       | Jour / Soir / Nuit / Fêtes O / O / N / O                            | Voy. / an 2,06 millions (2021)                                      | Centre-bus Lagny                                                    |
| 69    | Desserte : - Ville et lieux desservis : Paris (Champ-de-Mars, Esplanade des Invalides, Musée Rodin, Mairie du 7e arrondissement, Boulevard Saint-Germain, Université Paris V, Musée d'Orsay, Jardin des Tuileries, Musée du Louvre, Palais-Royal, Place du Palais-Royal, Rue de Rivoli, Quai du Louvre, Pont Neuf, Forum des Halles, Place du Châtelet, Hôtel de Ville, Mairie du 4e arrondissement, Centre national d'art et de culture Georges-Pompidou, Église Saint-Gervais-Saint-Protais de Paris, Rue Saint-Antoine, Place de la Bastille, Opéra Bastille, Rue de la Roquette, Rue du Chemin-Vert, Place Léon-Blum, Mairie du 11e arrondissement, Cimetière du Père-Lachaise, Place Gambetta). - Stations et gares desservies : La Tour-Maubourg, Varenne à distance, Solférino, Rue du Bac, Musée d'Orsay, Palais-Royal - Musée du Louvre, Louvre - Rivoli, Pont-Neuf, Châtelet, Châtelet - Les Halles à distance, Les Halles à distance, Hôtel de Ville, Saint-Paul, Bastille, Chemin Vert, Bréguet - Sabin, Voltaire, Père Lachaise, Gambetta. |                                                                     |                                                                     |                                                                     |                                                                     |                                                                     |                                                                     |                                                                     |                                                                     |
| 69    | Autre : - Zone traversée : 1. - Arrêts non accessibles aux UFR : Champ de Mars (arrêt départ), Rapp-La Bourdonnais, Saint-Pierre du Gros Caillou vers Champ de Mars, Bourgogne vers Gambetta, Solférino - Bellechasse vers Gambetta, Quai François Mitterrand, Palais Royal-Musée du Louvre, Pont des Arts, Louvre - Rivoli, Châtelet-Quai de Gesvres, Rue de Jouy, Birague vers Champ de Mars, Bastille-Rue Saint Antoine vers Champ de Mars, Bastille-Roquette, Popincourt vers Champ de Mars, Roquette-Père Lachaise, Folie-Régnault - Chemin Vert vers Champ de Mars, Mûriers, Martin Nadaud vers Champ de Mars. - Amplitudes horaires : La ligne fonctionne du lundi au samedi de 6 h 5 à 22 h 35 et les dimanches et fêtes à partir de 6 h 50. - Date de dernière mise à jour : 15 juin 2025. |                                                                     |                                                                     |                                                                     |                                                                     |                                                                     |                                                                     |                                                                     |                                                                     |
| 69    | Dernière actualisation : — |                                                                     |                                                                     |                                                                     |                                                                     |                                                                     |                                                                     |                                                                     |                                                                     |

## Lignes 70 à 79
| Ligne | Caractéristiques | Caractéristiques                                        | Caractéristiques                                        | Caractéristiques                                        | Caractéristiques                                        | Caractéristiques                                        | Caractéristiques                                        | Caractéristiques                                        | Caractéristiques                                        |
| 70    | Suresnes - De Gaulle / Porte de Passy ⥋ Hôtel de Ville | Suresnes - De Gaulle / Porte de Passy ⥋ Hôtel de Ville  | Suresnes - De Gaulle / Porte de Passy ⥋ Hôtel de Ville  | Suresnes - De Gaulle / Porte de Passy ⥋ Hôtel de Ville  | Suresnes - De Gaulle / Porte de Passy ⥋ Hôtel de Ville  | Suresnes - De Gaulle / Porte de Passy ⥋ Hôtel de Ville  | Suresnes - De Gaulle / Porte de Passy ⥋ Hôtel de Ville  | Suresnes - De Gaulle / Porte de Passy ⥋ Hôtel de Ville  | Suresnes - De Gaulle / Porte de Passy ⥋ Hôtel de Ville  |
| ----- | --- | ------------------------------------------------------- | ------------------------------------------------------- | ------------------------------------------------------- | ------------------------------------------------------- | ------------------------------------------------------- | ------------------------------------------------------- | ------------------------------------------------------- | ------------------------------------------------------- |
| 70    | Ouverture / Fermeture 24 février 1964 / — | Longueur 14,60 km                                       | Durée 57-82 min                                         | Nb. d’arrêts 49 40                                      | Matériel Citelis Line Urbanway 12 Hybride               | Jours de fonctionnement L, Ma, Me, J, V, S, D           | Jour / Soir / Nuit / Fêtes O / O / N / O                | Voy. / an 2,78 millions (2021)                          | Centre-bus Croix-Nivert                                 |
| 70    | Desserte : - Ville et lieux desservis : Suresnes (mairie), Paris (Bois de Boulogne, Maison de la Radio et de la Musique, Pont de Grenelle, Allée des Cygnes, Place Charles-Michels, Square Violet, Square Saint-Lambert, Mairie du 15e arrondissement, Institut Pasteur, Lycée Buffon, Hôpital Necker-Enfants malades, Le Bon Marché, Rue Saint-Placide, Rue du Bac, Place Michel-Debré, Mairie du 6e arrondissement, Église Saint-Sulpice, Théâtre de l'Odéon, Université Paris-Descartes, Pont Neuf, Mairie du 1er arrondissement, Place du Châtelet, Forum des Halles et Hôtel de ville). - Stations et gares desservies : Suresnes-Mont-Valérien (depuis l'arrêt Suresnes - De Gaulle), Suresnes - Longchamp (T2, depuis l'arrêt Suresnes - De Gaulle), La Muette, Boulainvilliers, Ranelagh, Charles Michels, Commerce, Félix Faure, Vaugirard, Volontaires, Pasteur, Sèvres-Lecourbe, Duroc, Vaneau, Sèvres - Babylone, Saint-Sulpice, Mabillon, Odéon, Saint-Michel - Notre-Dame, Cité, Pont-Neuf, Châtelet, Châtelet - Les Halles, Hôtel de Ville |                                                         |                                                         |                                                         |                                                         |                                                         |                                                         |                                                         |                                                         |
| 70    | Autre : - Zones traversées : 1 à 3. - Arrêts non accessibles aux UFR : Mairie de Suresnes, Henri IV, Allée de l'Espérance vers Suresnes, Porte de Passy vers Suresnes, Péclet et Mairie du 15è vers Hôtel de Ville, Sèvres-Babylone, Seine-Buci, Mazarine, Pont Neuf-Quai des Grands Augustins vers Suresnes, Saint-Michel. - Amplitudes horaires : La ligne fonctionne du lundi au samedi de 6 h 10 à 1 h du matin environ et les dimanches et fêtes à partir de 7 h 30. - Particularités : Les samedis, dimanches & fêtes, le tronçon Suresnes - De Gaulle ↔ Porte de Passy n'est pas desservi en raison de l'opération Paris Respire. - Date de dernière mise à jour : 3 mars 2025. |                                                         |                                                         |                                                         |                                                         |                                                         |                                                         |                                                         |                                                         |
| 70    | Dernière actualisation : — |                                                         |                                                         |                                                         |                                                         |                                                         |                                                         |                                                         |                                                         |
| 71    | Porte de la Villette ⥋ Bibliothèque François Mitterrand | Porte de la Villette ⥋ Bibliothèque François Mitterrand | Porte de la Villette ⥋ Bibliothèque François Mitterrand | Porte de la Villette ⥋ Bibliothèque François Mitterrand | Porte de la Villette ⥋ Bibliothèque François Mitterrand | Porte de la Villette ⥋ Bibliothèque François Mitterrand | Porte de la Villette ⥋ Bibliothèque François Mitterrand | Porte de la Villette ⥋ Bibliothèque François Mitterrand | Porte de la Villette ⥋ Bibliothèque François Mitterrand |
| 71    | Ouverture / Fermeture 20 avril 2019 / — | Longueur 12,50 km                                       | Durée 60-70 min                                         | Nb. d’arrêts 40                                         | Matériel Urbanway 12 Hybride Bluebus 12 Facelift        | Jours de fonctionnement L, Ma, Me, J, V, S, D           | Jour / Soir / Nuit / Fêtes O / O / N / O                | Voy. / an 3,31 millions (2021)                          | Centre-bus Lagny                                        |
| 71    | Desserte : - Ville et lieux desservis : Paris (Cité des Sciences et de l'Industrie, Parc de la Villette, Canal de l'Ourcq, Parc des Buttes-Chaumont, Quartier de Belleville, Cimetière du Père-Lachaise, Place de la Nation, Hôpital Rothschild, Place Félix-Eboué, Ministère de l'Economie et des Finances, Palais omnisports de Paris-Bercy, Bibliothèque François-Mitterrand, Université Paris-Diderot). - Stations et gares desservies : Porte de la Villette, Ourcq, Botzaris, Buttes Chaumont, Pyrénées, Belleville, Couronnes, Ménilmontant, Père Lachaise, Philippe Auguste, Nation, Daumesnil, Dugommier, Bercy, Quai de la Gare, Bibliothèque François-Mitterrand (métro), Bibliothèque François-Mitterrand (RER), Avenue de France (T3a) (à distance). |                                                         |                                                         |                                                         |                                                         |                                                         |                                                         |                                                         |                                                         |
| 71    | Autre : - Zone traversée : 1. - Arrêts non accessibles aux UFR : Canal de l'Ourcq, Manin vers Bibliothèque François Mitterrand, Alouettes, Buttes Chaumont et Pyrénées - Belleville vers Porte de la Villette, Julien Lacroix, Ramponneau, Couronnes et Ménilmontant - Nanettes vers Porte de la Villette, Père Lachaise, Roquette - Père Lachaise et Daumesnil - Félix Eboué vers Bibliothèque François Mitterrand. - Amplitudes horaires : La ligne fonctionne du lundi au vendredi de 5 h 40 à 0 h 30 du matin, le samedi à partir de 6 h 30 et les dimanches et fêtes à partir de 7 h. - Date de dernière mise à jour : 22 juillet 2025. |                                                         |                                                         |                                                         |                                                         |                                                         |                                                         |                                                         |                                                         |
| 71    | Dernière actualisation : — |                                                         |                                                         |                                                         |                                                         |                                                         |                                                         |                                                         |                                                         |
| 72    | Parc de Saint-Cloud ⥋ Gare de Lyon | Parc de Saint-Cloud ⥋ Gare de Lyon                      | Parc de Saint-Cloud ⥋ Gare de Lyon                      | Parc de Saint-Cloud ⥋ Gare de Lyon                      | Parc de Saint-Cloud ⥋ Gare de Lyon                      | Parc de Saint-Cloud ⥋ Gare de Lyon                      | Parc de Saint-Cloud ⥋ Gare de Lyon                      | Parc de Saint-Cloud ⥋ Gare de Lyon                      | Parc de Saint-Cloud ⥋ Gare de Lyon                      |
| 72    | Ouverture / Fermeture 23 octobre 1944 / — | Longueur 14,14 km                                       | Durée 66 min                                            | Nb. d’arrêts 49                                         | Matériel GX 337 Hybride Citelis 12                      | Jours de fonctionnement L, Ma, Me, J, V, S, D           | Jour / Soir / Nuit / Fêtes O / O / N / O                | Voy. / an 4 millions (2021)                             | Centre-bus Point-du-Jour Lagny                          |
| 72    | Desserte : - Villes et lieux desservis : Saint-Cloud (Parc de Saint-Cloud), Boulogne-Billancourt (Stade Alphonse-Le Gallo, Rond-point Rhin-et-Danube, Cimetière), Paris (Porte de Saint-Cloud, Parc des Princes, Stade Jean-Bouin, Hôpital Henry-Dunant, Institut universitaire de technologie de l'université de Paris, Hôpital Sainte-Périne, Avenue de Versailles, Pont Mirabeau, Pont de Grenelle, Maison de la Radio et de la Musique, Pont de Bir-Hakeim, Avenue du Président-Kennedy, Pont d'Iéna, Tour Eiffel par Pont d'Iéna, Palais de Chaillot, Place de Varsovie, Jardins du Trocadéro, Palais de Tokyo, Musée d'Art moderne de Paris, Palais de la découverte, Grand Palais, Petit Palais, Avenue de New-York, Pont de l'Alma, Pont des Invalides, Pont Alexandre-III, Place de la Concorde, Avenue des Champs-Élysées, Pont de la Concorde, Jardin des Tuileries, Pont Royal, Musée du Louvre, Carrousel du Louvre, Comédie-Française, Palais-Royal, Jardin du Palais-Royal, Pont du Carrousel, Pont des Arts, Pont Neuf, Théâtre de la Ville, Rue de Rivoli, Hôtel de ville de Paris, Pont Marie et Gare de Lyon). - Stations et gares desservies : Parc de Saint-Cloud (T2), Porte de Saint-Cloud, Mirabeau, Avenue du Président Kennedy, Passy, Alma - Marceau, Concorde, Tuileries, Palais-Royal - Musée du Louvre, Louvre - Rivoli, Pont-Neuf, Châtelet, Châtelet - Les Halles, Hôtel de Ville, Pont Marie, Sully - Morland, Quai de la Rapée et Gare de Lyon. |                                                         |                                                         |                                                         |                                                         |                                                         |                                                         |                                                         |                                                         |
| 72    | Autre : - Zones traversées : 1 et 2. - Arrêts non accessibles aux UFR :Porte de Saint-Cloud, Victorien Sardou vers Gare de Lyon, Pont Mirabeau vers Gare de Lyon, Musée d'Art Moderne Palais de Tokyo vers Saint-Cloud, , Passerelle L.S. Senghor, Castiglione, Pyramides-Tuileries, Quai François Mitterrand, Palais Royal-Musée du Louvre, Louvre-Rivoli, Pont des Arts, Châtelet-Quai de Gesvres, Pont Louis Philippe, Sully-Morland vers Gare de Lyon, Pont Charles de Gaulle , Van Gogh et Gare de Lyon (arrêt descente). - Amplitudes horaires : La ligne fonctionne du lundi au samedi de 7 h à 0 h 40 et les dimanches et fêtes à partir de 7 h 30. - Date de dernière mise à jour : 4 août 2024. |                                                         |                                                         |                                                         |                                                         |                                                         |                                                         |                                                         |                                                         |
| 72    | Dernière actualisation : — |                                                         |                                                         |                                                         |                                                         |                                                         |                                                         |                                                         |                                                         |
| 73    | La Garenne-Colombes - Charlebourg ⥋ Musée d'Orsay | La Garenne-Colombes - Charlebourg ⥋ Musée d'Orsay       | La Garenne-Colombes - Charlebourg ⥋ Musée d'Orsay       | La Garenne-Colombes - Charlebourg ⥋ Musée d'Orsay       | La Garenne-Colombes - Charlebourg ⥋ Musée d'Orsay       | La Garenne-Colombes - Charlebourg ⥋ Musée d'Orsay       | La Garenne-Colombes - Charlebourg ⥋ Musée d'Orsay       | La Garenne-Colombes - Charlebourg ⥋ Musée d'Orsay       | La Garenne-Colombes - Charlebourg ⥋ Musée d'Orsay       |
| 73    | Ouverture / Fermeture 5 juillet 1948 / — | Longueur 11 km                                          | Durée 60 min                                            | Nb. d’arrêts 36                                         | Matériel GX 337 Hybride                                 | Jours de fonctionnement L, Ma, Me, J, V, S, D           | Jour / Soir / Nuit / Fêtes O / O / N / O                | Voy. / an 0,81 millions (2021)                          | Centre-bus Charlebourg                                  |
| 73    | Desserte : - Villes et lieux desservis : La Garenne-Colombes (Place de Belgique, Centre-bus RATP de Charlebourg), Courbevoie, Puteaux (Centre d'affaires de La Défense, Arche de la Défense, Centre commercial Les 4 Temps, Centre des nouvelles industries et technologies), Neuilly-sur-Seine (Pont de Neuilly, Mairie, Cimetière), Paris (Porte Maillot, Palais des Congrès, Bois de Boulogne, Arc de triomphe, Place Charles-de-Gaulle, Avenue des Champs-Élysées, Théâtre Marigny, Grand Palais, Petit Palais, Place de la Concorde, Assemblée Nationale, Musée d'Orsay). - Stations et gares desservies : La Garenne-Colombes (à distance), Charlebourg (T2), Faubourg de l'Arche (T2), La Défense, La Défense, Esplanade de la Défense, Pont de Neuilly, Les Sablons, Neuilly - Porte Maillot, Porte Maillot, Argentine, Charles-de-Gaulle - Étoile (RER), Charles de Gaulle - Étoile (métro), George V, Franklin D. Roosevelt, Champs-Élysées - Clemenceau, Concorde, Assemblée nationale, Musée d'Orsay. |                                                         |                                                         |                                                         |                                                         |                                                         |                                                         |                                                         |                                                         |
| 73    | Autre : - Zones traversées : 1 à 3. - Arrêts non accessibles aux UFR : Puvis de Chavannes, Léonard de Vinci, Faubourg de l'Arche, Pont de Neuilly/Pont de Neuilly Métro vers La Garenne-Colombes, Les Graviers, Les Sablons, Marché, Porte Maillot-Grande Armée vers Musée d'Orsay, La Boétie-Champs Elysées, Rond Point des Champs-Elysées vers La Garenne-Colombes, Champs-Elysées Clémenceau vers Musée d'Orsay, Concorde-Cours La Reine, Assemblée Nationale vers Musée d'Orsay. - Amplitudes horaires : La ligne fonctionne du lundi vendredi de 6 h 10 à 0 h 30, le samedi à partir de 6 h 20 et le dimanche à partir de 7 h. - Date de dernière mise à jour : 3 mars 2025. |                                                         |                                                         |                                                         |                                                         |                                                         |                                                         |                                                         |                                                         |
| 73    | Dernière actualisation : — |                                                         |                                                         |                                                         |                                                         |                                                         |                                                         |                                                         |                                                         |
| 74    | Clichy - Berges de Seine ⥋ Châtelet | Clichy - Berges de Seine ⥋ Châtelet                     | Clichy - Berges de Seine ⥋ Châtelet                     | Clichy - Berges de Seine ⥋ Châtelet                     | Clichy - Berges de Seine ⥋ Châtelet                     | Clichy - Berges de Seine ⥋ Châtelet                     | Clichy - Berges de Seine ⥋ Châtelet                     | Clichy - Berges de Seine ⥋ Châtelet                     | Clichy - Berges de Seine ⥋ Châtelet                     |
| 74    | Ouverture / Fermeture 31 décembre 1945, / — | Longueur 8,40 km                                        | Durée 45-65 min                                         | Nb. d’arrêts 38                                         | Matériel GX 337 Hybride GX 337 ELEC                     | Jours de fonctionnement L, Ma, Me, J, V, S, D           | Jour / Soir / Nuit / Fêtes O / O / N / O                | Voy. / an 3,76 millions (2021)                          | Centre-bus Pleyel                                       |
| 74    | Desserte : - Villes et lieux desservis : Clichy (Lycée Newton, Université Sorbonne-Nouvelle, Hôpital Beaujon, Place de la République-François-Mitterrand), Paris (Porte de Clichy, Lycée Honoré-de-Balzac, Place de Clichy, Mairie du 9e arrondissement, Musée Grévin, Bourse de Paris, Bibliothèque nationale de France (site Richelieu), Banque de France, Palais-Royal, Porte du Louvre, Bourse du commerce, Forum des Halles, La Samaritaine, Musée du Louvre, Pont Neuf, Rue de Rivoli, Place du Châtelet, Hôtel de Ville). - Stations et gares desservies : Porte de Clichy, Brochant, La Fourche, Place de Clichy, Blanche, Saint-Georges, Notre-Dame-de-Lorette, Le Peletier, Richelieu - Drouot, Grands Boulevards, Bourse, Sentier, Louvre - Rivoli, Pont-Neuf, Châtelet - Les Halles, Châtelet, Hôtel de Ville. |                                                         |                                                         |                                                         |                                                         |                                                         |                                                         |                                                         |                                                         |
| 74    | Autre : - Zones traversées : 1 et 2. - Arrêts non accessibles aux UFR : Porte de Clichy vers Berges de Seine, La Fourche vers Chatelet, Place de Clichy, Blanche vers Châtelet, Blanche - Calais, Provence - Drouot, Louvre - Rivoli vers Châtelet et Châtelet. - Amplitudes horaires : La ligne fonctionne du lundi au samedi de 5 h 40 à 0 h 45 et les dimanches et fêtes à partir de 6 h 5. - Particularités : Du lundi au samedi à partir de 23 h 15 environ et toute la journée des dimanches et fêtes, la ligne est exploitée uniquement entre Clichy - Berges de Seine et Place de Clichy. - Date de dernière mise à jour : 22 juillet 2025. |                                                         |                                                         |                                                         |                                                         |                                                         |                                                         |                                                         |                                                         |
| 74    | Dernière actualisation : — |                                                         |                                                         |                                                         |                                                         |                                                         |                                                         |                                                         |                                                         |
| 75    | Panthéon ⥋ Porte de Pantin | Panthéon ⥋ Porte de Pantin                              | Panthéon ⥋ Porte de Pantin                              | Panthéon ⥋ Porte de Pantin                              | Panthéon ⥋ Porte de Pantin                              | Panthéon ⥋ Porte de Pantin                              | Panthéon ⥋ Porte de Pantin                              | Panthéon ⥋ Porte de Pantin                              | Panthéon ⥋ Porte de Pantin                              |
| 75    | Ouverture / Fermeture 24 juin 1946 / — | Longueur —                                              | Durée 50 - 65 min                                       | Nb. d’arrêts 48                                         | Matériel GX 337 Hybride                                 | Jours de fonctionnement L, Ma, Me, J, V, S, D           | Jour / Soir / Nuit / Fêtes O / O / N / O                | Voy. / an 3,11 millions (2021)                          | Centre-bus Flandre                                      |
| 75    | Desserte : - Villes et lieux desservis : Paris (Panthéon, Tour Saint-Jacques, Hôtel de ville, Centre national d'art et de culture Georges-Pompidou, Forum des Halles, Archives nationales, Mairie du 3e arrondissement, Square du Temple, Conservatoire national des arts et métiers, Place de la République, Bourse du Travail, Église Saint-Joseph-Artisan, Canal Saint-Martin, Hôpital Saint-Louis, Fondation Adolphe-de-Rothschild, Rue Manin, Parc des Buttes-Chaumont, Mairie du 19e arrondissement, Place Rhin-et-Danube, Cimetière de la Villette, Porte Brunet, Porte Chaumont, Porte de Pantin, Cité de la musique, Parc de la Villette), Le Pré-Saint-Gervais, Pantin. - Stations et gares desservies : Cluny - La Sorbonne, Cardinal Lemoine, Saint-Michel - Notre-Dame, Cité, Hôtel de Ville, Rambuteau, Arts et Métiers, Temple, République, Goncourt, Colonel Fabien, Danube, Hoche, Porte de Pantin. |                                                         |                                                         |                                                         |                                                         |                                                         |                                                         |                                                         |                                                         |
| 75    | Autre : - Zones traversées : 1 et 2. - Arrêt non accessibles aux UFR : Panthéon arrêt terminus, Cardinal Lemoine - Monge, Saint Jacques - Saint Germain, Pont de l'Archevêché, Petit Pont, Cité - Parvis Notre Dame, La Verrerie, Jules Ferry vers Panthéon, Alibert vers Panthéon, Secrétan-Buttes Chaumont vers Panthéon, Armand Carrel - Mairie du 19e vers Porte de Pantin, D'Hauptoul vers Panthéon, Rhin et Danube vers Porte de Pantin, Porte Brunet, Général Cochet, Marseillaise - Progrès, Joineau - Péri, Ferrer Gutenberg, Etienne Marcel, Etienne Marcel - Cornet, Hoche Métro, Petits Pont - Amplitudes horaires : La ligne fonctionne du lundi au samedi de 6 h 5 à 0 h 30 et les dimanches et fêtes à partir de 7 h 15. - Particularités : Depuis le 1er juillet 2013, le service auparavant limité à 22 h 30 a été étendu à 0 h 30 du lundi au dimanche et les premiers départs du samedi s’effectuent aux mêmes heures qu’en semaine. Ce renfort représente 44 courses supplémentaires par semaine. - Date de dernière mise à jour : 10 janvier 2025. |                                                         |                                                         |                                                         |                                                         |                                                         |                                                         |                                                         |                                                         |
| 75    | Dernière actualisation : — |                                                         |                                                         |                                                         |                                                         |                                                         |                                                         |                                                         |                                                         |
| 76    | Châtelet ⥋ Montreuil - Hôpital | Châtelet ⥋ Montreuil - Hôpital                          | Châtelet ⥋ Montreuil - Hôpital                          | Châtelet ⥋ Montreuil - Hôpital                          | Châtelet ⥋ Montreuil - Hôpital                          | Châtelet ⥋ Montreuil - Hôpital                          | Châtelet ⥋ Montreuil - Hôpital                          | Châtelet ⥋ Montreuil - Hôpital                          | Châtelet ⥋ Montreuil - Hôpital                          |
| 76    | Ouverture / Fermeture 18 février 1946 / — | Longueur —                                              | Durée 50-75 min                                         | Nb. d’arrêts 38                                         | Matériel GX 337 SE                                      | Jours de fonctionnement L, Ma, Me, J, V, S, D           | Jour / Soir / Nuit / Fêtes O / O / N / O                | Voy. / an 3,48 millions (2021)                          | Centre-bus Les Lilas                                    |
| 76    | Desserte : - Villes et lieux desservis : Paris (Rue de Rivoli, Forum des Halles, Place du Châtelet, Hôtel de Ville, Mairie du 4e arrondissement, Quartier du Marais, Place de la Bastille, Faubourg Saint-Antoine, Opéra Bastille, Hôpital des Quinze-Vingts, Cimetière du Père-Lachaise à distance, Porte de Bagnolet), Bagnolet (Centre commercial Bel-Est, Tours Mercuriales, Parc Jean-Moulin, Mairie, Église, Hôpital, Cimetière), Romainville, Montreuil (Hôpital André-Grégoire), Noisy-le-Sec. - Stations et gares desservies : Châtelet, Hôtel de Ville, Saint-Paul, Bastille, Ledru-Rollin, Charonne, Alexandre Dumas, Porte de Bagnolet, Gallieni, Montreuil - Hôpital. |                                                         |                                                         |                                                         |                                                         |                                                         |                                                         |                                                         |                                                         |
| 76    | Autre : - Zones traversées : 1 et 2. - Arrêts non accessibles aux UFR : Rue de Jouy, Bastille - Faubourg Saint-Antoine vers Montreuil, Charonne - Bagnolet, Pyrénées - Bagnolet vers Châtelet et Pelleport - Bagnolet vers Montreuil, Trois Communes, Montreuil - Hôpital. - Amplitudes horaires : La ligne fonctionne du lundi au samedi de 5 h 45 à 1 h 15 et les dimanches et fêtes à partir de 7 h 30. - Date de dernière mise à jour : 15 juin 2024. |                                                         |                                                         |                                                         |                                                         |                                                         |                                                         |                                                         |                                                         |
| 76    | Dernière actualisation : — |                                                         |                                                         |                                                         |                                                         |                                                         |                                                         |                                                         |                                                         |
| 77    | Gare de Lyon ⥋ Joinville-le-Pont RER | Gare de Lyon ⥋ Joinville-le-Pont RER                    | Gare de Lyon ⥋ Joinville-le-Pont RER                    | Gare de Lyon ⥋ Joinville-le-Pont RER                    | Gare de Lyon ⥋ Joinville-le-Pont RER                    | Gare de Lyon ⥋ Joinville-le-Pont RER                    | Gare de Lyon ⥋ Joinville-le-Pont RER                    | Gare de Lyon ⥋ Joinville-le-Pont RER                    | Gare de Lyon ⥋ Joinville-le-Pont RER                    |
| 77    | Ouverture / Fermeture 20 avril 2019 / — | Longueur —                                              | Durée 30 min                                            | Nb. d’arrêts 23                                         | Matériel Bluebus 12 Facelift                            | Jours de fonctionnement L, Ma, Me, J, V, S, D           | Jour / Soir / Nuit / Fêtes O / O / N / O                | Voy. / an 0,78 millions (2021)                          | Centre-bus Lagny                                        |
| 77    | Desserte : - Villes et lieux desservis : Paris (Quai de la Râpée, Maison de la RATP, Gare de Lyon, Gare de Bercy, Palais omnisports de Paris-Bercy, Ministère de l'Économie et des Finances, Parc de Bercy, Mairie du 12ème arrondissement, Cimetière de Bercy, Porte de Charenton, Bois de Vincennes, Lac Daumesnil, Hippodrome de Vincennes), Charenton-le-Pont (Cimetière Valmy), Saint-Maurice (Hôpital Esquirol) et Joinville-le-Pont (Quartier de la Gare). - Stations et gares desservies : Quai de la Rapée, Gare de Lyon, Bercy, Palais omnisports de Paris-Bercy, Dugommier, Porte de Charenton, Liberté, Joinville-le-Pont. |                                                         |                                                         |                                                         |                                                         |                                                         |                                                         |                                                         |                                                         |
| 77    | Autre : - Zones traversées : 1 à 3. - Arrêts non accessibles aux UFR : Gare de Lyon, Gare de Lyon - Van Gogh, Gare de Lyon - Maison de la RATP, Gare de Bercy vers Joinville, Route de la Terrasse vers Joinville. - Amplitudes horaires : La ligne fonctionne du lundi au samedi de 5 h 15 à 1 h 15 et les dimanches et fêtes à partir de 6 h 15. - Date de dernière mise à jour : 17 décembre 2024. |                                                         |                                                         |                                                         |                                                         |                                                         |                                                         |                                                         |                                                         |
| 77    | Dernière actualisation : — |                                                         |                                                         |                                                         |                                                         |                                                         |                                                         |                                                         |                                                         |

## Lignes 80 à 89
| Ligne | Caractéristiques | Caractéristiques                                          | Caractéristiques                                          | Caractéristiques                                          | Caractéristiques                                              | Caractéristiques                                          | Caractéristiques                                          | Caractéristiques                                          | Caractéristiques                                          |
| 80    | Porte de Versailles ⥋ Mairie du 18e - Jules Joffrin | Porte de Versailles ⥋ Mairie du 18e - Jules Joffrin       | Porte de Versailles ⥋ Mairie du 18e - Jules Joffrin       | Porte de Versailles ⥋ Mairie du 18e - Jules Joffrin       | Porte de Versailles ⥋ Mairie du 18e - Jules Joffrin           | Porte de Versailles ⥋ Mairie du 18e - Jules Joffrin       | Porte de Versailles ⥋ Mairie du 18e - Jules Joffrin       | Porte de Versailles ⥋ Mairie du 18e - Jules Joffrin       | Porte de Versailles ⥋ Mairie du 18e - Jules Joffrin       |
| ----- | --- | --------------------------------------------------------- | --------------------------------------------------------- | --------------------------------------------------------- | ------------------------------------------------------------- | --------------------------------------------------------- | --------------------------------------------------------- | --------------------------------------------------------- | --------------------------------------------------------- |
| 80    | Ouverture / Fermeture 7 juin 1948 / — | Longueur —                                                | Durée 64 min                                              | Nb. d’arrêts 46                                           | Matériel GX 437 Hybride Lion's City G                         | Jours de fonctionnement L, Ma, Me, J, V, S, D             | Jour / Soir / Nuit / Fêtes O / O / N / O                  | Voy. / an 4,65 millions (2021)                            | Centre-bus Belliard                                       |
| 80    | Desserte : - Ville et lieux desservis : Paris (Porte de Versailles, Parc des expositions de la porte de Versailles, Palais des sports de Paris, Université Paris II, Hôpital Vaugirard, Mairie du 15e arrondissement, Lycée Camille-Sée, Église Saint-Léon, École militaire, Champ-de-Mars, Pont de l'Alma, Palais de Tokyo, Grand Palais, Avenue des Champs-Élysées, Église Saint-Philippe-du-Roule, Salle Gaveau, Église Saint-Augustin, Gare Saint-Lazare, Place de l'Europe, Place de Clichy, Cimetière de Montmartre, Sacré-Cœur, Mairie du 18e arrondissement). - Stations et gares desservies : Porte de Versailles, Convention, Vaugirard, Cambronne, La Motte-Picquet - Grenelle, École Militaire, Pont de l'Alma, Alma - Marceau, Franklin D. Roosevelt, Saint-Philippe du Roule, Miromesnil, Saint-Augustin, Paris-Saint-Lazare, Saint-Lazare, Haussmann - Saint-Lazare, Europe, Place de Clichy, Lamarck - Caulaincourt, Jules Joffrin. |                                                           |                                                           |                                                           |                                                               |                                                           |                                                           |                                                           |                                                           |
| 80    | Autre : - Zone traversée : 1. - Arrêts non accessibles aux UFR : Hameau, Duranton, Convention - Vaugirard, Abbé Groult vers Porte de Versailles, Mairie du 15e vers Mairie du 18e, La Motte Picquet - Grenelle vers Porte de Versailles, Pasquier - Anjou, Place de Clichy vers Mairie du 18e, Custine - Mont Cenis vers Mairie du 18e, Clichy Caulaincourt, Damrémont Caulaincourt vers Mairie du 18e, Custine - Mont Cenis vers Mairie du 18e. - Amplitudes horaires : La ligne fonctionne du lundi au samedi de 5 h 45 à 1 h 10 du matin et les dimanches et fêtes à partir de 6 h 45. - Date de dernière mise à jour : 17 décembre 2024. |                                                           |                                                           |                                                           |                                                               |                                                           |                                                           |                                                           |                                                           |
| 80    | Dernière actualisation : — |                                                           |                                                           |                                                           |                                                               |                                                           |                                                           |                                                           |                                                           |
| 82    | Neuilly - Hôpital Américain ⥋ Luxembourg | Neuilly - Hôpital Américain ⥋ Luxembourg                  | Neuilly - Hôpital Américain ⥋ Luxembourg                  | Neuilly - Hôpital Américain ⥋ Luxembourg                  | Neuilly - Hôpital Américain ⥋ Luxembourg                      | Neuilly - Hôpital Américain ⥋ Luxembourg                  | Neuilly - Hôpital Américain ⥋ Luxembourg                  | Neuilly - Hôpital Américain ⥋ Luxembourg                  | Neuilly - Hôpital Américain ⥋ Luxembourg                  |
| 82    | Ouverture / Fermeture 26 novembre 1951 / — | Longueur 12,10 km                                         | Durée 50 min                                              | Nb. d’arrêts 45                                           | Matériel Urbanway 12 Hybride                                  | Jours de fonctionnement L, Ma, Me, J, V, S, D             | Jour / Soir / Nuit / Fêtes O / O / N / O                  | Voy. / an 2,12 millions (2021)                            | Centre-bus Croix-Nivert                                   |
| 82    | Desserte : - Ville et lieux desservis : Neuilly-sur-Seine (Hôpital américain de Paris, Île de la Jatte, Église Saint-Pierre, Mairie), Paris (Porte Maillot, Palais des Congrès, Musée national des Arts asiatiques - Guimet, Musée Galliera, Palais de Tokyo, Palais de Chaillot, Jardins du Trocadéro, Pont d'Iéna, Tour Eiffel, Champ-de-Mars, École Militaire, Hôtel des Invalides, Hôpital Necker-Enfants malades, Tour Montparnasse, Université Paris II, Institut Montaigne, Université Paris-Descartes, Palais du Luxembourg, Jardin du Luxembourg, Institut national des jeunes sourds, Hôpital Baudelocque, Hôpital Cochin, Hôpital d'instruction des armées du Val-de-Grâce, École nationale supérieure de chimie de Paris - Chimie ParisTech). - Stations et gares desservies : Les Sablons, Anny Flore (T3b), Porte Maillot, Neuilly - Porte Maillot, Victor Hugo, Boissière, Iéna, Champ de Mars - Tour Eiffel, École Militaire, Saint-François-Xavier, Duroc, Montparnasse - Bienvenüe, Vavin, Notre-Dame-des-Champs (du lundi au samedi, sauf jour de fête), Port-Royal (le dimanche et les jours de fête), Luxembourg. |                                                           |                                                           |                                                           |                                                               |                                                           |                                                           |                                                           |                                                           |
| 82    | Autre : - Zones traversées : 1 et 2. - Arrêts non accessibles aux UFR : Auguste Comte vers Neuilly, Montparnasse-Cinémas, École Militaire, Champ de Mars-Suffren et Porte Maillot-Malakoff vers Neuilly, Lübeck, Varsovie, Tour Eiffel, Oudinot, Duroc, Vavin et Assas - Duguay-Trouin vers Luxembourg, ainsi que Campagne Première et Observatoire - Port Royal vers Luxembourg les dimanches et fêtes. - Amplitudes horaires : La ligne fonctionne du lundi au samedi de 7 h à 1 h 15 et les dimanches et fêtes à partir de 8 h. Certains services finissant entre 21h et 23h sont en direction de "Champ de Mars - Suffren". À compter du 1er septembre 2014, un service de soirée est créé jusqu'à 0 h 30 avec une fréquence de 20 minutes jusqu’à 22 h 30 puis de 30 minutes jusqu’à la fin du service. - Date de dernière mise à jour : 10 janvier 2025. |                                                           |                                                           |                                                           |                                                               |                                                           |                                                           |                                                           |                                                           |
| 82    | Dernière actualisation : — |                                                           |                                                           |                                                           |                                                               |                                                           |                                                           |                                                           |                                                           |
| 83    | Invalides ⥋ Porte d'Ivry | Invalides ⥋ Porte d'Ivry                                  | Invalides ⥋ Porte d'Ivry                                  | Invalides ⥋ Porte d'Ivry                                  | Invalides ⥋ Porte d'Ivry                                      | Invalides ⥋ Porte d'Ivry                                  | Invalides ⥋ Porte d'Ivry                                  | Invalides ⥋ Porte d'Ivry                                  | Invalides ⥋ Porte d'Ivry                                  |
| 83    | Ouverture / Fermeture 14 juin 1948 / — | Longueur —                                                | Durée 30 à 40 min                                         | Nb. d’arrêts 29                                           | Matériel Citelis Line Citelis 12 Urbanway 12 Hybride          | Jours de fonctionnement L, Ma, Me, J, V, S, D             | Jour / Soir / Nuit / Fêtes O / O / N / O                  | Voy. / an 2,66 millions (2021)                            | Centre-bus Ivry                                           |
| 83    | Desserte : - Ville et lieux desservis : Paris (Pont Alexandre-III, Esplanade des Invalides, Assemblée nationale, Jardin du Luxembourg, Université Paris II, Université Paris-Descartes, Institut Montaigne, Hôpital Port Royal, Hôpital Cochin, Hôpital d'instruction des armées du Val-de-Grâce, Hôpital Broca, Université Sorbonne-Nouvelle, Manufacture des Gobelins, Centre commercial Italie Deux, École nationale supérieure d'arts et métiers, Université Panthéon-Sorbonne, Hôpital, Stade Georges-Carpentier, Porte d'Ivry). - Stations et gares desservies : Invalides, Gare des Invalides, Assemblée nationale, Solférino, Rue du Bac, Sèvres - Babylone, Port-Royal, Les Gobelins, Place d'Italie, Olympiades, Porte d'Ivry. |                                                           |                                                           |                                                           |                                                               |                                                           |                                                           |                                                           |                                                           |
| 83    | Autre : - Zone traversée : 1. - Arrêts non accessibles aux UFR : Invalides, Pont de la Concorde, Assemblée Nationale, Lille - Université vers Invalides, Solférino - Bellechasse, Sèvres - Babylone et Port Royal - Berthollet vers Porte d'Ivry, Place d'Italie - Choisy, Parc de Choisy et Choisy - Tolbiac. - Amplitudes horaires : La ligne fonctionne du lundi au samedi de 6 h 5 à 22 h 30 et les dimanches et fêtes à partir de 7 h. - Date de dernière mise à jour : 22 juillet 2025. |                                                           |                                                           |                                                           |                                                               |                                                           |                                                           |                                                           |                                                           |
| 83    | Dernière actualisation : — |                                                           |                                                           |                                                           |                                                               |                                                           |                                                           |                                                           |                                                           |
| 84    | Levallois - Alsace ⥋ Panthéon | Levallois - Alsace ⥋ Panthéon                             | Levallois - Alsace ⥋ Panthéon                             | Levallois - Alsace ⥋ Panthéon                             | Levallois - Alsace ⥋ Panthéon                                 | Levallois - Alsace ⥋ Panthéon                             | Levallois - Alsace ⥋ Panthéon                             | Levallois - Alsace ⥋ Panthéon                             | Levallois - Alsace ⥋ Panthéon                             |
| 84    | Ouverture / Fermeture 26 novembre 1945 / — | Longueur —                                                | Durée 30 à 40 min                                         | Nb. d’arrêts 33                                           | Matériel GX 337 ELEC                                          | Jours de fonctionnement L, Ma, Me, J, V, S, D             | Jour / Soir / Nuit / Fêtes O / O / N / O                  | Voy. / an 1,43 millions (2021)                            | Centre-bus Lebrun                                         |
| 84    | Desserte : - Ville et lieux desservis : Levallois-Perret (Centre commercial So Ouest), Paris (Porte de Courcelles, Place du Maréchal-Juin, Parc Monceau, Église Saint-Augustin, Église de la Madeleine, Place de la Concorde, Pont de la Concorde, Palais Bourbon (Assemblée nationale), Musée de l'Orangerie, Musée d'Orsay, Mairie du 7e arrondissement, Quartier Saint-Germain-des-Prés, Mairie du 6e arrondissement, Église Saint-Sulpice, Palais, Musée et Jardin du Luxembourg, Théâtre de l'Odéon, Université Paris-Descartes, Université Paris-Sorbonne, Panthéon). - Stations et gares desservies : Square Sainte-Odile (T3b), Pereire, Pereire - Levallois, Courcelles, Saint-Augustin, Madeleine, Concorde, Assemblée nationale, Musée d'Orsay, Solférino, Rue du Bac, Sèvres - Babylone, Saint-Sulpice, Luxembourg. |                                                           |                                                           |                                                           |                                                               |                                                           |                                                           |                                                           |                                                           |
| 84    | Autre : - Zone traversée : 1 et 2. - Arrêt non accessible aux UFR : Alsdace, Centre Commercial, Péreire-Le Chatelier, Péreire-Maréchal Juin vers Panthéon, Wagram Courcelles, Ruysdaël-Parc Monceau, Haussmann-Mirosmesnil vers Panthéon, Anjou-Chauvau Lagarde vers Panthéon, Assemblée Nationale vers Panthéon, Lille-Université vers Alsace, Rue du Bac-René Char vers Alsace, Sèvres-Babylone, Sénat, Panthéon (arrêt départ). - Amplitudes horaires : La ligne fonctionne du lundi au dimanche de 5 h 50 à 0 h 30. - Histoire : Elle est le successeur de la ligne S des Omnibus[réf. nécessaire]. - Date de dernière mise à jour : 4 août 2024. |                                                           |                                                           |                                                           |                                                               |                                                           |                                                           |                                                           |                                                           |
| 84    | Dernière actualisation : — |                                                           |                                                           |                                                           |                                                               |                                                           |                                                           |                                                           |                                                           |
| 85    | Saint-Ouen - Les Docks ⥋ Châtelet | Saint-Ouen - Les Docks ⥋ Châtelet                         | Saint-Ouen - Les Docks ⥋ Châtelet                         | Saint-Ouen - Les Docks ⥋ Châtelet                         | Saint-Ouen - Les Docks ⥋ Châtelet                             | Saint-Ouen - Les Docks ⥋ Châtelet                         | Saint-Ouen - Les Docks ⥋ Châtelet                         | Saint-Ouen - Les Docks ⥋ Châtelet                         | Saint-Ouen - Les Docks ⥋ Châtelet                         |
| 85    | Ouverture / Fermeture 6 mai 1946 / — | Longueur —                                                | Durée 40 a 50 min                                         | Nb. d’arrêts 37                                           | Matériel Bluebus 12 Facelift                                  | Jours de fonctionnement —                                 | Jour / Soir / Nuit / Fêtes O / O / N / O                  | Voy. / an 2,57 millions (2021)                            | Centre-bus Pleyel                                         |
| 85    | Desserte : - Villes et lieux desservis : Saint-Ouen (Grand Parc des Docks, Conseil régional d'Île-de-France, Mairie, Cimetière parisien, Marché aux Puces), Paris (Porte de Clignancourt, Mairie du 18e arrondissement, Boulevard Barbès, Hôpital Lariboisière, Église Notre-Dame-de-Lorette, Musée Grévin, Mairie du 9e arrondissement, Bourse de Paris, Bourse du commerce, Forum des Halles, Musée du Louvre, Jardin du Carrousel, Place du Châtelet, Pont Neuf). - Stations et gares desservies : Mairie de Saint-Ouen, Porte de Clignancourt, Jules Joffrin, Marcadet-Poissonniers (depuis l’arrêt Eugène Sue), Barbès - Rochechouart, Anvers, Notre-Dame-de-Lorette, Le Peletier, Cadet, Richelieu - Drouot, Grands Boulevards, Bourse, Les Halles, Châtelet - Les Halles, Louvre - Rivoli, Pont-Neuf, Châtelet. |                                                           |                                                           |                                                           |                                                               |                                                           |                                                           |                                                           |                                                           |
| 85    | Autre : - Zones traversées : 1 à 2. - Arrêts non accessibles aux UFR : Saint - Ouen - Les Docks, Mairie de Saint-Ouen République vers Châtelet, Marché aux Puces vers Châtelet, Albert Khan vers Saint Ouen, Eugène Sue, Labat, Trudaine, Maubeuge Rochechouart, Provence Drouot, Louvre Rivoli vers Chatelet, Chatelet. - Amplitudes horaires : La ligne fonctionne du lundi au samedi de 6 h 15 à 0 h 30 environ et les dimanches et fêtes à partir de 7 h. Depuis le 2 novembre 2015, la ligne est prolongée jusqu'à la ZAC des Docks pour accompagner le développement urbain lié à l'éco-quartier des Docks de Saint-Ouen et dans la perspective du prolongement de la ligne 14 du métro. Son exploitation varie selon le moment de la journée et le jour de la semaine comme indiqué ci-dessous. - Tous les soirs après 23 h 20, heure du dernier départ de Châtelet assurant une mission complète, la ligne est limitée au tronçon Les Docks ↔ Mairie du 18e - Jules Joffrin. - Date de dernière mise à jour : 22 juillet 2025.                                                                                                 |                                                           |                                                           |                                                           |                                                               |                                                           |                                                           |                                                           |                                                           |
| 85    | Dernière actualisation : — |                                                           |                                                           |                                                           |                                                               |                                                           |                                                           |                                                           |                                                           |
| 86    | Champ-de-Mars ⥋ Saint-Mandé - Demi-Lune - Parc Zoologique | Champ-de-Mars ⥋ Saint-Mandé - Demi-Lune - Parc Zoologique | Champ-de-Mars ⥋ Saint-Mandé - Demi-Lune - Parc Zoologique | Champ-de-Mars ⥋ Saint-Mandé - Demi-Lune - Parc Zoologique | Champ-de-Mars ⥋ Saint-Mandé - Demi-Lune - Parc Zoologique     | Champ-de-Mars ⥋ Saint-Mandé - Demi-Lune - Parc Zoologique | Champ-de-Mars ⥋ Saint-Mandé - Demi-Lune - Parc Zoologique | Champ-de-Mars ⥋ Saint-Mandé - Demi-Lune - Parc Zoologique | Champ-de-Mars ⥋ Saint-Mandé - Demi-Lune - Parc Zoologique |
| 86    | Ouverture / Fermeture 21 octobre 1946 / — | Longueur —                                                | Durée 65 à 80 min                                         | Nb. d’arrêts 48                                           | Matériel Urbanway 12 Hybride Bluebus SE Bluebus 12 Facelift   | Jours de fonctionnement L, Ma, Me, J, V, S, D             | Jour / Soir / Nuit / Fêtes O / O / N / O                  | Voy. / an 4,39 millions (2021)                            | Centre-bus Lagny                                          |
| 86    | Desserte : - Villes et lieux desservis : Paris (Champ-de-Mars, École militaire, Saint-Germain-des-Prés, Abbaye de Saint-Germain-des-Prés, Université Paris V, Beaux-Arts de Paris, Mairie du 6e arrondissement, Église Saint-Sulpice, Université Paris VI, Université Paris III, Université Paris IV, Musée national du Moyen Âge, Collège de France, Palais de la Mutualité, Institut du monde arabe, Université Paris-Diderot, Île Saint-Louis, Place de la Bastille, Opéra Bastille, Hôpital Saint-Antoine, Église de la Sainte-Famille, Place de la Nation, Cours de Vincennes, Porte de Vincennes), Saint-Mandé (Mairie, Hôpital d'instruction des armées Bégin, Parc zoologique). - Stations et gares desservies : Ecole Militaire, Saint-François-Xavier, Duroc, Vanneau, Rue du Bac, Sèvres - Babylone, Saint-Germain-des-Prés, Odéon, Cluny - La Sorbonne, Maubert - Mutualité, Sully - Morland, Bastille, Ledru-Rollin, Faidherbe - Chaligny, Nation, Porte de Vincennes, Saint-Mandé. |                                                           |                                                           |                                                           |                                                               |                                                           |                                                           |                                                           |                                                           |
| 86    | Autre : - Zones traversées : 1 et 2. - Arrêt non accessible aux UFR : Ecole Militaire vers Champ de Mars, Saint-François - Xavier vers Saint Mandé, Sèvres - Babylone, Saint-Germain-des-Prés, Seine - Buci, Institut du Monde Arabe, Bastille - Faubourg Saint-Antoine vers Champ de Mars, Nation - Saint Antoine vers Saint Mandé, Mairie de Saint-Mandé vers Champ de Mars, Jean Mermoz vers Saint Mandé. - Amplitudes horaires : La ligne fonctionne du lundi au samedi de 6 h 20 à 0 h 30 et les dimanches et fêtes à partir de 7 h. - Particularités : Du lundi au vendredi en heure de pointe, de nombreux services partiels sont assurés entre Demi-Lune - Parc Zoologique et Saint-Germain-des-Prés afin de renforcer la fréquence sur ce tronçon. - Date de dernière mise à jour : 15 juin 2025. |                                                           |                                                           |                                                           |                                                               |                                                           |                                                           |                                                           |                                                           |
| 86    | Dernière actualisation : — |                                                           |                                                           |                                                           |                                                               |                                                           |                                                           |                                                           |                                                           |
| 87    | Invalides ⥋ Porte de Reuilly | Invalides ⥋ Porte de Reuilly                              | Invalides ⥋ Porte de Reuilly                              | Invalides ⥋ Porte de Reuilly                              | Invalides ⥋ Porte de Reuilly                                  | Invalides ⥋ Porte de Reuilly                              | Invalides ⥋ Porte de Reuilly                              | Invalides ⥋ Porte de Reuilly                              | Invalides ⥋ Porte de Reuilly                              |
| 87    | Ouverture / Fermeture 18 février 1963 / — | Longueur —                                                | Durée 60 à 80 min                                         | Nb. d’arrêts 42                                           | Matériel GX 337 ELEC                                          | Jours de fonctionnement L, Ma, Me, J, V, S, D             | Jour / Soir / Nuit / Fêtes O / O / N / O                  | Voy. / an 1,42 millions (2021)                            | Centre-bus Lebrun                                         |
| 87    | Desserte : - Ville et lieux desservis : Paris (Esplanade des Invalides, Assemblée nationale, Musée d'Orsay Église Saint-Sulpice, Saint-Germain-des-Prés, Abbaye de Saint-Germain-des-Prés, Théâtre de l'Odéon, Sorbonne, Collège de France, Palais de la Mutualité, Institut du monde arabe, Campus Pierre-et-Marie-Curie, Île Saint-Louis, Opéra Bastille, Place de la Bastille, Hôpital des Quinze-Vingts, Gare de Lyon, Palais omnisports de Paris-Bercy, Gare de Bercy, Cimetière de Bercy, Pelouse de Reuilly, Foire du Trône, Porte de Charenton, Porte de Reuilly). - Stations et gares desservies : Invalides (RER), Invalides (métro), Assemblée nationale, Musée d'Orsay, Rue du Bac, Saint-Germain-des-Prés, Mabillon, Odéon, Cluny - La Sorbonne, Maubert - Mutualité, Jussieu, Sully - Morland, Bastille, Paris-Gare-de-Lyon, Gare de Lyon, Bercy, Paris-Bercy-Bourgogne-Pays d'Auvergne, Dugommier, Porte de Charenton. |                                                           |                                                           |                                                           |                                                               |                                                           |                                                           |                                                           |                                                           |
| 87    | Autre : - Zone traversée : 1. - Arrêts non accessibles aux UFR : Invalides, Solférino-Bellechasse, Pont du Carrousel-Quai Voltaire, Seine-Buci, Pont de l'Archevêché, Gare de Lyon-Diderot, Gare de Lyon-Van Gogh, Ministère de l'Economie et des Finances, Gare de Bercy, Dugommier vers Invalides et Porte de Charenton vers Porte de Reuilly. - Amplitudes horaires : La ligne fonctionne du lundi au vendredi de 6 h 30 à 0 h 30, le samedi à partir de 6 h 50 et les dimanches et fêtes à partir de 7 h. - Particularités : Du lundi au vendredi (de 7 h 25 à 10 h environ puis de 16 h 45 à 21 h 55 environ), quelques services partiels sont assurés entre Porte de Reuilly et Jussieu - Minéraux afin de renforcer la fréquence sur ce tronçon et pour desservir le campus Pierre-et-Marie-Curie à ces horaires. - Date de dernière mise à jour : 12 juin 2024. |                                                           |                                                           |                                                           |                                                               |                                                           |                                                           |                                                           |                                                           |
| 87    | Dernière actualisation : — |                                                           |                                                           |                                                           |                                                               |                                                           |                                                           |                                                           |                                                           |
| 88    | Porte d'Auteuil ⥋ Montsouris - Tombe Issoire | Porte d'Auteuil ⥋ Montsouris - Tombe Issoire              | Porte d'Auteuil ⥋ Montsouris - Tombe Issoire              | Porte d'Auteuil ⥋ Montsouris - Tombe Issoire              | Porte d'Auteuil ⥋ Montsouris - Tombe Issoire                  | Porte d'Auteuil ⥋ Montsouris - Tombe Issoire              | Porte d'Auteuil ⥋ Montsouris - Tombe Issoire              | Porte d'Auteuil ⥋ Montsouris - Tombe Issoire              | Porte d'Auteuil ⥋ Montsouris - Tombe Issoire              |
| 88    | Ouverture / Fermeture 1er octobre 1998 / — | Longueur —                                                | Durée 40 à 50 min                                         | Nb. d’arrêts 41                                           | Matériel Bluebus SE                                           | Jours de fonctionnement L, Ma, Me, J, V, S, D             | Jour / Soir / Nuit / Fêtes O / O / N / O                  | Voy. / an 2,43 millions (2021)                            | Centre-bus Corentin                                       |
| 88    | Desserte : - Ville et lieux desservis : Paris (Stade Roland-Garros, Hôpital européen Georges-Pompidou, Parc André-Citroën, Place Balard, Centre commercial Beaugrenelle, Imprimerie nationale, Église Saint-Jean-Baptiste de Grenelle, Mairie du 15e arrondissement, Église Saint-Lambert de Vaugirard, Église Saint-Sauveur, Institut Pasteur, Gare Montparnasse, Église Notre-Dame-du-Travail, Hôpital Léopold-Bellan, Cimetière du Montparnasse, Mairie du 14e arrondissement, Hôpital La Rochefoucauld, Hôpital Saint-Vincent-de-Paul, Place Denfert-Rochereau, Centre hospitalier Sainte-Anne, Parc Montsouris, Quartier du Parc-de-Montsouris). - Stations et gares desservies : Porte d'Auteuil, Exelmans, Pont du Garigliano, Balard, Javel - André Citroën, Javel, Charles Michels, Commerce, Félix Faure, Vaugirard, Pasteur, Paris-Montparnasse, Gaîté, Denfert-Rochereau, Montsouris (T3a). |                                                           |                                                           |                                                           |                                                               |                                                           |                                                           |                                                           |                                                           |
| 88    | Autre : - Zone traversée : 1. - Arrêts non accessibles aux UFR : Exelmans vers Montsouris, Versailles-Exelmans vers Montsouris, Pont du Garigliano, Place Balard vers Montsouris, Cauchy vers Montsouris, Péclet vers Montsouris, Mairie du 15è vers Montsouris, Vaugirard-Favorites, Montparnasse 2-Gare TGV, Place de Catalogne vers Porte d'Auteuil, Denfert-Rochereau - Métro-RER, Parc Montsouris et Jourdan - Montsouris vers Montsouris. - Amplitudes horaires : La ligne fonctionne du lundi au samedi de 6 h à 0 h 30 et les dimanches et fêtes à partir de 6 h 55. - Date de dernière mise à jour : 4 août 2024. |                                                           |                                                           |                                                           |                                                               |                                                           |                                                           |                                                           |                                                           |
| 88    | Dernière actualisation : — |                                                           |                                                           |                                                           |                                                               |                                                           |                                                           |                                                           |                                                           |
| 89    | Gare de Vanves - Malakoff ⥋ Porte de France | Gare de Vanves - Malakoff ⥋ Porte de France               | Gare de Vanves - Malakoff ⥋ Porte de France               | Gare de Vanves - Malakoff ⥋ Porte de France               | Gare de Vanves - Malakoff ⥋ Porte de France                   | Gare de Vanves - Malakoff ⥋ Porte de France               | Gare de Vanves - Malakoff ⥋ Porte de France               | Gare de Vanves - Malakoff ⥋ Porte de France               | Gare de Vanves - Malakoff ⥋ Porte de France               |
| 89    | Ouverture / Fermeture 9 janvier 1961 / — | Longueur —                                                | Durée 64 min                                              | Nb. d’arrêts 47                                           | Matériel Citelis 12 Lion's City Hybride GX 337 ELEC ie bus 12 | Jours de fonctionnement L, Ma, Me, J, V, S, D             | Jour / Soir / Nuit / Fêtes O / O / N / O                  | Voy. / an 3,48 millions (2021)                            | Centre-bus Malakoff                                       |
| 89    | Desserte : - Villes et lieux desservis : Vanves (Carrefour de l'Insurrection, Mairie, Parc des expositions de la porte de Versailles), Paris (Porte de la Plaine, Théâtre de la Plaine, Rue des Morillons, Église Notre-Dame-de-la-Salette, Rue de Vaugirard, Institut Pasteur, Hôpital Necker-Enfants malades, Tour Montparnasse, Collège Stanislas, Palais, Musée et Jardin du Luxembourg, Théâtre de l'Odéon, Mairie du 5e arrondissement, Sorbonne, Arènes de Lutèce, Institut du monde arabe, Campus Pierre-et-Marie-Curie, Mosquée de Paris, Muséum national d'histoire naturelle, Université Sorbonne-Nouvelle, Jardin des Plantes, Gare d'Austerlitz, Hôpital de la Salpêtrière, Bibliothèque François-Mitterrand, Campus Paris Rive Gauche). - Stations et gares desservies : Vanves - Malakoff, Georges Brassens, Volontaires, Sèvres - Lecourbe, Pasteur, Duroc, Falguière, Montparnasse - Bienvenüe, Saint-Placide, Luxembourg, Cardinal Lemoine, Jussieu, Paris-Austerlitz, Gare d'Austerlitz, Quai de la Gare, Bibliothèque François-Mitterrand, Avenue de France (T3a) (depuis l'arrêt Porte de France).                |                                                           |                                                           |                                                           |                                                               |                                                           |                                                           |                                                           |                                                           |
| 89    | Autre : - Zones traversées : 1 et 2. - Arrêts non accessibles aux UFR : Gare de Vanves - Malakoff, Square de l'Insurrection, Avenue Marcel Martinie et Carrefour Albert Legris vers Vanves, Brancion - Vouillé vers Porte de France, Musée du Luxembourg, Rennes - Raspail, Sénat et Panthéon vers Porte de France, Cardinal Lemoine-Monge, Cuvier - Jardin des Plantes, Gare d'Austerlitz vers Vanves, Gare d'Austerlitz - Cour Seine, Quai de la Gare, Bibliothèque Nationale de France et Bibliothèque Rue Mann vers Porte de France. - Amplitudes horaires : La ligne fonctionne du lundi au samedi de 6 h 10 à 23 h 20 environ et les dimanches et fêtes à partir de 6 h 35 environ. - Date de dernière mise à jour : 10 janvier 2025. |                                                           |                                                           |                                                           |                                                               |                                                           |                                                           |                                                           |                                                           |
| 89    | Dernière actualisation : — |                                                           |                                                           |                                                           |                                                               |                                                           |                                                           |                                                           |                                                           |

## Lignes 90 à 99
| Ligne | Caractéristiques | Caractéristiques                                     | Caractéristiques                                     | Caractéristiques                                     | Caractéristiques                                             | Caractéristiques                                     | Caractéristiques                                     | Caractéristiques                                     | Caractéristiques                                     |
| 91    | Montparnasse 2 - Gare TGV ⥋ Gare du Nord | Montparnasse 2 - Gare TGV ⥋ Gare du Nord             | Montparnasse 2 - Gare TGV ⥋ Gare du Nord             | Montparnasse 2 - Gare TGV ⥋ Gare du Nord             | Montparnasse 2 - Gare TGV ⥋ Gare du Nord                     | Montparnasse 2 - Gare TGV ⥋ Gare du Nord             | Montparnasse 2 - Gare TGV ⥋ Gare du Nord             | Montparnasse 2 - Gare TGV ⥋ Gare du Nord             | Montparnasse 2 - Gare TGV ⥋ Gare du Nord             |
| ----- | --- | ---------------------------------------------------- | ---------------------------------------------------- | ---------------------------------------------------- | ------------------------------------------------------------ | ---------------------------------------------------- | ---------------------------------------------------- | ---------------------------------------------------- | ---------------------------------------------------- |
| 91    | Ouverture / Fermeture 12 novembre 1945 / — | Longueur —                                           | Durée 50 à 60 min                                    | Nb. d’arrêts 34                                      | Matériel GX 427 Hybride GX 437 Hybride Urbanway 18 Hybride   | Jours de fonctionnement L, Ma, Me, J, V, S, D        | Jour / Soir / Nuit / Fêtes O / O / N / O             | Voy. / an 6,74 millions (2021)                       | Centre-bus Ivry                                      |
| 91    | Desserte : - Ville et lieux desservis : Paris (Gare Montparnasse, Place de Catalogne, Musée de La Poste, Tour Montparnasse, Collège Stanislas, Cimetière du Montparnasse, Université Paris II, Université Paris VI, Hôpital Saint-Vincent-de-Paul, Hôpital Beaudelocque, Hôpital Cochin, Observatoire de Paris, Hôpital d'instruction des armées du Val-de-Grâce, Université Paris III - Sorbonne Nouvelle, Hôpital de la Pitié-Salpêtrière, Gare d'Austerlitz, Muséum national d'histoire naturelle, Jardin des Plantes, Gare de Lyon, Hôpital des Quinze-Vingts, Opéra Bastille, Place de la Bastille, Cirque d'Hiver, Place de la République, Gare de l'Est et Gare du Nord). - Stations et gares desservies : Paris-Montparnasse, Montparnasse - Bienvenüe, Vavin, Port-Royal, Les Gobelins, Saint-Marcel, Paris-Austerlitz, Gare d'Austerlitz, Quai de la Rapée, Paris-Gare de Lyon, Gare de Lyon (RATP), Bastille, Chemin Vert, Saint-Sébastien - Froissart, Filles du Calvaire, République, Jacques Bonsergent, Paris-Est, Gare de l'Est, Paris-Nord, Magenta, Gare du Nord, La Chapelle. |                                                      |                                                      |                                                      |                                                              |                                                      |                                                      |                                                      |                                                      |
| 91    | Autre : - Zone traversée : 1. - Arrêts non accessibles aux UFR : Montparnasse 2-Gare TGV, Armorique-Musée Postal, Vavin, Campagne Première, Saint-Marcel La Pitié vers Gare du Nord, Van Gogh, Gare de Lyon-Diderot, Bastille vers Gare du Nord, Saint-Gilles-Chemin vert vers Gare du Nord, Saint-Claude vers Montparnasse, République vers Montparnasse, République-Magenta, Gare de l'Est vers Gare du Nord, Gare du Nord. - Amplitudes horaires : La ligne fonctionne du lundi au samedi de 6 h à 1 h du matin et les dimanches et fêtes à partir de 7 h. Les derniers départs, tous terminus confondus, sont à destination des Gobelins. - Présentation : La ligne 91 permet des correspondances entre cinq gares SNCF, avec cinq lignes du RER, avec quinze stations de métro, six hôpitaux, ainsi qu'avec de nombreuses autres lignes de bus. Elle assure un départ toutes les cinq minutes aux heures de pointe ainsi qu'aux heures creuses du lundi au vendredi de septembre à juin grâce à la mise en place du label Mobilien +, qui vise à aller au-delà de la norme Mobilien, en offrant une qualité de service de type « Métro de surface » : toutes les cinq minutes de 7 h à 22 h et toutes les quinze minutes en soirée. La mise en place de Mobilien + a été rendue possible grâce aux aménagements de voirie réalisés par la Ville de Paris sur cette ligne (couloirs bus sur le boulevard du Montparnasse, etc.) qui ont permis de fiabiliser son exploitation (régularité améliorée de 40 % sur la ligne 91). - Date de dernière mise à jour : 22 juillet 2025. |                                                      |                                                      |                                                      |                                                              |                                                      |                                                      |                                                      |                                                      |
| 91    | Dernière actualisation : — |                                                      |                                                      |                                                      |                                                              |                                                      |                                                      |                                                      |                                                      |
| 92    | Porte de Champerret ⥋ Porte d'Orléans | Porte de Champerret ⥋ Porte d'Orléans                | Porte de Champerret ⥋ Porte d'Orléans                | Porte de Champerret ⥋ Porte d'Orléans                | Porte de Champerret ⥋ Porte d'Orléans                        | Porte de Champerret ⥋ Porte d'Orléans                | Porte de Champerret ⥋ Porte d'Orléans                | Porte de Champerret ⥋ Porte d'Orléans                | Porte de Champerret ⥋ Porte d'Orléans                |
| 92    | Ouverture / Fermeture 12 novembre 1945 / — | Longueur —                                           | Durée 50 à 60 min                                    | Nb. d’arrêts 31                                      | Matériel GX 337 SE Urbanway 12 Hybride                       | Jours de fonctionnement L, Ma, Me, J, V, S, D        | Jour / Soir / Nuit / Fêtes O / O / N / O             | Voy. / an 5,87 millions (2021)                       | Centre-bus Corentin                                  |
| 92    | Desserte : - Ville et lieux desservis : Paris (Porte de Champerret, Église Sainte-Odile, Salle Wagram, Place Charles-de-Gaulle, Arc de triomphe, Palais de Tokyo, Pont de l'Alma, École militaire, Hôtel des Invalides, Esplanade des Invalides, Église Saint-François-Xavier, Institut national des jeunes aveugles, Hôpital, Hôpital Necker-Enfants malades, Tour Montparnasse, Gare Montparnasse, Cimetière du Montparnasse, Église Saint-Pierre de Montrouge, Porte d'Orléans). - Stations et gares desservies : Porte de Champerret, Square Sainte-Odile (T3b), Pereire, Pereire - Levallois, Charles de Gaulle - Étoile, Alma - Marceau, Pont de l'Alma, École Militaire, Saint-François-Xavier, Duroc, Falguière, Paris-Montparnasse, Gaîté, Alésia, Porte d'Orléans. |                                                      |                                                      |                                                      |                                                              |                                                      |                                                      |                                                      |                                                      |
| 92    | Autre : - Zone traversée : 1. - Arrêt non accessible aux UFR : Porte de Champerret, Oudinot, Porte d’Orléans. - Vers Porte de Champerret : Gare Montparnasse, Alésia Maine, Alésia-Général Leclerc. - Vers Porte d’Orléans : Pereire - Le Châtelier, Vauban-Hôtel des Invalides, Losserand-Maine. - Amplitudes horaires : La ligne fonctionne du lundi au samedi de 6 h à 0 h 30 et les dimanches et fêtes à partir de 7 h. - Date de dernière mise à jour : 22 juillet 2025. |                                                      |                                                      |                                                      |                                                              |                                                      |                                                      |                                                      |                                                      |
| 92    | Dernière actualisation : — |                                                      |                                                      |                                                      |                                                              |                                                      |                                                      |                                                      |                                                      |
| 93    | Suresnes - De Gaulle ⥋ Invalides | Suresnes - De Gaulle ⥋ Invalides                     | Suresnes - De Gaulle ⥋ Invalides                     | Suresnes - De Gaulle ⥋ Invalides                     | Suresnes - De Gaulle ⥋ Invalides                             | Suresnes - De Gaulle ⥋ Invalides                     | Suresnes - De Gaulle ⥋ Invalides                     | Suresnes - De Gaulle ⥋ Invalides                     | Suresnes - De Gaulle ⥋ Invalides                     |
| 93    | Ouverture / Fermeture 1er juin 1987 / — | Longueur 14,14 km                                    | Durée 60 min                                         | Nb. d’arrêts 55                                      | Matériel Citelis 12                                          | Jours de fonctionnement L, Ma, Me, J, V, S, D        | Jour / Soir / Nuit / Fêtes O / O / N / O             | Voy. / an 1,89 millions (2021)                       | Centre-bus Charlebourg                               |
| 93    | Desserte : - Villes et lieux desservis : Suresnes (Hôpital Foch, Mairie), Puteaux, Neuilly-sur-Seine (Bois de Boulogne, Église Saint-Isabelle, Jardin d'acclimatation, Hôpital communal, Hôpital américain de Paris), Levallois-Perret (Hôpital franco-britannique), Paris (Porte de Courcelles, Espace Champerret, Salle Wagram, Salle Pleyel, Parc Monceau, Église Saint-Philippe-du-Roule, Avenue des Champs-Élysées, Hôtel Marigny, Petit Palais, Grand Palais, Palais de la découverte, Pont Alexandre-III, Pont des Invalides, Palais Bourbon (Assemblée nationale), Esplanade des Invalides). - Stations et gares desservies : Suresnes - Longchamp (T2), Pont de Neuilly, Porte de Champerret, Pereire, Pereire - Levallois, Saint-Philippe du Roule, Franklin D. Roosevelt, Champs-Élysées - Clemenceau, Invalides, Gare des Invalides). |                                                      |                                                      |                                                      |                                                              |                                                      |                                                      |                                                      |                                                      |
| 93    | Autre : - Zones traversées : 1 à 3. - Arrêts non accessibles aux UFR : Suresnes - De Gaulle, Villiers, Hôpital Américain. - Vers Suresnes - De Gaulle :Place du Général Catroux, L'Yser et la Somme, Collège André Maurois. - Vers Invalides : Château, Centre Hospitalier, Place de la Libération, Hôpital du Perpétuel Secours, Voltaire - Villiers, Louis Rouquier'. Pereire - Le Chatelier, Invalides (terminus descente) - Amplitudes horaires : La ligne fonctionne du lundi au dimanche de 5 h à 1 h 30. Les derniers services sont limités au parcours Pont de Neuilly - Invalides. - Date de dernière mise à jour : 10 janvier 2025. |                                                      |                                                      |                                                      |                                                              |                                                      |                                                      |                                                      |                                                      |
| 93    | Dernière actualisation : — |                                                      |                                                      |                                                      |                                                              |                                                      |                                                      |                                                      |                                                      |
| 94    | Pont de Levallois ⥋ Gare Montparnasse | Pont de Levallois ⥋ Gare Montparnasse                | Pont de Levallois ⥋ Gare Montparnasse                | Pont de Levallois ⥋ Gare Montparnasse                | Pont de Levallois ⥋ Gare Montparnasse                        | Pont de Levallois ⥋ Gare Montparnasse                | Pont de Levallois ⥋ Gare Montparnasse                | Pont de Levallois ⥋ Gare Montparnasse                | Pont de Levallois ⥋ Gare Montparnasse                |
| 94    | Ouverture / Fermeture 3 décembre 1945 / — | Longueur —                                           | Durée 65 min                                         | Nb. d’arrêts 43                                      | Matériel GX 337 ELEC Urbanway 12 Hybride Bluebus 12 Facelift | Jours de fonctionnement L, Ma, Me, J, V, S, D        | Jour / Soir / Nuit / Fêtes O / O / N / O             | Voy. / an 1,88 millions (2021)                       | Centre-bus Corentin                                  |
| 94    | Desserte : - Villes et lieux desservis : Levallois-Perret (Stade Pablo-Neruda), Paris (Porte d'Asnières, Université Paris-Sorbonne, Parc Monceau, Mairie du 8e arrondissement, Lycée Chaptal, Gare Saint-Lazare, Lycée Condorcet, Théâtre des Mathurins, Église de la Madeleine, Place de la Concorde, Jardin des Tuileries, Avenue des Champs-Élysées, Palais Bourbon (Assemblée nationale), Collège Stanislas, Tour Montparnasse, Gare du Montparnasse). - Stations et gares desservies : Pont de Levallois - Bécon, Marguerite Long (T3b), Gare de Pont-Cardinet, Pont-Cardinet, Rome, Europe, Saint-Augustin, Paris-Saint-Lazare, Saint-Lazare, Haussmann - Saint-Lazare, Madeleine, Concorde, Assemblée nationale, Solférino, Rue du Bac, Sèvres - Babylone, Rennes, Saint-Placide, Paris-Montparnasse, Montparnasse-Bienvenüe. |                                                      |                                                      |                                                      |                                                              |                                                      |                                                      |                                                      |                                                      |
| 94    | Autre : - Zones traversées : 1 et 2. - Arrêts non accessibles aux UFR : Pont de Levallois - Bécon et Assemblée Nationale. - Vers Levallois: Rennes-Raspail, Havre - Haussmann et Pont-Cardinet. - Vers Gare Montparnasse: Rome-Batignolles, Europe, Assemblée Nationale, et Sèvres-Babylone. - Amplitudes horaires : La ligne fonctionne du lundi au samedi de 6 h 5 à 23 h 10 et les dimanches et fêtes à partir de 7 h. - Date de dernière mise à jour : 22 juillet 2025. |                                                      |                                                      |                                                      |                                                              |                                                      |                                                      |                                                      |                                                      |
| 94    | Dernière actualisation : — |                                                      |                                                      |                                                      |                                                              |                                                      |                                                      |                                                      |                                                      |
| 95    | Porte de Vanves - Place Simard ⥋ Porte de Montmartre | Porte de Vanves - Place Simard ⥋ Porte de Montmartre | Porte de Vanves - Place Simard ⥋ Porte de Montmartre | Porte de Vanves - Place Simard ⥋ Porte de Montmartre | Porte de Vanves - Place Simard ⥋ Porte de Montmartre         | Porte de Vanves - Place Simard ⥋ Porte de Montmartre | Porte de Vanves - Place Simard ⥋ Porte de Montmartre | Porte de Vanves - Place Simard ⥋ Porte de Montmartre | Porte de Vanves - Place Simard ⥋ Porte de Montmartre |
| 95    | Ouverture / Fermeture 3 juin 1946 / — | Longueur —                                           | Durée 64 min                                         | Nb. d’arrêts 50                                      | Matériel Citelis 18 Urbanway 18 GNV Urbanway 18 Hybride      | Jours de fonctionnement L, Ma, Me, J, V, S, D        | Jour / Soir / Nuit / Fêtes O / O / N / O             | Voy. / an 5,25 millions (2021)                       | Centre-bus Aubervilliers                             |
| 95    | Desserte : - Ville et lieux desservis : Paris (Porte de Vanves, Stade C.-Rigoulot, Monfort-Théâtre anciennement Théâtre Silvia-Montfort, Parc Georges-Brassens, Institut Pasteur, Musée de La Poste, Gare Montparnasse, Place Saint-Germain-des-Prés, Église Saint-Germain-des-Prés, Université Paris-Descartes, Quai Voltaire, Musée du Louvre, Palais-Royal, Comédie-Française, Place de l'Opéra, Opéra Garnier, Lycée Condorcet, Boulevard Haussmann, Gare Saint-Lazare, Place de l'Europe, Place de Clichy, Lycée Jules-Ferry, Cimetière de Montmartre, Porte de Montmartre, Hôpital Bichat-Claude-Bernard). - Stations et gares desservies : Porte de Vanves, Brancion (T3a), Pasteur, Paris-Montparnasse, Montparnasse - Bienvenüe, Saint-Placide, Rennes, Saint-Germain-des-Prés, Palais-Royal - Musée du Louvre, Opéra, Auber, Havre - Caumartin, Paris-Saint-Lazare, Saint-Lazare, Haussmann - Saint-Lazare, Europe, Place de Clichy, Angélique Compoint (T3b). |                                                      |                                                      |                                                      |                                                              |                                                      |                                                      |                                                      |                                                      |
| 95    | Autre : - Zone traversée : 1. - Arrêts non accessibles aux UFR : Bartholomé, Chauvelot, Morillons-Brancions, Institut Pasteur vers Porte de Vanves, Armorique-Musée Postal, Rennes Littré vers Porte de Montmartre, Rennes d'Assas, Saint-Germain des Prés vers Porte de Montmartre, Jacob vers Porte de Montmartre, Pont du Carrousel - Quai Voltaire vers Porte de Vanves, Musée du Louvre, Gare Saint-Lazare-Budapest, Europe vers Porte de Vanves, Bucarest, Place de Clichy, Clichy Caulaincourt, Damrémont-Caulaincourt (Sacré-Coeur), Place Jacques Froment, Damrémont - Lamarck, Damrémont - Marcadet, Damrémont - Ordener, Damrémont - Championnet, Porte de Montmartre. - Amplitudes horaires : La ligne fonctionne du lundi au samedi de 6 h 15 à 0 h 30 et les dimanches et fêtes à partir de 6 h 30. - Date de dernière mise à jour : 22 juillet 2025. |                                                      |                                                      |                                                      |                                                              |                                                      |                                                      |                                                      |                                                      |
| 95    | Dernière actualisation : — |                                                      |                                                      |                                                      |                                                              |                                                      |                                                      |                                                      |                                                      |
| 96    | Gare Montparnasse ⥋ Porte des Lilas | Gare Montparnasse ⥋ Porte des Lilas                  | Gare Montparnasse ⥋ Porte des Lilas                  | Gare Montparnasse ⥋ Porte des Lilas                  | Gare Montparnasse ⥋ Porte des Lilas                          | Gare Montparnasse ⥋ Porte des Lilas                  | Gare Montparnasse ⥋ Porte des Lilas                  | Gare Montparnasse ⥋ Porte des Lilas                  | Gare Montparnasse ⥋ Porte des Lilas                  |
| 96    | Ouverture / Fermeture 25 mars 1946 / — | Longueur —                                           | Durée 50 min                                         | Nb. d’arrêts 39                                      | Matériel GX 337 ELEC                                         | Jours de fonctionnement L, Ma, Me, J, V, S, D        | Jour / Soir / Nuit / Fêtes O / O / N / O             | Voy. / an 5,40 millions (2021)                       | Centre-bus Les Lilas                                 |
| 96    | Desserte : - Ville et lieux desservis : Paris (Gare de Paris-Montparnasse, Tour Montparnasse, Centre commercial Montparnasse, Collège Stanislas, Mairie du 6e arrondissement, Église Saint-Sulpice, Université Paris-Descartes, Université Sorbonne-Nouvelle, Université Paris-Sorbonne, Musée national du Moyen Âge, Île de la Cité (Préfecture de police, Hôtel-Dieu, Palais de justice), Place du Châtelet, Hôtel de ville, Centre national d'art et de culture Georges-Pompidou, Église Saint-Gervais, Église Saint-Paul, Mairie du 4e arrondissement, Place des Vosges, Musée Carnavalet, Musée Picasso, Cirque d'Hiver, École supérieure de commerce, Rue de Ménilmontant, Parc de Belleville, Piscine des Tourelles, Porte des Lilas). - Stations et gares desservies : Paris-Montparnasse, Montparnasse - Bienvenüe, Saint-Placide, Rennes, Saint-Sulpice, Mabillon, Odéon, Gare de Saint-Michel - Notre-Dame, Saint-Michel, Cité, Hôtel de Ville, Saint-Paul, Filles du Calvaire, Oberkampf, Parmentier, Couronnes, Ménilmontant, Saint-Fargeau, Porte des Lilas. |                                                      |                                                      |                                                      |                                                              |                                                      |                                                      |                                                      |                                                      |
| 96    | Autre : - Zone traversée : 1. - Arrêts non accessibles aux UFR : Michel Debré vers Gare Montparnasse, Seine Buci, Saint Germain Odéon vers Porte des Lilas, Saint Michel - Saint Germain, Saint Claude vers Gare Montparnasse, Oberkampf - Filles du Calvaire, Couronnes, Henri Chevreau et Pyrénées - Ménilmontant vers Porte des Lilas. - Particularités : La ligne fonctionne du lundi au samedi de 5 h 50 à 0 h 30 et les dimanches et fêtes à partir de 6 h 50. - Histoire : La ligne est un très lointain successeur de la ligne « O » des omnibus (Gare de Paris-Montparnasse - Ménilmontant) exploitée par la Compagnie générale des omnibus depuis 1856. Elle portait le même indice en 1935, alors qu'elle était devenue une ligne de bus exploitée par la STCRP, société qui précéda la RATP[réf. nécessaire]. - Archi-bus : la RATP a publié, avec l'aide du Pavillon de l'Arsenal, un document nommé Archi-bus qui donne des informations sur 15 bâtiments visibles le long du parcours dans les deux sens. - Date de dernière mise à jour : 22 juillet 2025. |                                                      |                                                      |                                                      |                                                              |                                                      |                                                      |                                                      |                                                      |
| 96    | Dernière actualisation : — |                                                      |                                                      |                                                      |                                                              |                                                      |                                                      |                                                      |                                                      |
| PC    | PC | PC                                                   | PC                                                   | PC                                                   | PC                                                           | PC                                                   | PC                                                   | PC                                                   | PC                                                   |
| PC    | Pont du Garigliano - Hôpital Européen Georges Pompidou ⥋ Porte Maillot |                                                      |                                                      |                                                      |                                                              |                                                      |                                                      |                                                      |                                                      |
| PC    | Ouverture / Fermeture 1er octobre 1999 / — | Longueur —                                           | Durée —                                              | Nb. d’arrêts 19                                      | Matériel Lion's City Hybride                                 | Jours de fonctionnement L, Ma, Me, J, V, S, D        | Jour / Soir / Nuit / Fêtes O / O / N / O             | Voy. / an 4,05 millions (2021)                       | Centre-bus Belliard                                  |
| PC    | Desserte : - Ville et lieux desservis : Paris (Siège de France Télévisions, Hôpital européen Georges Pompidou, Pont du Garigliano, Cimetière d'Auteuil, Hôpital Henry-Dunant, Porte de Saint-Cloud, Église Sainte-Jeanne-de-Chantal, Parc des Princes, Stade Jean-Bouin, Porte Molitor, Porte d'Auteuil, Hippodrome d'Auteuil, Porte de Passy, Musée Marmottan Monet, Jardin du Ranelagh, OCDE, Porte de la Muette, Bois de Boulogne, Université Paris-Dauphine, Porte Dauphine, Jardin d'Acclimatation, Porte Maillot, Palais des Congrès). - Stations et gares desservies : Pont du Garigliano, Porte de Saint-Cloud, Porte d'Auteuil, Avenue Henri-Martin (depuis l’arrêt Porte de la Muette), Avenue Foch, Porte Dauphine, Neuilly - Porte Maillot, Porte Maillot. |                                                      |                                                      |                                                      |                                                              |                                                      |                                                      |                                                      |                                                      |
| PC    | Autre : - Zone traversée : 1. - Arrêts non accessibles aux UFR : Porte de Saint-Cloud-Michel Ange, Lycée Claude Bernard, Porte Molitor, Porte Dauphine. - Vers Pont du Garigliano - Hôpital Européen Georges Pompidou : , Porte de Saint-Cloud, Ernest Hébert Jardin d'Acclimatation. - Vers Porte Maillot : Versailles - Chardon-Lagache, Porte d'Auteuil, Alfred Capus, Dufrénoy. - Amplitudes horaires : La ligne fonctionne tous les jours. - Particularités : Avec le prolongement de la ligne de tramway T3b à la porte d'Asnières le 24 novembre 2018, les lignes PC1 et PC3 fusionnent en une ligne unique PC qui reprend le tronçon des deux anciennes lignes non remplacé par le tramway. Cette ligne reprend donc son nom et également sa couleur d'avant la scission de la ligne PC (100) en trois lignes PC1 à PC3 (97 à 99) en 1999. - Date de dernière mise à jour : 4 octobre 2024. |                                                      |                                                      |                                                      |                                                              |                                                      |                                                      |                                                      |                                                      |
| PC    | Dernière actualisation : — |                                                      |                                                      |                                                      |                                                              |                                                      |                                                      |                                                      |                                                      |